# Caraquet
Vous lisez un « bon article » labellisé en 2007.
Cet article concerne la ville canadienne. Pour les autres significations, voir Caraquet (homonymie).
Caraquet (/ka.ʁa.kɛt/ ; en anglais : Caraquet ou Caraquette ; en micmac Kalaket ou Pkalge) est une ville située dans la commission de services régionaux de la Péninsule acadienne au nord-est du Nouveau-Brunswick, au Canada. Perchée sur un plateau au bord de la baie des Chaleurs, la ville s'étend sur environ 24 kilomètres d'ouest en est, lui ayant autrefois valu le surnom du « plus long village du monde ».
Vraisemblablement fréquentée par les Micmacs, Caraquet est ensuite un poste de pêche à la morue des Bretons et des Normands, suivis par les Basques à partir de 1632. Le toponyme est mentionné pour la première fois à l'écrit en 1663, sous la forme Notre-Dame-de-la-Carraque. Gabriel Giraud est le premier habitant permanent vers 1731. En 1757, des réfugiés de la déportation des Acadiens menés par Alexis Landry s'y établissent, suivis par des corsaires et pêcheurs normands en 1761. La ville est désertée la même année à la suite du raid de Roderick MacKenzie. Après avoir trouvé refuge à Bonaventure et Miscou, plusieurs habitants reviennent à Caraquet. Les immigrants jersiais et britanniques développent ensuite l'industrie des pêches. L'endettement des pêcheurs et la réforme de l'éducation dégénèrent en émeutes durant l'affaire Louis Mailloux en 1875. L'ouverture de l'église Saint-Pierre-aux-Liens en 1860, du chemin de fer Caraquet & Gulf Shore en 1887 et du Collège Sacré-Cœur en 1899 contribuent à la prospérité de la ville. Caraquet est constituée en municipalité en 1961 pour permettre la construction de son hôpital. L'économie s'est quelque peu diversifiée depuis les années 1990, alors que le tourisme est un secteur florissant bien que la menace de la fermeture de l'hôpital et l'exode rural aient nui à la ville.
Les principaux moteurs économiques de Caraquet sont les services, la pêche et le tourisme. La ville compte d'ailleurs un chantier naval et l'École des pêches du Nouveau-Brunswick, en plus d'être le siège d'UNI Coopération financière, la principale institution financière de la province.
En 2023, la population de Caraquet était estimée à 7 893 habitants, pour la plupart des Acadiens francophones. Son titre de capitale de l'Acadie est sans signification administrative. En revanche, Caraquet est reconnue pour son Théâtre populaire d'Acadie, son patrimoine architectural et ses nombreuses activités en ville et à proximité, dont le festival acadien et le Village Historique Acadien. De plus, L'Acadie nouvelle, le seul quotidien francophone des provinces de l'Atlantique, est publié en ville. Caraquet est la seule ville ayant reçu deux fois le titre de « Capitale culturelle du Canada », soit en 2003 et en 2009. Elle est l'une des villes hôtes du IVe Congrès mondial acadien à l'été 2009.

## Toponyme

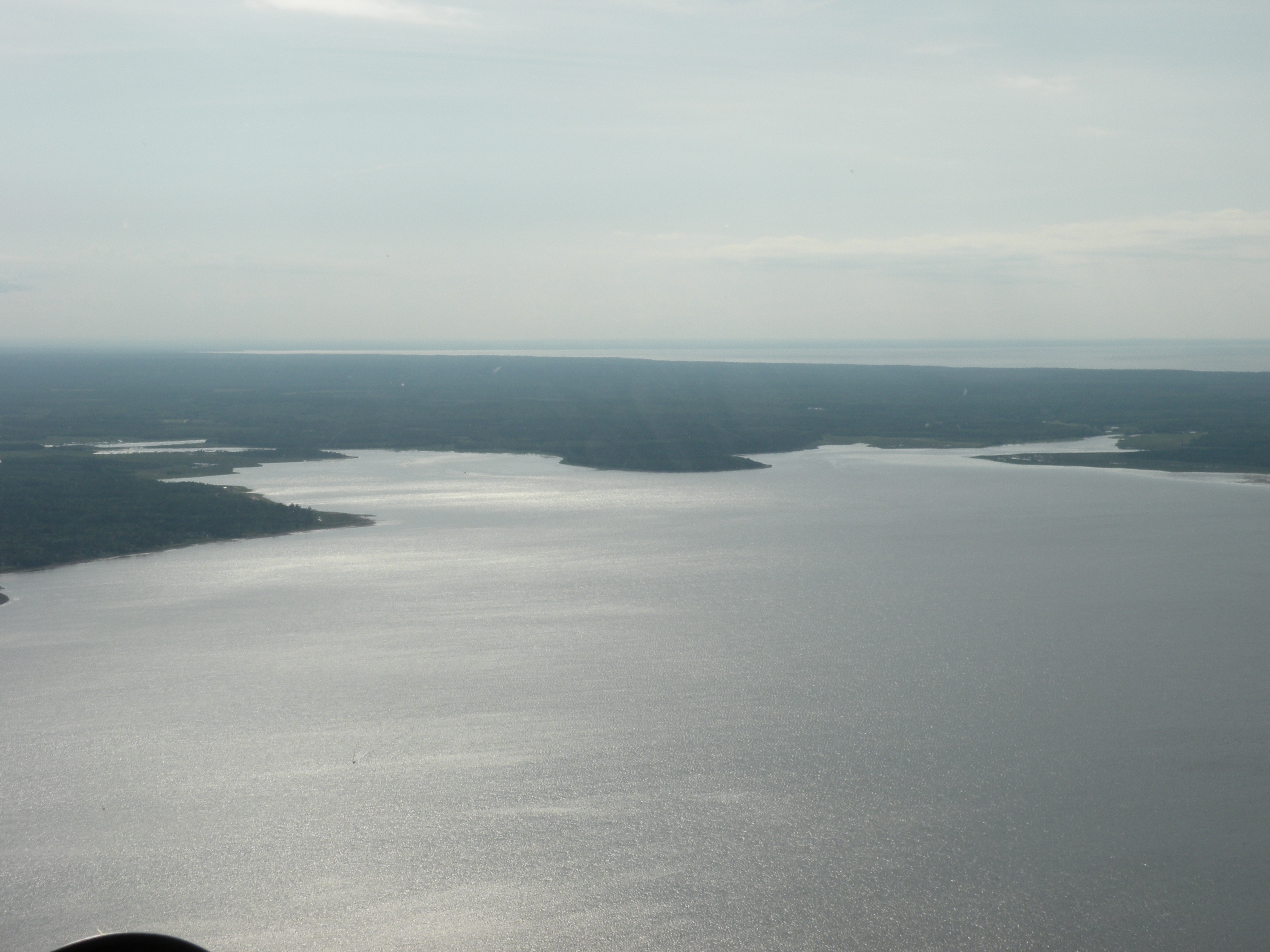
La confluence de la rivière Caraquet (à gauche) et de la rivière du Nord (à droite).

Au XVIIe siècle, il se peut que l'établissement s'appelait l'Habitation Pichiguy (Habitaçion Pichiguy), un toponyme provenant soit de la langue basque, soit du pidgin basco-algonquin utilisé à l'époque pour les échanges entre les Basques et les Micmacs. Sa signification est toutefois incertaine.
Le toponyme Caraquet est mentionné pour la première fois le 9 décembre 1663, sous la forme Notre-Dame-de-la-Carraque, dans un rapport d'avarie à la suite du naufrage du navire Saint-Jacques. Les différentes orthographes utilisées au fil des années incluent Karaquet, Quaraqu, Carraquet et Caraquette.
Quatre hypothèses tentent d'expliquer l'origine du nom Caraquet. La première veut que le nom provienne d'un mot de la langue micmaque, Kalaket ou Pkalge selon les sources, qui signifie « la rencontre de deux rivières », en référence à la confluence de la rivière du Nord et de la rivière Caraquet à l'ouest de la ville. Il faut noter que de nos jours les Micmacs nomment la ville Kalaket. Selon la deuxième hypothèse, le nom ferait référence à un type de bateau, la caraque. Selon l'historien Fidèle Thériault, cette hypothèse est la plus plausible, car la langue micmaque ne possède par le son « r ». La troisième hypothèse, aussi introduite par Fidèle Thériault, le rapproche du nom de la baie de Caráquez, en Équateur. Cette origine espagnole s'expliquerait par la présence basque et proviendrait de la déformation du nom qu'ils donnèrent à l'île de Caraquet. La quatrième hypothèse, moins répandue, tente d'expliquer l'origine du nom par le fait que deux lieux-dits de France, l'un à Boursin et l'autre à Desvres, portent le nom de Caraquet.
Le nom se prononce /ka.ʁa.kɛt/ en français, et /ˈkɑrə.ket/ en anglais.

## Géographie

### Géographie physique

#### Situation et topographie
Située à 55 kilomètres à vol d'oiseau à l'est de Bathurst, Caraquet est la deuxième ville de la Péninsule acadienne en termes d'habitants. D'une superficie de 68,26 km2, la ville s'étend sur la rive sud de la baie des Chaleurs. La ville est bordée par Rivière-du-Nord à l'ouest, par Hautes-Terres au sud-ouest, par Tracadie au sud et par Shippagan au sud-est.
Elle est bordée à l'est par la baie Saint-Simon, qui se jette dans le havre de Shippagan puis rejoint la baie des Chaleurs au nord-est. Le principal cours d'eau est la rivière Pokemouche, qui traverse le territoire d'ouest en est, avant de se jeter plus loin dans le golfe du Saint-Laurent. Le territoire est situé principalement sur le continent mais comprend également l'île de Caraquet, au nord, l'île de Pokesudie, l'îlette de Pokesudie et l'île Munro, à l'est, ainsi que l'île Walsh et l'île Polly, au sud, dans la rivière Pokemouche. Seule l'île de Pokesudie est habitée.
Au nord-ouest s'avance la péninsule de Maisonnette, qui est presque reliée à l'île de Caraquet, au nord-est, par un ensemble de dunes et de bancs de sable. Le tout sépare la baie et le havre de Caraquet de la baie des Chaleurs, sauf par un passage navigable à l'est.
La ville s'élève sur un plateau, dont le littoral est généralement formé de talus ou de falaises dépassant 15 mètres de haut par endroits. Les principales pointes sont, d'ouest en est, la pointe aux Roseaux, la pointe Rocheuse, la pointe à l'Église, la pointe à Brideau et la pointe d'Herbe. Les principales plages sont la plage Dugas, la plage de l'église et la plage Foley, tandis qu'il y a une dune à la pointe aux Roseaux. Le terrain est généralement plat et légèrement incliné vers l’est, de sorte qu’il n’y a plus de falaises à la frontière avec Bas-Caraquet. Un plateau d'une trentaine de mètres de haut se trouve à l'extrémité ouest de la ville tandis qu'une colline de 45 m, le point le plus haut, est située à l'extrémité ouest.
Caraquet, comme toute localité francophone des provinces de l'Atlantique, est généralement considéré comme faisant partie de l'Acadie.

#### Hydrographie

Carte topographique de Caraquet. 1 - Écomusée de l'Huître - 2 - L'Acadie nouvelle - 3 - Place Saint-Pierre - 4 - UNI Coopération financière - 5 - Villa Beauséjour - 6 - Cimetière de Caraquet - 7 - Hôtel de ville, Centre culturel, parc, École Marguerite-Bourgeoys, Polyvalente Louis-Mailloux - 8 - Coopérative de Caraquet - 9 - Place Caraquet - 10 - Hôpital de l'Enfant-Jésus - 11 - École des pêches, Musée acadien - 12 - Carrefour de la Mer, marina, usines de transformation de poisson - 13 - Lieu Gabriel-Giraud

La configuration du relief de la région de Caraquet crée environ dix bassins hydrographiques, la plupart se déversant dans rivière Pokemouche, la baie Saint-Simon ou la baie de Caraquet. La principale rivière, la Saint-Simon, prend sa source au centre de la ville, dans une région inhabitée, et coule vers le sud-est. La Waugh prend aussi sa source dans la ville, mais s'écoule plus loin vers le sud. La Petite Rivière Caraquet prend sa source dans le village de Bertrand puis se déverse dans la baie de Caraquet dans l'ouest de la ville. Les autres cours d'eau du littoral, en allant vers l'est, sont le ruisseau Fitzpatrick, le ruisseau à Brideau et le ruisseau à Chenard.
Plusieurs marais et tourbières, dont au moins quatre sont de tailles importantes, se trouvent dans la forêt. Dans celle-ci se trouvent le lac à l’Église et le lac Gallien. Il y a aussi quelques étangs et marais côtiers.

#### Géologie
Le sous-sol de Caraquet date du Pennsylvanien et du Triassique (entre 200 et 250 millions d’années). Le sol est composé principalement d’une couverture de plaine (dépôt de charbon, sable, silt et gravier) au-dessus d’une épaisseur de till d’ablation de texture argileuse, sur une assise rocheuse de grès fissuré d’une épaisseur de 50 cm à 3 m. Les dépôts de surface sont probablement d’origine marine. Un dyke de diabase, d’une largeur de 26 m, traverse la municipalité en suivant un axe nord-est-sud-ouest. Il est exposé à la Pointe à Brideau et à l’île de Caraquet.

#### Climat
La ville de Caraquet est située à la limite du climat maritime, dû à la présence de la baie des Chaleurs et du golfe du Saint-Laurent. Les hivers sont plus doux que dans le reste du pays et les étés y sont plus frais. La température moyenne pour le mois de janvier est de −10,9 °C et de 17 °C pour le mois d’août. Le taux d’humidité relative est de 76 % pour le mois de janvier et de 72 % pour le mois d’août. La moyenne annuelle des précipitations est d’environ 960 mm, légèrement inférieur à la moyenne provinciale. Les chutes de neige sont d’environ 300 cm par hiver. Le littoral est exposé à de forts vents, qui endommagent les arbres situés près de la côte.

#### Faune et flore

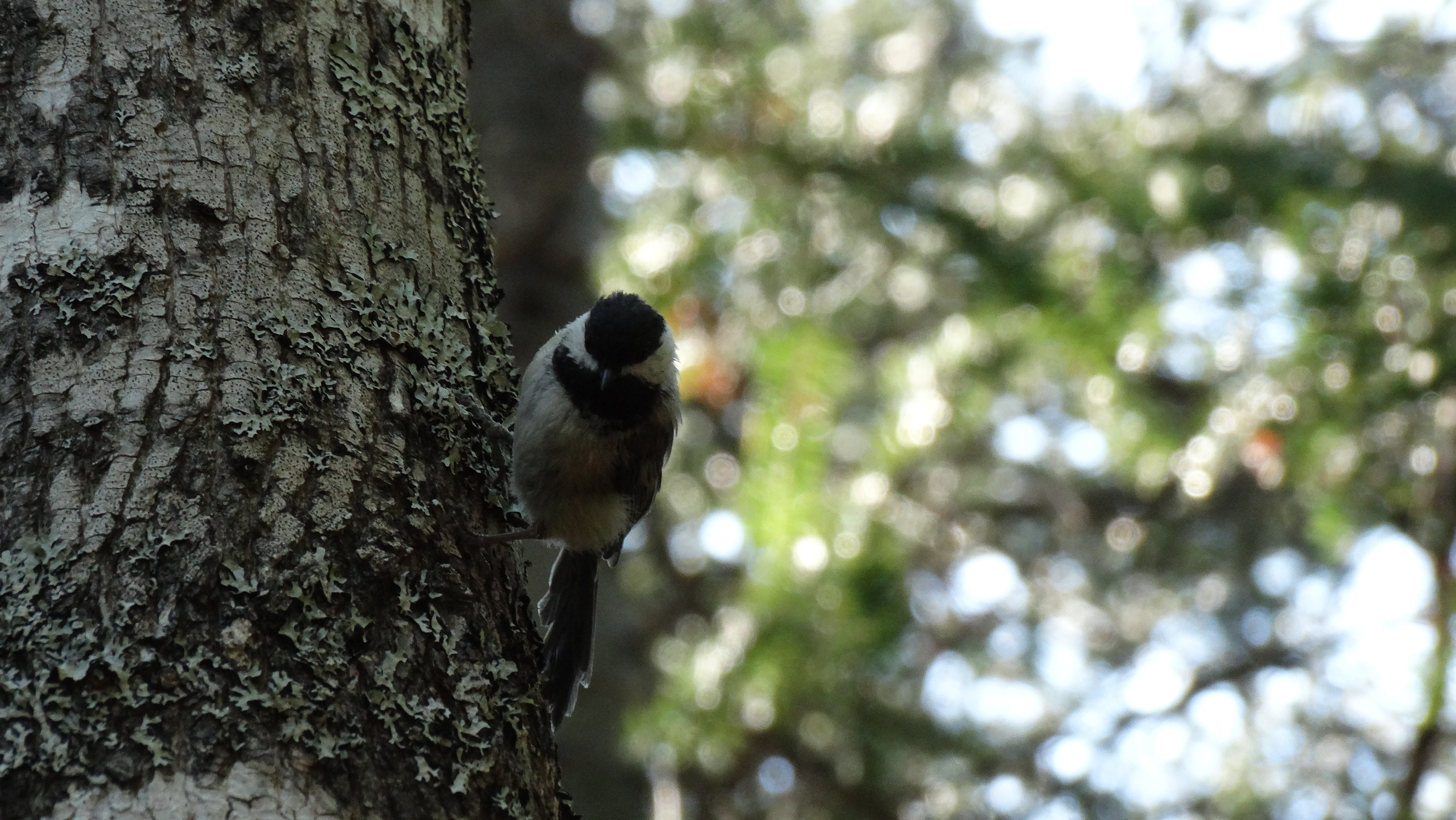
Une mésange à tête noire (Poecile atricapillus), l'emblème aviaire du Nouveau-Brunswick, photographiée au sanctuaire Sainte-Anne-du-Bocage.

Caraquet est situé dans l'écorégion des basses terres de l'est, plus précisément dans l'écodistrict de Caraquet. Le long passé de colonisation de la région entraîne la prédominance de l'érable rouge, du peuplier faux-tremble et du bouleau gris. Les creux des vallées et les sites aux sols à texture grossière sont recouverts d'arbres témoignant d'une fréquence élevée d'incendies, surtout l'épinette noire et le pin gris. Les parties médianes des versants accueillent surtout des feuillus, comme l'érable rouge, accompagné d'épinette rouge, de pin blanc d'Amérique, de sapin baumier et de pruche. Le thuya occidental et le mélèze laricin se rencontrent généralement où il y a de l'épinette noire, dans les secteurs mal drainés. L'érable à sucre, le bouleau jaune et le hêtre d'Amérique ne se rencontrent que dans l'arrière-pays tandis que la pruche a presque disparu de la région.
Parmi les oiseaux visibles sur le littoral, on compte des bécasseaux, des pluviers, des grands Hérons, des goélands et parfois des balbuzards. Les corbeaux et les rouges-gorges sont les principales espèces visibles dans la ville et la prairie. De nombreuses autres espèces d'oiseaux sont visibles, principalement dans les régions inhabitées, telles que les geais bleus et les tourterelles ainsi que des couleuvres, différents amphibiens, des rongeurs et des petits mammifères. D’autres animaux plus grands sont parfois observés, comme des chevreuils ou des orignaux. Les marais côtiers abritent des papillons rares, tels que le Satyre fauve des Maritimes (Coenonympha nipisiquit), le Cuivré des marais salés (Lycaena dospassosi), le Petit satyre des bois (Megisto cymela) et le Bleu porte-queue de l'Ouest (Cupido amyntula). L’écosystème des ruisseaux et lacs n’est pas vraiment développé.
Des récifs artificiels destinés aux homards sont installés au large de Caraquet en 2004. Selon les biologistes de Pêches et Océans Canada, ce projet est une réussite.

#### Environnement
Comme dans le reste de la province, une partie de la forêt fut détruite durant les grands feux de forêt de 1930. Il n’y a pas de réserves naturelles à Caraquet et les parcs couvrent une fraction du territoire. La forêt est menacée par les coupes à blanc et le développement résidentiel. Les tourbières n’ont pas été exploitées, mais il existe plus de vingt carrières.
Quelques initiatives environnementales sont apparues durant les dernières années. La station-service de la Coopérative de Caraquet est chauffée par un système géothermique et son eau est chauffée par des panneaux solaires. La polyvalente Louis-Mailloux est en partie alimentée par une éolienne et un panneau solaire.

### Géographie humaine

#### Transport

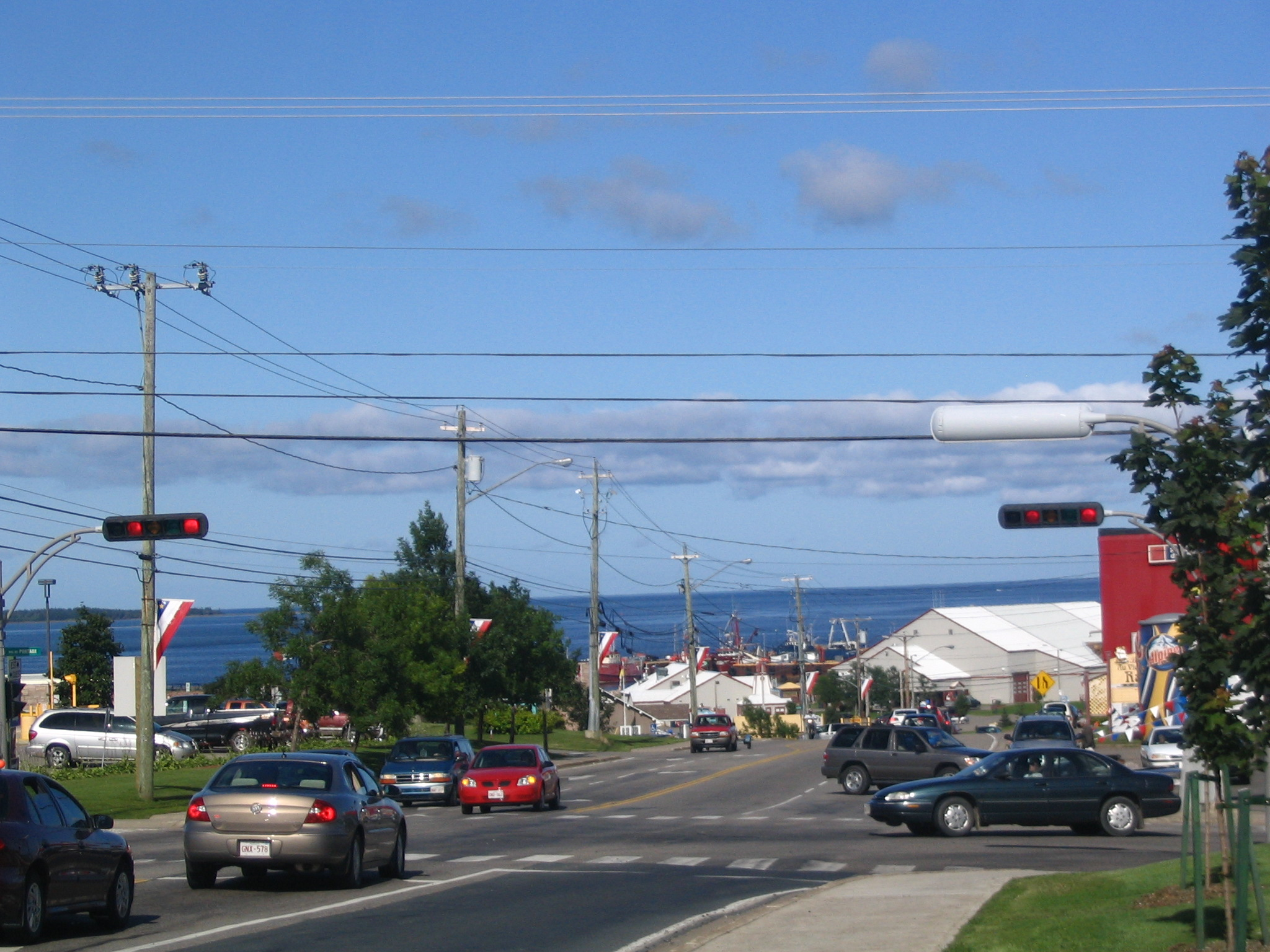
L'intersection du boulevard Saint-Pierre et de la rue du Portage. Le port est visible au second plan.

Flexi Mobilité rurale dispose d'une flotte d'autobus, offrant depuis 2015 un service gratuit (pour une période limitée) du lundi au vendredi. Dès le 3 février 2025, il comptera trois trajets, reliant Caraquet, Shippagan et Tracadie via Pokemouche. Des services de taxi desservent aussi la ville. Flexi Déplacement Péninsule offre un service sur demande à travers la province. Il y a de plus un service de taxi longue distance, le Taxi Cormier, qui relie la région à Montréal. La gare routière et la gare de Bathurst sont situées 70 km à l’ouest. L’aéroport régional de Bathurst est situé quant à lui à 75 km et l’aéroport international du Grand Moncton est à 260 km au sud. Il est à noter que les gens ont souvent à se rendre à Montréal pour prendre l’avion, soit une distance de 900 km.
Pour se rendre au travail, 82,1 % des Caraquetois utilisent l'automobile en tant que conducteur (77,9 % au provincial) et 8,0 % en tant que passagers (11,2 % au provincial), 1,4 % prennent le transport en commun (2,0 % au provincial), 7,3 % prennent la bicyclette ou marchent (7,3 % au provincial) et 1,1 % un autre moyen (1,7 % au provincial).
Il y avait en 1994 un total de 65 kilomètres de routes, dont 10 kilomètres non asphaltés. Les routes provinciales 11 et 145 se croisent dans le centre-ville, où se trouve le seul feu de circulation. La route 11 parcourt presque toute la côte nord et est de la province tandis que la route 145 relie la ville à Bas-Caraquet. La route 335 constitue une voie d'accès secondaire à partir de Saint-Simon. La route 11 est la principale rue de la ville et le fait qu'elle traverse aussi le centre-ville et qu'elle possède de nombreuses intersections occasionne des problèmes de circulation et des accidents. Les pistes cyclables, construites à partir de 1994, sont un autre moyen de transport non négligeable. Leur utilisation devenait difficile par la présence de véhicules tous-terrains, mais elles ont été asphaltées en 2006 pour les sécuriser et en augmenter la popularité.
La construction d'une voie d'évitement entre la rue du Portage et Bertrand a commencé en 2012 et devrait s'étaler jusqu'en 2017 au coût estimé de 45 millions $ CAD. On parle aussi depuis des décennies de construire un pont entre Bas-Caraquet et Shippagan, ce qui faciliterait le transport vers Shippagan, Lamèque et Miscou.
Le Chemin de fer de l'Acadie devait être construit à partir de 2008 afin de relier Shippagan et Tracadie-Sheila à Bathurst, via Caraquet. Le projet est en suspens. Un autre projet récent, celui d’un traversier reliant la ville à la Gaspésie, semble avoir été abandonné.

#### Morphologie urbaine
La ville de Caraquet s’est développée à partir de trois villages. Le premier, au lieu-dit de Sainte-Anne-du-Bocage, près de l’embouchure de la Petite rivière Caraquet, un deuxième près du ruisseau à Chenard et un dernier près du ruisseau Isabelle — faisant maintenant partie de Bas-Caraquet. Les terrains étaient originellement de forme rectangulaire et s’étendaient de la mer vers l’intérieur des terres. La forme des terrains et la situation des hameaux s'expliquent par le fait que les premiers habitants vivaient surtout de la pêche et avaient donc un accès facile à la route. Par succession de père en fils, les terrains ont été divisés de la même façon jusqu’à devenir des rectangles de plus en plus étroits.
Caraquet se déroule le long du boulevard Saint-Pierre, la « plus longue rue des Maritimes »[réf. souhaitée], traversant le territoire d'ouest en est le long de ses 13 kilomètres. Les habitations occupent une mince prairie bordée au nord par la baie de Caraquet et au sud par une forêt s'étendant sur près de dix kilomètres jusqu'à la rivière Pokemouche. Il y a aussi un boisé dans le nord-ouest.
Le centre-ville s'organise aujourd'hui entre deux principaux points, soit la place du Vieux-couvent à l'ouest et le port, à l'est. Le premier est le cœur institutionnel de la ville, où l'on retrouve les écoles, les installations sportives, l'hôtel de ville, le centre culturel et l'église catholique. Deux kilomètres et demi plus loin à l'est se trouve le port, le cœur industriel de la ville, comprenant aussi l'hôpital, le collège, un musée, un théâtre et un parc industriel. Le développement du centre-ville est dû à la présence de l'église et de l'ancienne gare.
Le développement continue dans le centre-ville et se poursuit dans l'axe du boulevard Saint-Pierre et, depuis les années 1960, le long de la rue du Portage. La Pointe-Rocheuse est l'un des quartiers vivant la plus forte croissance et a perdu son aspect rural. On y retrouve entre autres un centre commercial et les bureaux de L'Acadie nouvelle et d'UNI Coopération financière. Le développement le plus récent est un parc de maisons mobiles le long de la rue du Portage. En 1994, 23 % du territoire était bâti. L'étalement urbain occasionne des frais supplémentaires et plus de congestion routière.
Caraquet est divisée administrativement en cinq quartiers mais compte historiquement de nombreux quartiers, villages et hameaux :
| Nom               | Statut         | Note                               |
| ----------------- | -------------- | ---------------------------------- |
| Bas-Caraquet      | Ancien village | Au nord-est                        |
| Centre-ville      | s.o.           | Au nord                            |
| Évangéline        | Ancien DSL     | Au sud                             |
| Landry            | Ancien DSL     | Au sud                             |
| Pokemouche        | Ancien DSL     | Au sud                             |
| Pokesudie         | Ancien DSL     | Sur l'île du même nom, au nord-est |
| Saint-Simon       | Ancien DSL     | À l'est                            |
| Village-Blanchard | Ancien DSL     | Au centre                          |

Il y a aussi quelques hameaux, dont les principaux sont situés sur la rue Pinet, la rue Dugas et la rue Lavigne à Haut-Caraquet, sur la rue de la Chaussée à la Butte-à-Japon, sur l'allée Napoléon, le chemin Ruffino et le chemin Chiasson à la Pointe-Rocheuse ainsi que sur la rue du Portage. Ces hameaux sont la plupart du temps composés de chalets.

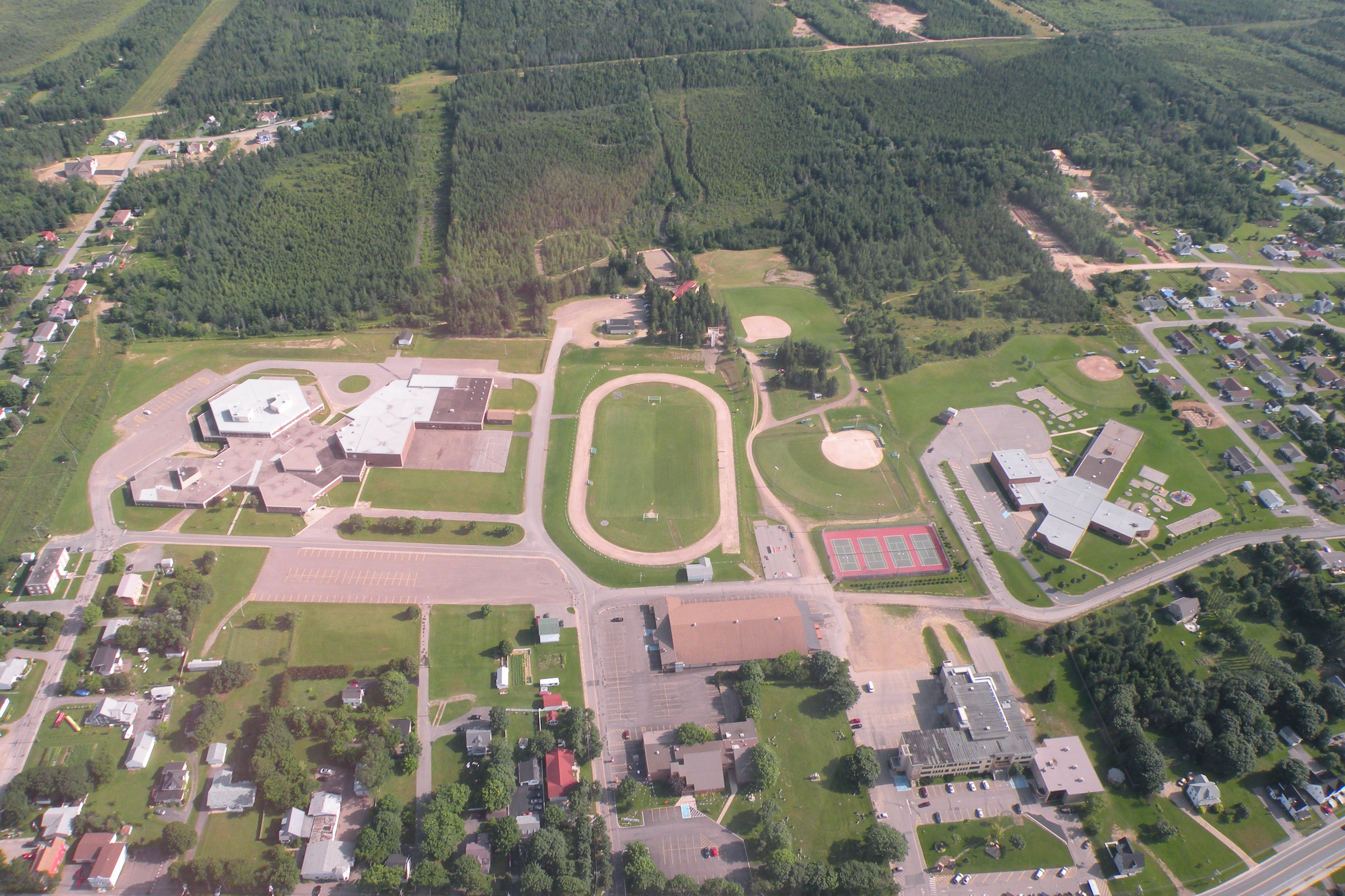
Le principal secteur institutionnel, dans l'ouest du centre-ville, vu des airs.
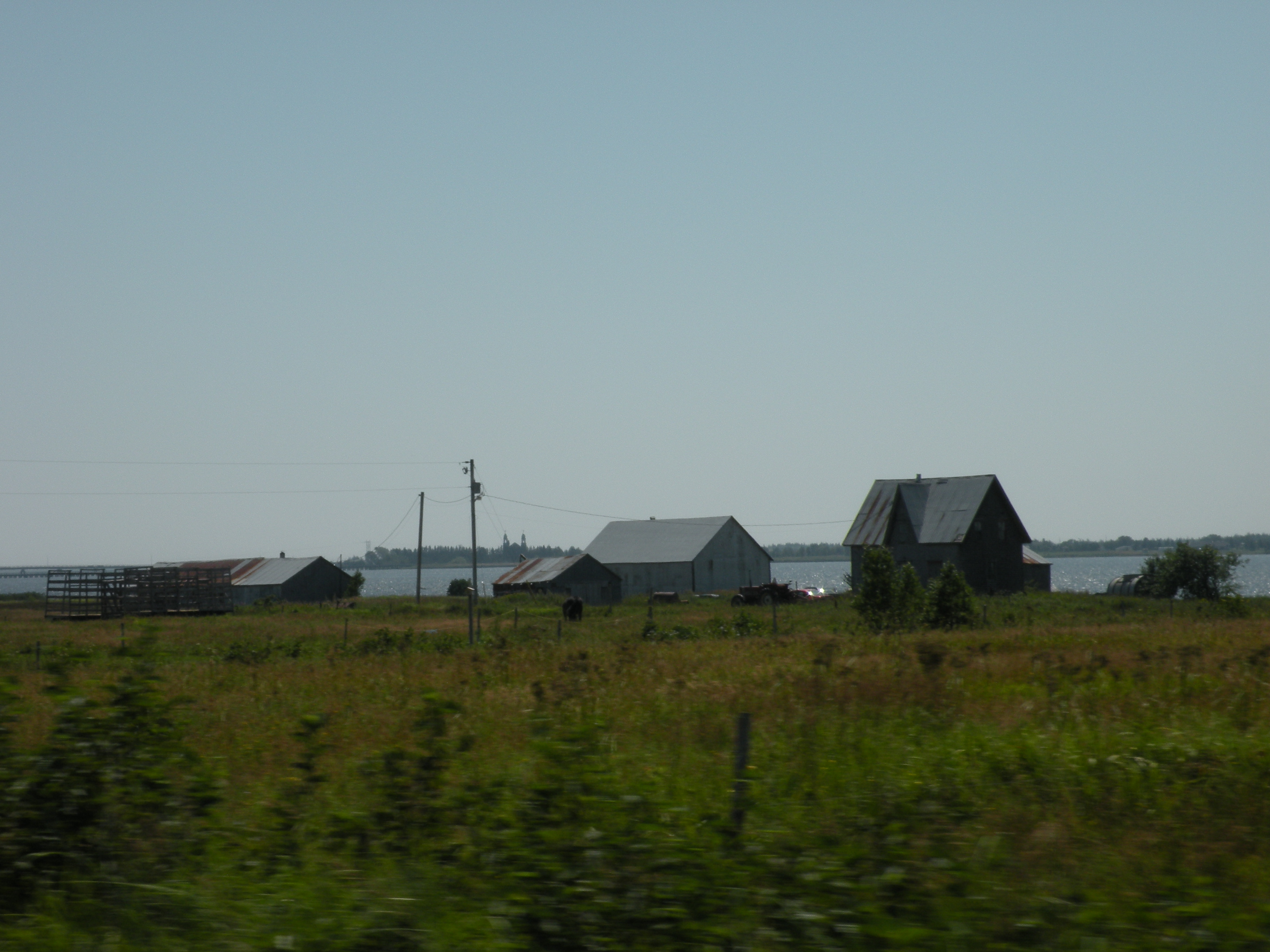
Une ferme à Évangéline, dans le quartier 2.
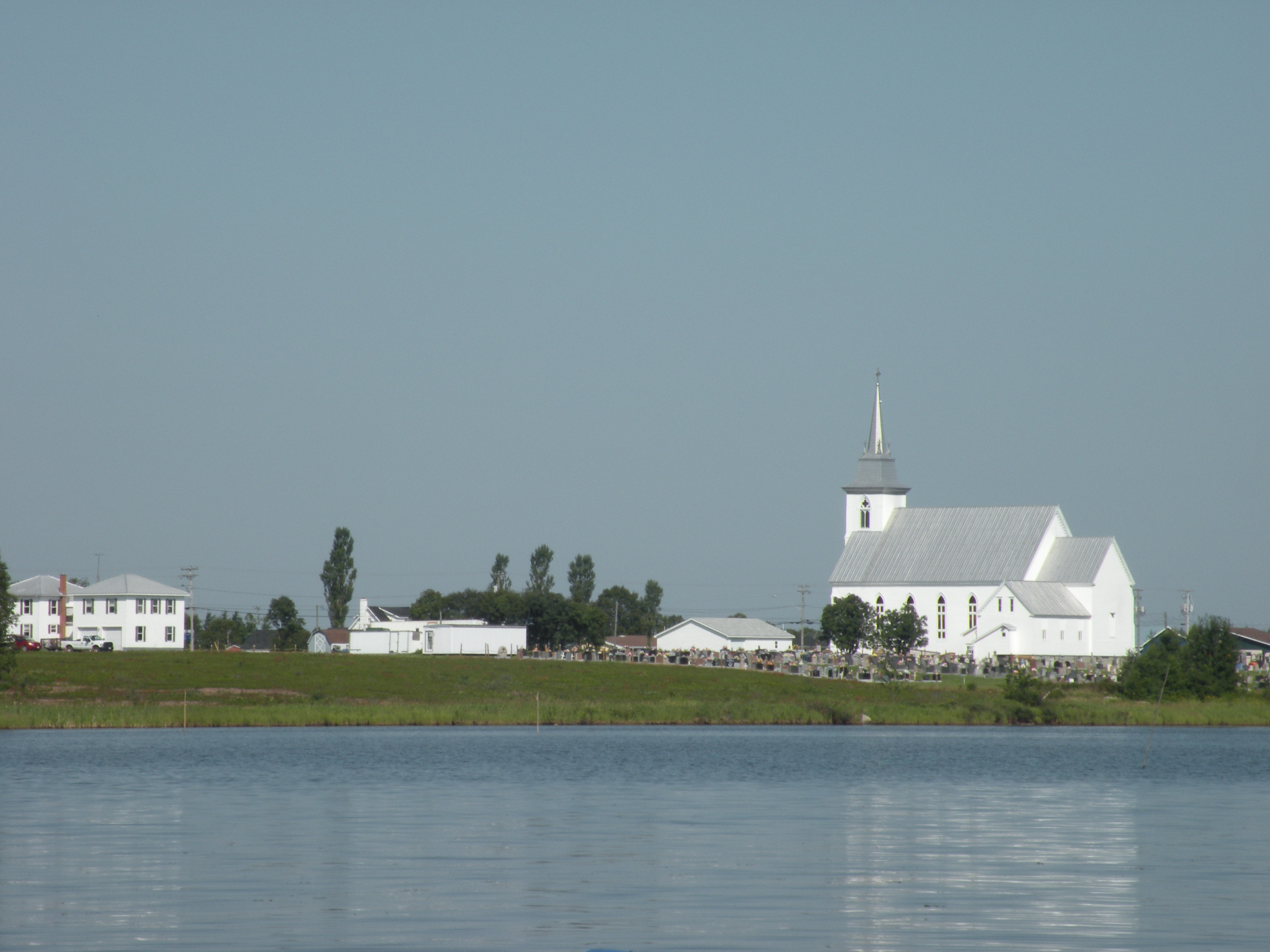
Pokemouche, dans le quartier 3.
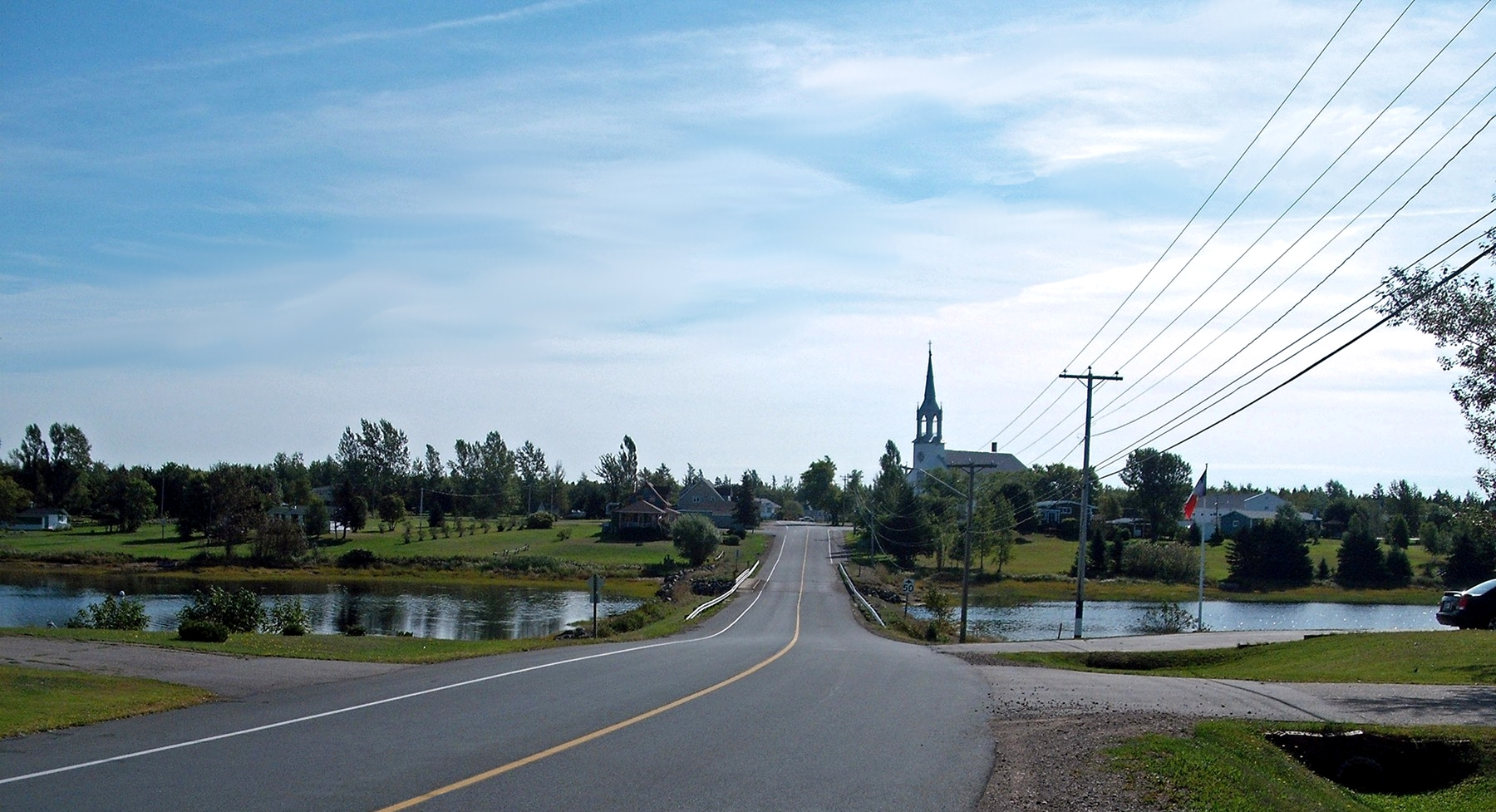
Saint-Simon, dans le quartier 4.
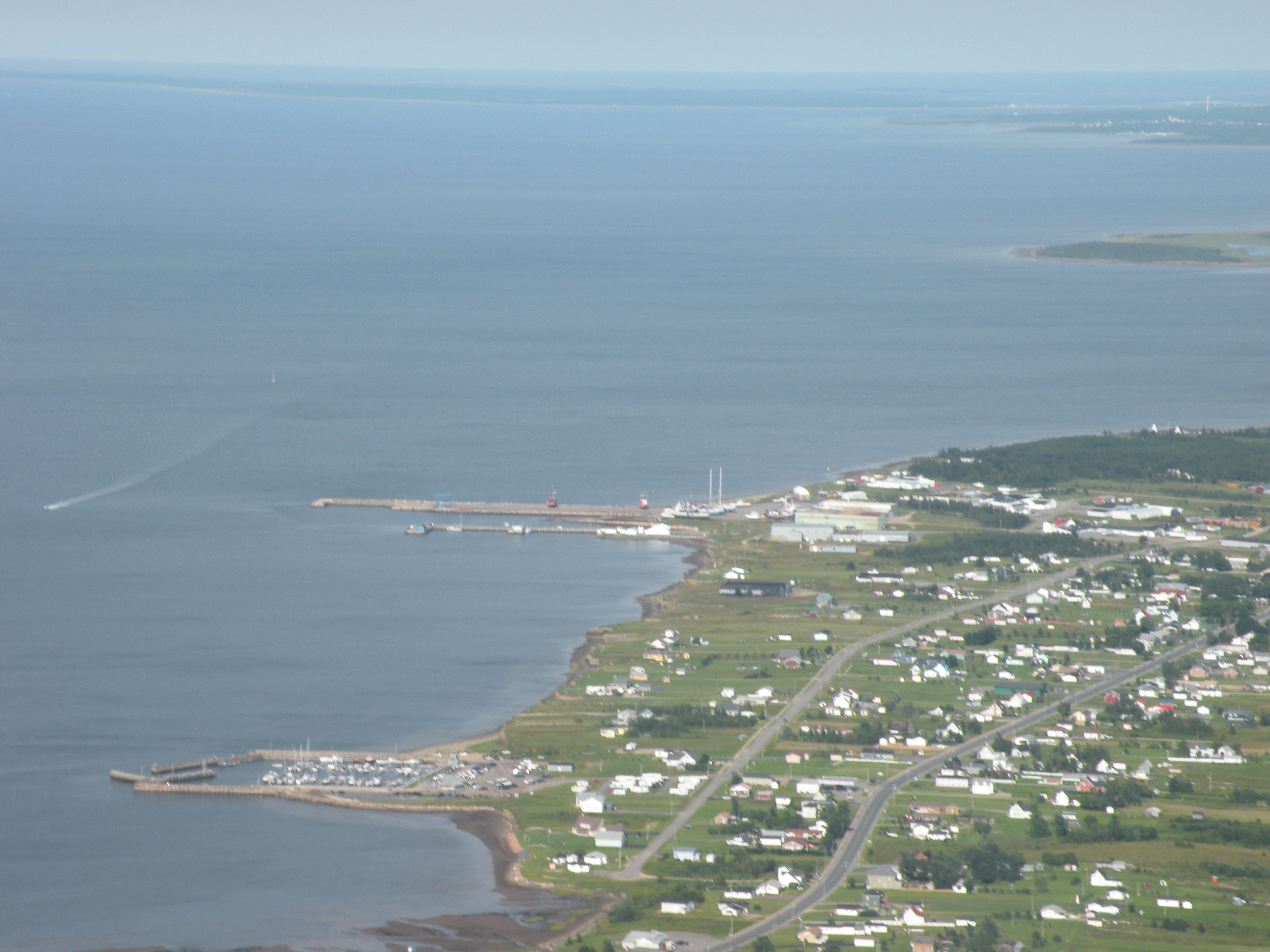
Bas-Caraquet, dans le quartier 5.

## Histoire
Royaume de France (1731-1763)

 Royaume de Grande-Bretagne (1763-1801)

 Royaume-Uni (1801-1867)

Les Micmacs, un peuple autochtone de langue algonquienne, seraient les premiers à avoir fréquenté les lieux, il y a près de 2500 ans. William Francis Ganong a exploré les possibles portages de la région au début du XXe siècle, sans découvrir de sites archéologiques. Des artéfacts ont plus tard été découverts à la côte de l'Église et à l'île de Caraquet. Le marin Ashley Bowen mentionne la présence d'autochtones en 1762, et la tradition orale mentionne la présence d'un campement au port de Caraquet jusqu'au XIXe siècle. Tout porte à croire qu'il n'y avait pas d'établissement permanent. De nos jours, la communauté micmaque la plus proche est à Tabusintac, à 65 kilomètres au sud, mais une importante population préhistorique existait à Pokemouche, à 15 kilomètres au sud.
Des historiens comme Bernard Thériault et Donat Robichaud soutiennent la présence des Vikings dans la région. L'archéologue Birgitta Wallace affirme toutefois, à la suite de l'étude des sagas du Vinland, que la terre du Vinland se trouvait quelque part entre Bathurst et Miramichi, autrement dit une zone centrée sur Caraquet.
On sait que des pêcheurs de morue et chasseurs de baleines basques, bretons et normands venaient à partir de la fin du XVIIe siècle, et probablement même plus tôt. En fait, une pièce de monnaie française datant d'environ 1495 fut découverte le long des côtes en 1980. C’est l'une des pièces de monnaie les plus anciennes découvertes au pays et selon l'historien Fidèle Thériault, elle confirmerait que des pêcheurs de l'île de Bréhat, en Bretagne, mentionnés dans un document de 1514, venaient pêcher à Caraquet depuis 1460. Jacques Cartier explore les environs en 1534.
D'abord concentrés au Labrador, les Basques s'implantent notamment à Caraquet en 1632 et pêchent jusqu'à la fin du XVIIIe siècle. Caraquet aurait été fondée vers 1711 par Gabriel Giraud dit Saint-Jean. Il s'établit de façon permanente vers 1731 où se trouve aujourd'hui la frontière avec Bas-Caraquet.

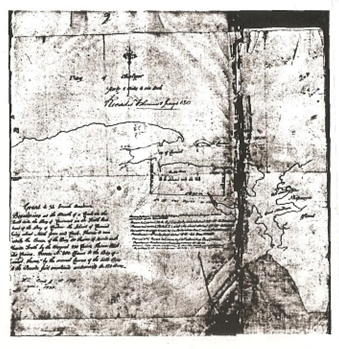
Carte de la grande concession de Caraquet.

En 1755, les troupes britanniques prennent le fort Beauséjour et commencent la déportation des Acadiens. Un groupe de rescapés guidés par Alexis Landry se réfugient à Caraquet en 1757, au lieu-dit de Sainte-Anne-du-Bocage. Plusieurs corsaires du Capitaine Saint-Simon, rescapés de la bataille de la Ristigouche, se réfugièrent au village de Gabriel Giraud en 1760. L'année suivante, Pierre du Calvet effectua un recensement de la baie des Chaleurs, dont le but était de savoir où et combien d'Acadiens se cachaient. En représailles de la bataille, Roderick MacKenzie captura la plupart des réfugiés, dont 20 personnes sur les 174 que comptait alors Caraquet. Le reste de la population émigra vers d'autres lieux de la baie des Chaleurs, en particulier vers Miscou et Bonaventure.

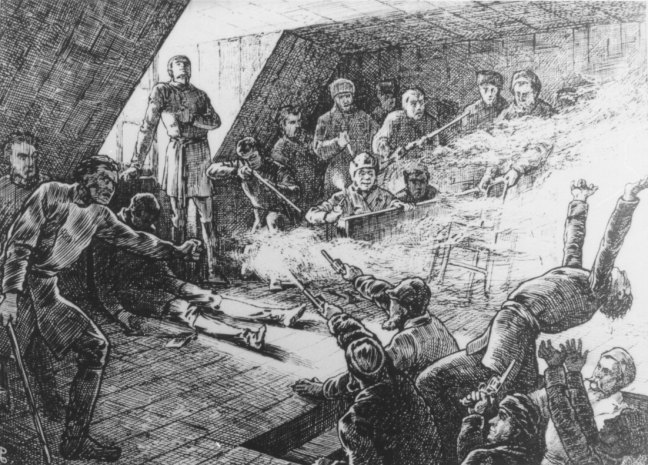
Caricature de la fusillade survenue le 27 janvier 1875, durant l'affaire Louis Mailloux.

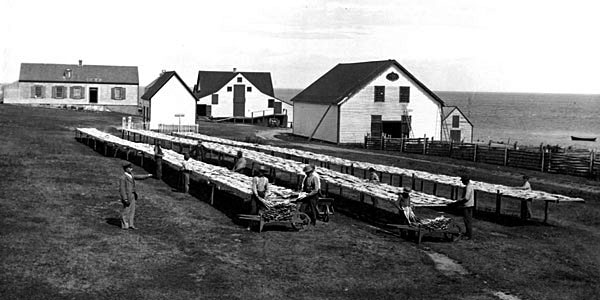
Séchage du poisson à la Compagnie Robin en 1895.

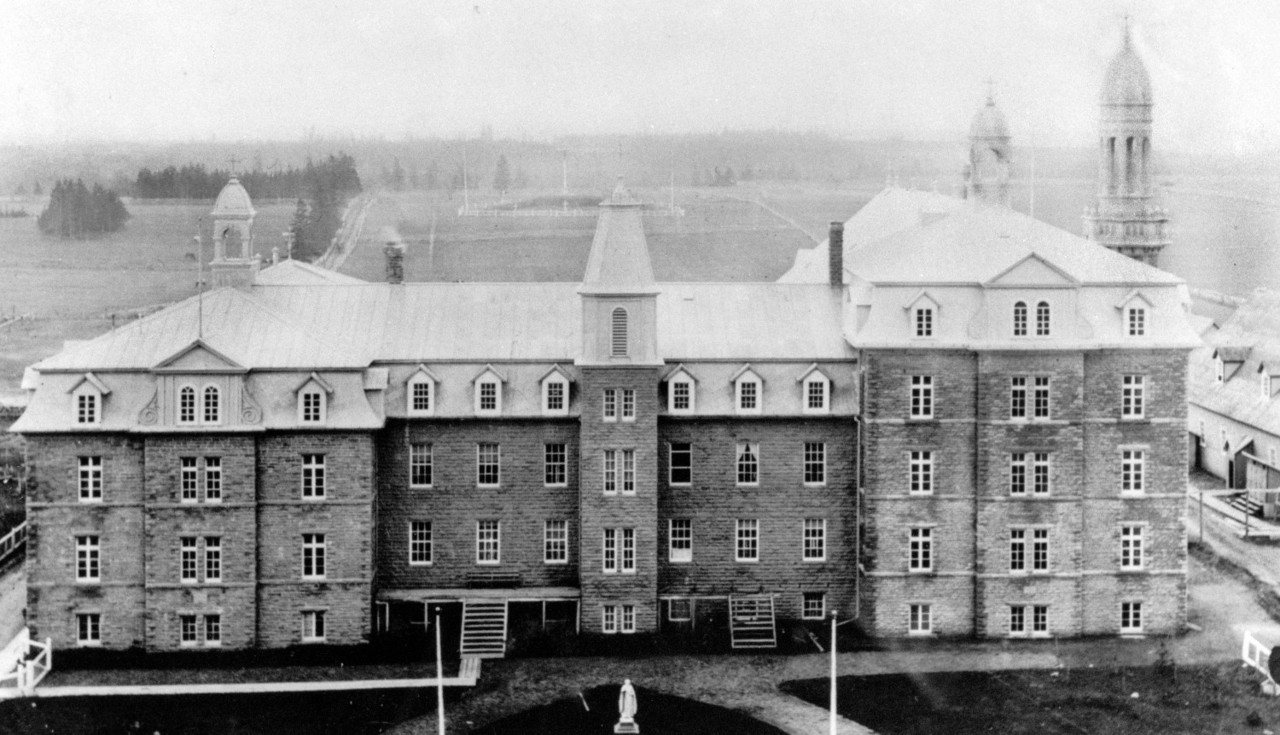
Le Collège Sacré-Cœur en 1910.

En 1763, le Royaume-Uni obtient la partie continentale de l'Acadie par le traité de Paris. La Proclamation royale de 1763 permet aux Acadiens de venir s'établir sur des terres non occupées par des Britanniques. La plupart des familles retournent à Caraquet à partir de 1766. Raymond Bourdages fonde un poste de pêche en 1762, mais est la cible d'attaques de corsaires américains en 1776 et de Micmacs en 1779. En 1784, François Gionet se rend à pied à Halifax. La Grande Grant y est obtenue, légalisant l'occupation de Caraquet pour 34 familles sur 57 km2. Des familles de pêcheurs normands s'étaient entretemps établis en ville et seront suivis par des Canadiens français.
Des marchands anglais, écossais et jersiais s'établissent à Caraquet à partir du début du XIXe siècle. Malgré leur faible nombre, ils contrôleront l'économie et la politique de la ville durant un siècle. La compagnie Robin ouvre un important poste de pêche en 1837, suivie par celle de Robert Young en 1850. Le gouvernement de George Edwin King vote la Common School Act en 1871. Cette loi retire toute présence religieuse à l'école et rend l'éducation en français difficile. La situation économique précaire des pêcheurs, mêlée au mécontentement causé par la loi et aux tentatives de la minorité anglophone de contrôler le conseil scolaire, cause un soulèvement de la population en janvier 1875, l'affaire Louis Mailloux. Robert Young fait venir la police, l'armée et une milice en ville. Le milicien John Gifford et Louis Mailloux trouvent la mort lors d'une arrestation dégénérant en fusillade le 27 janvier. Le calme revenu, la population obtient quelques concessions.
Malgré la révolution industrielle, la Confédération canadienne nuit aux provinces Maritimes. Pour contrer l'exode de la population et le contrôle des compagnies de pêche, de nouveaux villages d'agriculteurs sont fondés. En 1864, l'ingénieur Sanford Fleming propose de construire le chemin de fer Intercolonial de Montréal à Pokesudie en passant par Caraquet. Le trajet final est dévié au sud vers Halifax en 1868 mais la ligne Caraquet est construite en 1887 en suivant une partie du tracé proposé. La mise en service du chemin de fer entraîne un développement économique avec l'ouverture de nombreux commerces et hôtels ainsi qu'un changement des habitudes de vies. Le Collège Sacré-Cœur ouvre ses portes en 1899, mais est détruit dans un incendie en 1914. La 5e Convention nationale acadienne est organisée en 1905.
La chambre de commerce de Caraquet est très active à partir des années 1940, et la ville fait l'objet de nombreux projets. L'École des pêches du Nouveau-Brunswick ouvre ses portes en 1959. Pour permettre la construction de l'hôpital de l'Enfant-Jésus, la chambre de commerce demande la constitution de Caraquet en municipalité, ce qui est chose faite le 15 novembre 1961. Le premier festival acadien est organisé en 1963, durant lequel sont inaugurés l'hôpital et le nouvel édifice de l'École des pêches. Caraquet accueille la 14e Convention nationale acadienne en 1965. La politique municipale est particulièrement mouvementée durant les années 1960 et 1970, une période également marquée par l'ouverture de la filature Cirtex en 1974, suivi d'une longue grève puis de sa fermeture en 1976. Le Village historique acadien, situé près de la ville, est inauguré en 1977.
Le quotidien L'Acadie nouvelle est fondé à Caraquet en 1984 pour remplacer L'Évangéline, fermé en 1982. Les années 1980 et 1990 sont marquées par plusieurs crises dans l'industrie de la pêche, alors que les marchands Canadiens anglais perdent le contrôle des installations. Le Vieux couvent, qui abrite la plupart des institutions culturelles de la ville, est détruit dans un incendie en 1992. Caraquet se proclame capitale de l'Acadie en 1993 et la ville adopte une politique culturelle. Au fil des années suivantes, le centre-ville est amélioré, les règles d'urbanisme sont resserrées et le patrimoine architectural est sauvegardé. Caraquet est l'hôte des XVe Jeux de l'Acadie en 1994. Le parc industriel accueille de nouvelles usines en 1998 mais la filature Wink ferme ses portes en 2000. Le centre culturel ouvre ses portes la même année. L'hôpital de l'Enfant-Jésus perd plusieurs de ses services en 2004. Après plusieurs procès et manifestations, le gouvernement consent à rétablir graduellement les services en 2008. En 2006, un promoteur annonce un projet de chemin de fer à Caraquet, qui n'a pas encore été construit. De nouveaux projets d'usines sont annoncés en 2008, alors que la ville connait une croissance économique importante. Le IVe Congrès mondial acadien est organisé à travers la Péninsule acadienne en 2009. L'hôpital retrouve sa salle d'urgence en 2012. Une voie de contournement de la route 11 est construite au sud de la ville à partir de 2012.
| Date      | Bataille                              | Conflit                                  | Béligérants                                    | Issue                       |
| --------- | ------------------------------------- | ---------------------------------------- | ---------------------------------------------- | --------------------------- |
| 1760      | Course du Capitaine Saint-Simon       | Guerre de la Conquête                    | Royaume de Grande-Bretagne / Royaume de France | Sabordage français          |
| 1761      | Raid de Roderick MacKenzie            | Déportation des Acadiens                 | Royaume de Grande-Bretagne / Acadiens          | Déportation des Acadiens    |
| 1776      | Attaques de corsaires américains      | Guerre d'indépendance des États-Unis     | États-Unis / Royaume de Grande-Bretagne        | statu quo                   |
| 1779      | Attaque du poste de Raymond Bourdages | Guerre d'indépendance des États-Unis     | Micmacs / Acadiens                             | Victoire micmaque           |
| 1875      | Affaire Louis Mailloux                | Question des écoles du Nouveau-Brunswick | Royaume-Uni, Canada et miliciens / Acadiens    | Victoire canado-britannique |
| 1942-1944 | Bataille du Saint-Laurent             | Deuxième guerre mondiale                 | Reich allemand / Canada                        | Victoire canadienne         |
| 1943      | Opération Kiebitz                     | Deuxième guerre mondiale                 | Reich allemand / Canada                        | Victoire canadienne         |

## Symboles

### Héraldique
| L'écu de Caraquet se blasonne ainsi : D’argent à deux ancres de sable posées en sautoir, soutenues d’une barre à roue du même. |

Un sceau a été choisi à la constitution de la ville, la loi provinciale obligeant les villes à posséder un sceau. Le sceau de Caraquet consistait aux armes, avec l'année « 1961 », entourées d'un cercle pointillé, lui-même entouré des mots « Ville de Caraquet Nouveau-Brunswick », finalement entouré d'un motif de corde. Le sceau apparaît à l'hôtel de ville et fut utilisé historiquement sur les documents.

### Logotype
|  | Le logotype de Caraquet est utilisé à la place du sceau depuis le 18 mai 1998. Le cercle aux trois couleurs du drapeau acadien au milieu de laquelle trône l’étoile acadienne symbolise la terre sur laquelle rayonne l’étoile acadienne. Le slogan « Capitale de l'Acadie » est écrit en caractère Helvetica pour mieux refléter le ton administratif d’une capitale alors que la vague symbolise l’aspect marin. À la même date, la municipalité adopta son nouveau slogan, « Une ville qui a du caractère ». De nos jours, seul le slogan Capitale de l'Acadie est utilisé. |

## Démographie
(septembre 2024).
La ville comptait 4 248 habitants en 2016, soit une hausse de 1,9 % en 5 ans. Presque tout au long de son histoire, Caraquet a connu un exode de sa population à cause des conditions de vie difficiles, lors des premières décennies, et des problèmes économiques par la suite. La plupart de ces gens ce sont établis aux États-Unis, principalement au Maine, au New Hampshire, au Massachusetts, au Michigan et en Floride. Ils se sont aussi établis dans le reste du Canada, principalement à Québec et Montréal, où la « diaspora » est plus populeuse que leur ville d’origine. Plus récemment, beaucoup de gens, surtout des jeunes, se sont établis dans le Grand Moncton ainsi qu’en Alberta, attirés par l’industrie des sables bitumineux.
| 1761 | 1783 | 1806 | 1816       | 1824 | 1834 | 1840 | 1851  | 1861  | 1871  |
| ---- | ---- | ---- | ---------- | ---- | ---- | ---- | ----- | ----- | ----- |
| 173  | 221  | -    | 500 (est.) | -    | -    | -    | 2 048 | 2 510 | 3 111 |

| 1881 | 1891  | 1901 | 1911  | 1921 | 1931  | 1941  | 1951 | 1956 | 1961         |
| ---- | ----- | ---- | ----- | ---- | ----- | ----- | ---- | ---- | ------------ |
| -    | 4 629 | -    | 5 000 | -    | 5 615 | 5 422 | -    | -    | 2 600 (est.) |

| 1966  | 1971 | 1976  | 1981  | 1986  | 1991  | 1996  | 2001  | 2006  | 2011  |
| ----- | ---- | ----- | ----- | ----- | ----- | ----- | ----- | ----- | ----- |
| 3 047 | -    | 3 950 | 4 315 | 4 493 | 4 556 | 4 653 | 4 442 | 4 156 | 4 169 |

| 2016  | 2021  | 2023         | - | - | - | - | - | - | - |
| ----- | ----- | ------------ | - | - | - | - | - | - | - |
| 4 248 | 4 285 | 7 893 (est.) | - | - | - | - | - | - | - |

L'âge médian est de 44,9 ans, comparativement à 41,5 pour la province. 87,0 % de la population est âgée de plus de 15 ans, comparativement à 83,8 % dans l'ensemble du Nouveau-Brunswick. Les femmes représentent 52,8 % de la population, comparativement à 51,3 % pour la province.
Les pyramides des âges démontrent que la population est plus âgée que dans le reste de la province.
| Hommes | Classe d’âge | Femmes |
| ------ | ------------ | ------ |
| 2,5    | 85 ans ou +  | 3,4    |
| 4,3    | 75 à 84 ans  | 6,4    |
| 14,0   | 60 à 74 ans  | 13,2   |
| 27,7   | 45 à 59 ans  | 28,2   |
| 21,1   | 30 à 44 ans  | 21,6   |
| 16,3   | 15 à 29 ans  | 14,6   |
| 13,7   | 0 à 14 ans   | 12,3   |

| Hommes | Classe d’âge | Femmes |
| ------ | ------------ | ------ |
| 1,2    | 85 ans ou +  | 2,6    |
| 4,2    | 75 à 84 ans  | 5,8    |
| 13,3   | 60 à 74 ans  | 13,3   |
| 24,1   | 45 à 59 ans  | 23,7   |
| 21,2   | 30 à 44 ans  | 21,3   |
| 18,9   | 15 à 29 ans  | 17,9   |
| 17,1   | 0 à 14 ans   | 15,4   |

État matrimonial des personnes à Caraquet en 2006 en pourcentage,
- Marié(e) (37,8 %)
- Veuf (veuve) (8,0 %)
- Divorcé(e) (6,2 %)
- Séparé(e) (7,6 %)
- Célibataire (40,4 %)

Les autochtones représentent 1,3 % de la population et 0,7 % des habitants font partie d'une minorité visible. Les immigrants représentent 1,0 % de la population, 0,2 % des habitants ne sont pas citoyens du Canada et 97,6 % sont issus de familles établies au Canada depuis 3 générations ou plus.
La langue maternelle est le français chez 98,5 % des habitants et l'anglais chez 1,3 % ; 0,2 % des habitants sont allophones. Les deux langues officielles sont comprises par 43,5 % de la population alors que 56,3 % des habitants sont unilingues francophones et que 0,2 % sont unilingues anglophone. Le français est parlé à la maison par 99,2 % des gens et l'anglais par 0,8 %. Le français est utilisé au travail par 90,9 % des travailleurs et l'anglais par 5,4 % alors que 3,6 % des employés utilisent les deux langues officielles. La Péninsule acadienne est l'une des rares régions des provinces de l'Atlantique connaissant un phénomène de francisation, c'est-à-dire où les anglophones ou allophones deviennent francophones. 48,2 % des habitants âgés de plus de 15 ans possèdent un certificat, diplôme ou grade post-secondaire, comparativement à 44,6 % pour la province.

## Économie

### Situation
(septembre 2024).
Le recensement de 2016 de Statistique Canada fournit aussi des données sur l'économie. Chez les habitants âgés de plus de 15 ans, le taux d'activité était alors de 60,1 %, le taux d'emploi était de 54,2 % et le taux de chômage était de 9,8 %. À titre de comparaison, ceux de la province étaient respectivement de 61,5 %, 54,7 % et 11,2 %. Le taux de chômage est actuellement le plus bas des villes de la Péninsule acadienne.
Selon des estimations de 2008, la ville est actuellement en croissance économique. La valeur des 155 permis de construction délivrés entre janvier et septembre s’élevait à 5,9 millions $ et a probablement dépassé les 30 millions $ avant la fin de l'année. Caraquet avait ainsi dépassé Tracadie-Sheila pour la première fois depuis des années, où la valeur des permis délivrés pour la même période s'élevait à 3,1 millions $. L'assiette fiscale atteint 218 millions $ en 2008, un bond supérieur à 10 % en un an, une croissance dépassant même celle de Dieppe. La croissance se poursuit et entre mai et juillet 2011, il s'est délivré des permis de construction d'une valeur de 4,7 millions $.
Chez les personnes âgées de 15 ans et plus, 2 440 ont déclaré des gains et 3 415 ont déclaré un revenu en 2005. 90,8 % avaient aussi déclaré des heures de travail non rémunérées. Le revenu médian s'élevait alors à 20 638 $ avant et à 19 170 $ après impôt, comparativement à la moyenne provinciale de 22 000 $ avant et 20 063 $ après impôt; les femmes gagnaient en moyenne 1 718 $ de moins que les hommes après impôt, soit 17 452 $. En moyenne, 69,5 % du revenu provenait de gains, 19,3 % de transferts gouvernementaux et 11,1 % d'autres sources. 10,2 % de toutes les personnes dans les ménages avaient un faible revenu après impôt, une proportion montant à 10,3 % pour les moins de 18 ans.
Parmi la population active occupée, 9,1 % des gens travaillaient à domicile, 9,1 % étaient sans lieu de travail fixe et 81,2 % avaient un lieu de travail fixe. Parmi les travailleurs ayant un lieu de travail fixe, 73,2 % travaillaient en ville, 22,3 % travaillaient ailleurs dans le comté, 2,7 % travaillaient ailleurs dans la province et 1,2 % travaillaient dans une autre province.
Entreprise Péninsule, un organisme basé à Tracadie-Sheila faisant partie du réseau Entreprise, a la responsabilité du développement économique de la région. La Chambre de commerce du Grand Caraquet représente et défend les intérêts des entreprises.

### Principaux secteurs

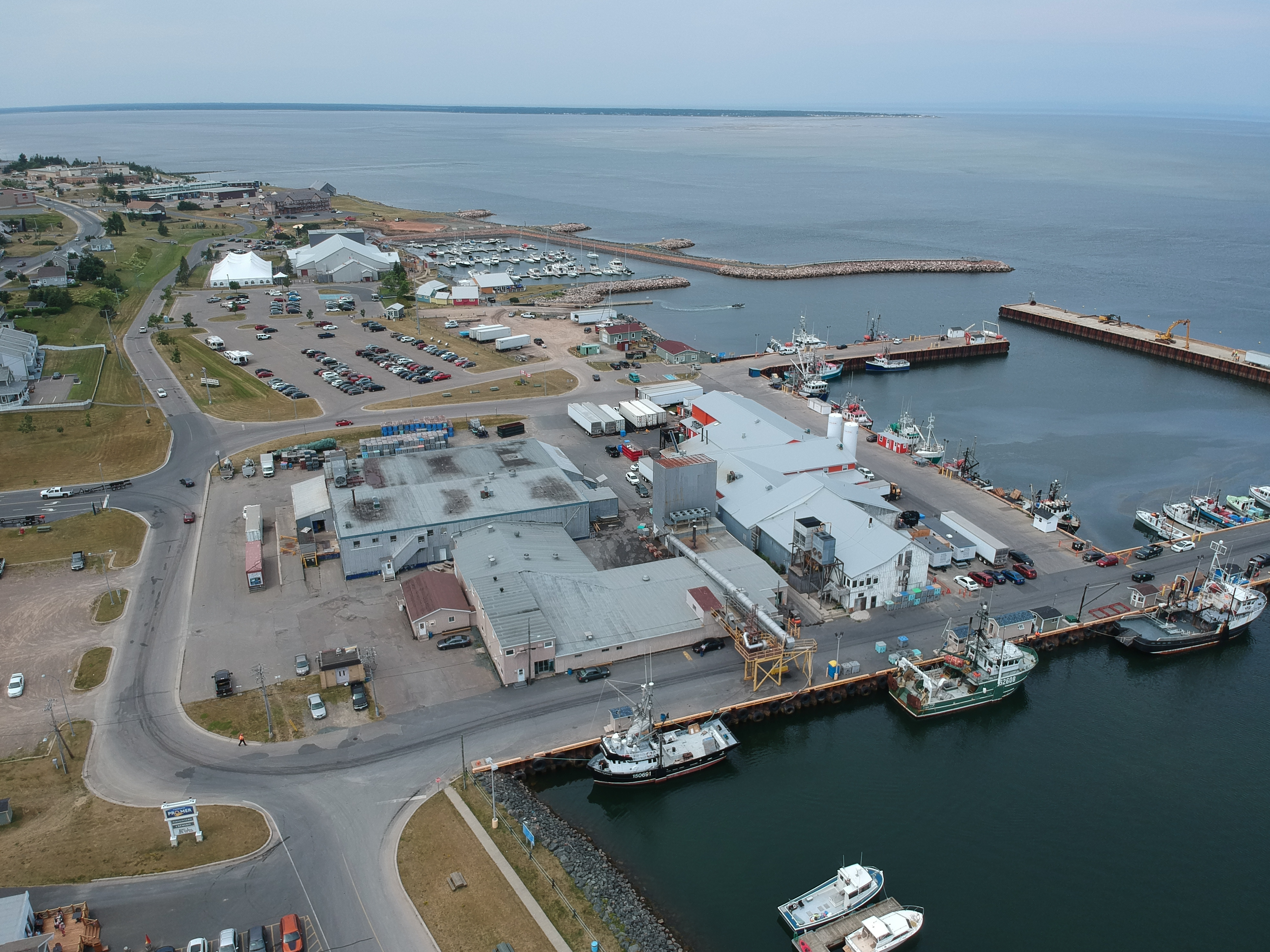
Vue aérienne du port de Caraquet.

En 2006, on dénombrait 8,0 % des emplois dans l'agriculture, la pêche et les autres ressources (6,9 % au provincial), 4,5 % dans la construction (6,7 % au provincial), 12,3 % dans la fabrication (10,8 % au provincial), 2,3 % dans le commerce de gros (3,6 % au provincial), 15,2 % dans le commerce au détail (11,9 % au provincial), 7,3 % dans les finances et l'immobilier (4,2 % au provincial), 11,8 % dans la santé et les services sociaux (11,4 % au provincial), 6,8 % dans l'enseignement (6,5 % au provincial), 13,4 % dans les services de commerce (16,9 % au provincial) et 20,2 % dans les autres services (21,1 % au provincial).
L'industrie touristique, le commerce, l'industrie de la pêche, la fabrication et la fonction publique créent de nombreux emplois en ville, qui profitent aussi à la population des alentours. Durant la dernière décennie, plusieurs projets d’usines ont pourtant été abandonnés à cause du manque d’infrastructures de transport. Caraquet a également un fort taux d’emplois saisonniers.

#### Industrie

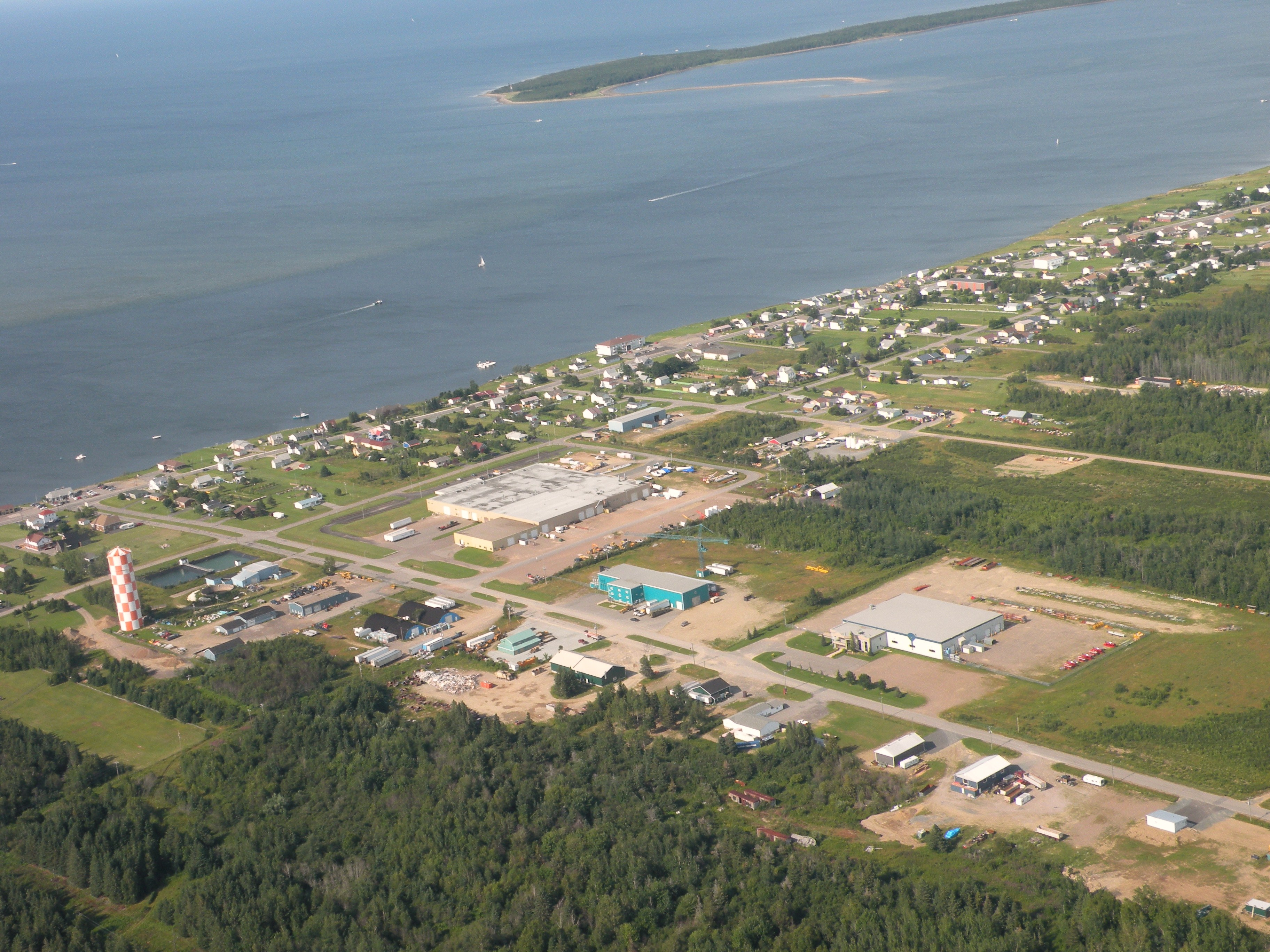
Le parc industriel vu des airs.

Le port de pêche de Caraquet se classe au deuxième dans la province pour l'achalandage et les débarquements. Sa flotte de pêche s'élève habituellement à 75 bateaux. Trois usines d’apprêtage de poisson transforment les prises débarquées.
Caraquet est également doté d'un parc industriel de catégorie A, le seul de la Péninsule acadienne. L'entreprise Métaux Olympiques Ltée participe à des projets majeurs comme la construction du pont de la Confédération ou du parc éolien de Lamèque.
Voici une liste non exhaustive des principales industries de Caraquet:
| Nom                                    | Chiffre d'affaires (Mio. $) | Employés    | Activité                                                            |
| Ichiboshi L.P.C. Ltd                   | 10-25                       | 215         | Préparation et conditionnement de poissons et de fruits de mer      |
| Landry Asphalte                        |                             | 60          | Fabrication d'asphalte                                              |
| La Petite imprimerie                   |                             | 8           | Imprimerie                                                          |
| Métaux Olympique Ltée                  |                             | 25          | Acier                                                               |
| Monsieur Draperies Ltée                | 0,5-1                       | 8           | Fabrication de rideaux et de linges                                 |
| Produits Belle-Baie                    | 10-25                       | 375         | Préparation et conditionnement de poissons et de fruits de mer      |
| Les Systèmes Erin Ltée (Première Tech) |                             | 51-100      | Fabrication de systèmes de tamisage et de sélection granulométrique |
| The Tank Shop                          |                             | moins de 25 | Fabrication de réservoirs de métal                                  |

#### Secteur tertiaire

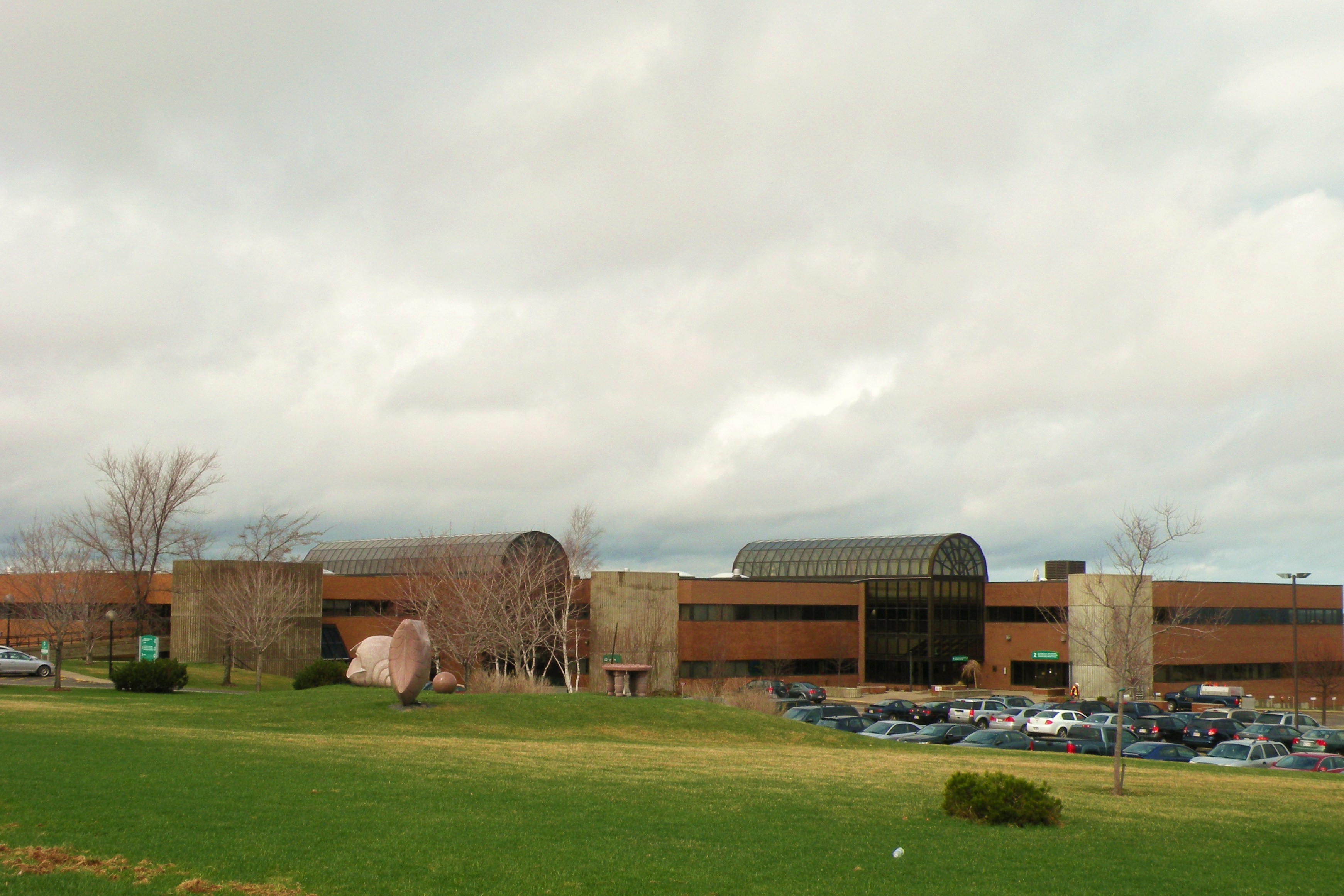
Édifice Martin-J.-Légère.

Les commerces sont principalement établis sur le boulevard Saint-Pierre. Il y a deux centres commerciaux : la Place Saint-Pierre, dans le quartier Pointe-Rocheuse, ainsi que la Place Caraquet, au centre-ville.
Caraquet est l'une des rares villes dans la province où la pétrolière Irving Oil n'a pas de présence. En effet, celle-ci a fermé sa station-service et son garage en 2006 pour restructurer ses activités.
UNI Coopération financière a son siège social dans l'édifice Martin-J.-Légère. Cette coopérative de services financiers est le principal employeur non gouvernemental de la ville. Fondée en 1946, Uni Coopération financière compte 85 succursales dans présente dans toutes les régions acadiennes et francophones du Nouveau-Brunswick. Avec 2 milliards $ d’actif et plus de 200 000 membres, elle est — à l’instar des Caisses populaires Desjardins au Québec — un acteur majeur dans l’économie de l'Acadie. Elle est la plus grande institution financière à avoir son siège social dans la province. Une institution membre, la Caisse populaire Acadie, a son siège social à Caraquet et compte huit autres succursales, possède un actif de 223 millions $, compte 13 000 membres et emploie 62 personnes.

## Administration

### Conseil municipal
Le conseil municipal est formé d'un maire et de 9 conseillers. La ville était auparavant divisée en quatre quartiers à des fins administratives. Le mandat des élus dure 4 ans et les élections sont non-partisanes, bien que des partis existent officieusement depuis 1967.
Le conseil municipal actuel est élu lors de l'élection quadriennale du 10 mai 2021. Depuis ce temps, l'historien Bernard Thériault est le maire de la ville. Bernard Thériault est réélu le 28 novembre 2022, et devient donc maire de la nouvelle municipalité élargie de Caraquet, le 1er janvier 2023.

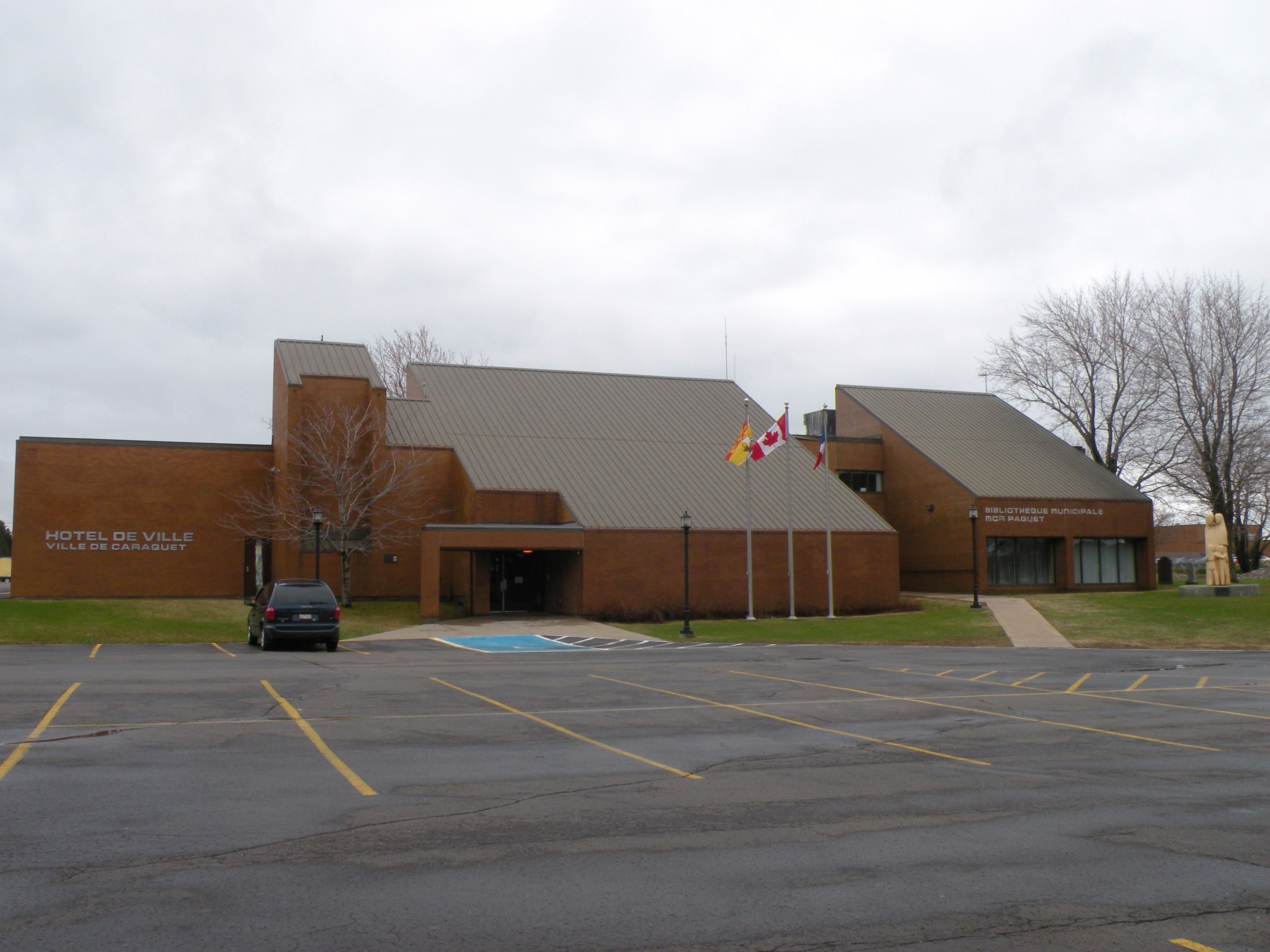
L'hôtel de ville de Caraquet.

Conseil municipal à partir du 1er janvier 2023 :
| Mandat      | Fonctions              | Nom(s) |
| ----------- | ---------------------- | --- |
| 2023 - 2027 | Maire                  | Bernard Thériault |
| 2023 - 2027 | Conseillers municipaux | Florence Albert, Louise Blanchard, Jacques Boucher, Pierre Boudreau, Jean-Claude Doiron, Nicole Hébert, Terry K. W. Ing, Marie-Soleil Landry, Kim Légère. |

| Liste des maires successifs de Caraquet | Liste des maires successifs de Caraquet | Liste des maires successifs de Caraquet | Liste des maires successifs de Caraquet |
| Parti                                   | Parti                                   | Mandat                                  | Nom                                     |
| --------------------------------------- | --------------------------------------- | --------------------------------------- | --------------------------------------- |
|                                         | Indépendant                             | 1961-1967                               | Alban Blanchard                         |
|                                         | Indépendant                             | 1967-1969                               | Dr Raymond Savoie                       |
|                                         | Indépendant                             | 1969-1975                               | Lorenzo Morais                          |
|                                         | Indépendant                             | 1975-1992                               | Germain Blanchard                       |
|                                         | Indépendant                             | 1992-2001                               | Roberta Duguas                          |
|                                         | Indépendant                             | 2001-2012                               | Antoine Landry                          |
|                                         | Indépendant                             | 2012-2021                               | Me Kevin J. Haché                       |
|                                         | Indépendant                             | 2021- en cours                          | Bernard Thériault                       |

### Commission de services régionaux
Caraquet fait partie de la Commission de services régionaux de la Péninsule acadienne (CSRPA), ou Région 4, une commission de services régionaux (CSR) constituée le 1er janvier 2013. La ville est en fait le chef-lieu de la CSRPA, dont les locaux sont situés au centre culturel.

### Budget et fiscalité
(septembre 2024).
Le budget municipal pour l’année 2007 prévoit 4 353 778 dollars de dépenses. 19 % du budget est alloué à l’administration, 25 % aux services de protection, 12 % aux services financiers, 19 % aux transports, 14 % à l’hygiène et à l’aménagement, 7 % aux services récréatifs et 4 % à la culture.
La taxe d’eau s’élève à 120 $ et la taxe d’égout à 250 $. Pour les compteurs des industries et commerces, la taxe est de 1,00 $ par 1000 gallons d’eau salée, 2,25 $/1000 gallons pour l’eau douce et 1,20 $ pour chaque gicleur d'arrosage.

### Représentation et tendances politiques
La ville fait partie de la circonscription électorale provinciale de Caraquet, qui est représentée à l'Assemblée législative du Nouveau-Brunswick par Isabelle Thériault, membre du parti libéral. Elle fut élue en 2018 puis réélue en 2020 et en 2024.
Caraquet fait partie de la circonscription électorale fédérale d'Acadie-Bathurst. Cette circonscription est représentée à la Chambre des communes du Canada par Serge Cormier, du Parti libéral du Canada. Il fut élu lors de l'élection de 2015, et réélu en 2019 et en 2021.
Caraquet est membre de l'Association francophone des municipalités du Nouveau-Brunswick.
Actif dans les années 1970, le Parti acadien fut fondé par des gens qui provenaient surtout de la Péninsule acadienne. Ce parti avait pour but d'obtenir plus d'autonomie pour l'Acadie, mais visait surtout à politiser la population. Bien que la population de Caraquet soit plus politisée qu'ailleurs, le souhait d'obtenir plus d'autonomie pour les Acadiens préoccupe seulement une infime minorité de la population. Toutefois, note la géographe Cécyle Trépanier, se dire Acadien et vivre en français est une priorité pour plusieurs Caraquetois, ce qui pousse certains Acadiens d'autres régions à considérer les habitants de la ville comme « prétentieux ».

### Chronologie municipale

Évolution territoriale de la paroisse de Caraquet.

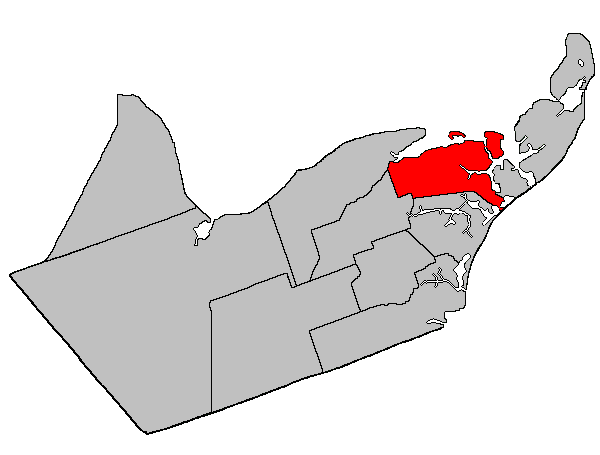
Situation de la paroisse de Caraquet sur une carte des paroisses civiles du comté de Gloucester (certains DSL et municipalités ne sont donc pas montrés).

Caraquet est fondé vers 1731 dans la partie continentale de l'Acadie, en Nouvelle-France. Déjà séparée de la partie péninsulaire de l'Acadie en 1713, la France cède la partie continentale à la Grande-Bretagne en 1763 par la signature du traité de Paris. Cette partie de l'Acadie devient le comté de Sunbury et est annexée à la Nouvelle-Écosse, dans l'Amérique du Nord britannique. La province du Nouveau-Brunswick est créée en 1784 à partir du comté de Sunbury. Cette province est subdivisée la même année en 8 comtés; Caraquet fait alors partie du comté de Northumberland. Les comtés sont subdivisés en paroisses civiles en 1786; Caraquet se retrouve dans la paroisse d'Alnwick. La paroisse de Saumarez, qui inclut Caraquet, est détachée de la paroisse d'Alnwick en 1814. Le comté de Gloucester est formé en 1826 avec la paroisse de Saumarez et la paroisse de Beresford. La paroisse de Caraquet est détachée de la paroisse de Saumarez en 1831. En 1851, la paroisse de Shippagan est détachée de la paroisse de Caraquet. La Confédération canadienne a lieu en 1867. Le comté de Gloucester est constitué en municipalité en 1876; Caraquet est représenté au conseil municipal par un conseiller de la paroisse de Caraquet. La paroisse de Paquetville est formée en 1897 à partir de portions des paroisses de Caraquet et d'Inkerman. Caraquet est constituée en municipalité dans le territoire de la paroisse de Caraquet en 1961. La municipalité du comté de Gloucester est dissoute en 1966,. Lors de la réforme municipale du 1er janvier 2023, le village de Bas-Caraquet et les districts de services locaux (DSL) de Pokemouche, Pokesudie, Saint-Simon et Village-Blanchard sont fusionnés à la ville, ainsi que des parties des DSL de la paroisse de Caraquet, d'Évangéline et de Landry.

## Vivre à Caraquet

### Éducation
Caraquet compte trois écoles élémentaires, soit l'école Marguerite-Bourgeois à Caraquet même, l'école La Rivière à Pokemouche, et l'école L'Escale des Jeunes à Bas-Caraquet. La Polyvalente Louis-Mailloux accueille les élèves de la 9e à la 12e année, provenant de la ville ainsi que des villages du nord-ouest de la Péninsule acadienne. Ce sont des écoles publiques francophones faisant partie du district scolaire Francophone Nord-Est.
Caraquet accueille le campus de l’École des Pêches du Nouveau-Brunswick et d'un centre de formation du CCNB-Péninsule Acadienne, tous deux situés dans l’édifice Léonce-Chenard. D'autres cours collégiaux sont offerts à Shippagan, qui possède aussi un campus de l'Université de Moncton. Caraquet possède aussi une école pour adultes et un conservatoire de musique.
Le pionnier de l'éducation à Caraquet fut François Gionet, aussi l'un des pionniers de la ville. La première école fut ouverte en 1825 et il y enseigna. La compagnie Robin construisit une deuxième école un peu plus tard. Le capitaine Polycarpe Albert enseignait aussi dans sa maison, située rue des Robins. Ces écoles étaient peu fréquentées et, comme les autres écoles de la province, financées avec un budget qui dépendait du numéro d'élèves ainsi que le succès du précepteur. La Loi des écoles communes, votée en 1871, améliorait le financement des écoles et leurs enseignants, créait les commissions scolaires mais interdisait toute présence religieuse et rendait l'éducation en français plus difficile. La population de la ville résista à la loi durant quatre ans. À la suite de l'affaire Louis Mailloux, en 1875, les habitants de Caraquet purent préserver leur école catholique, mais les manuels allaient surtout être en anglais jusque dans les années 1950. L'éducation est laïque depuis 1994.

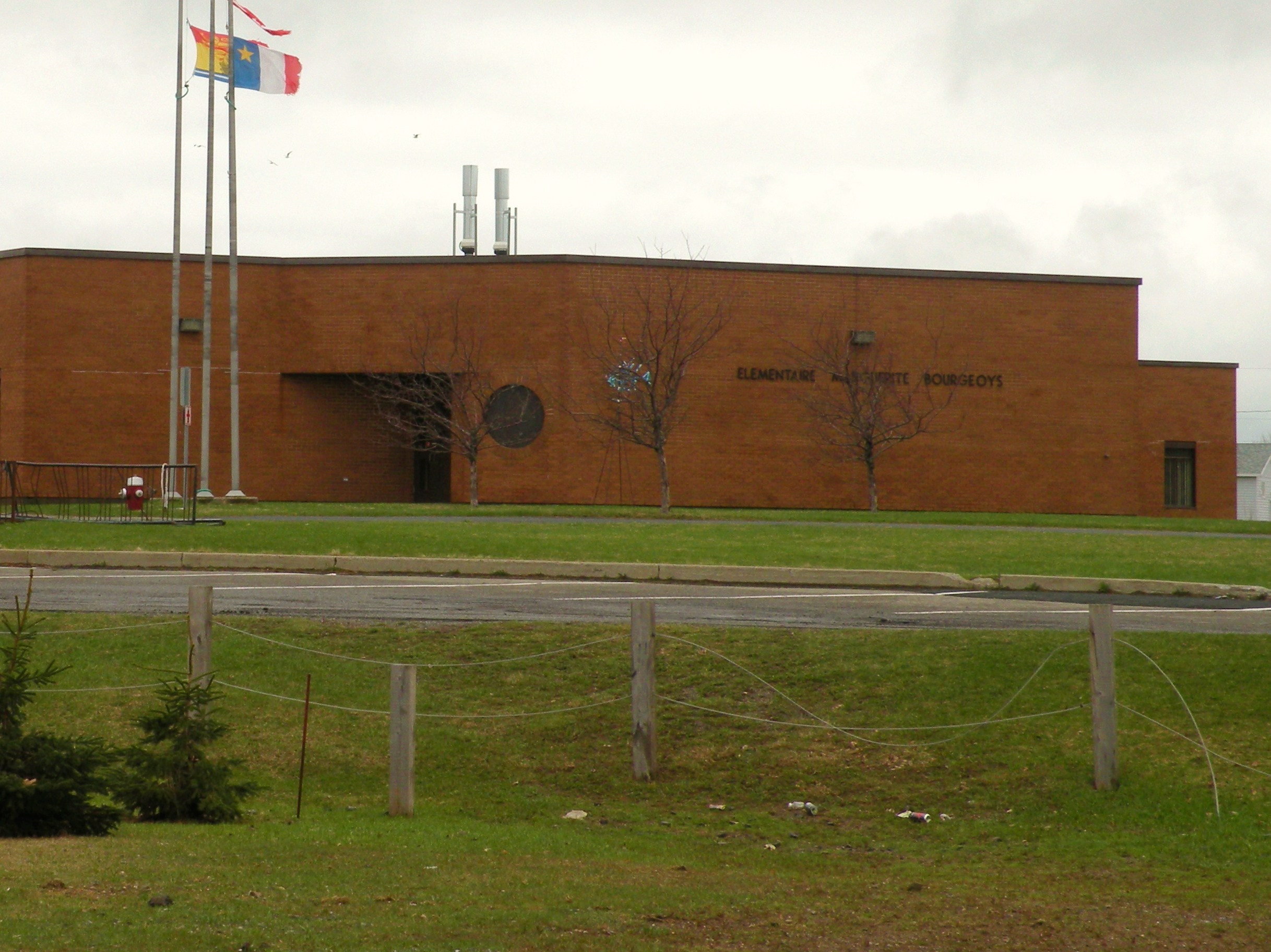
École Marguerite-Bourgeoys.
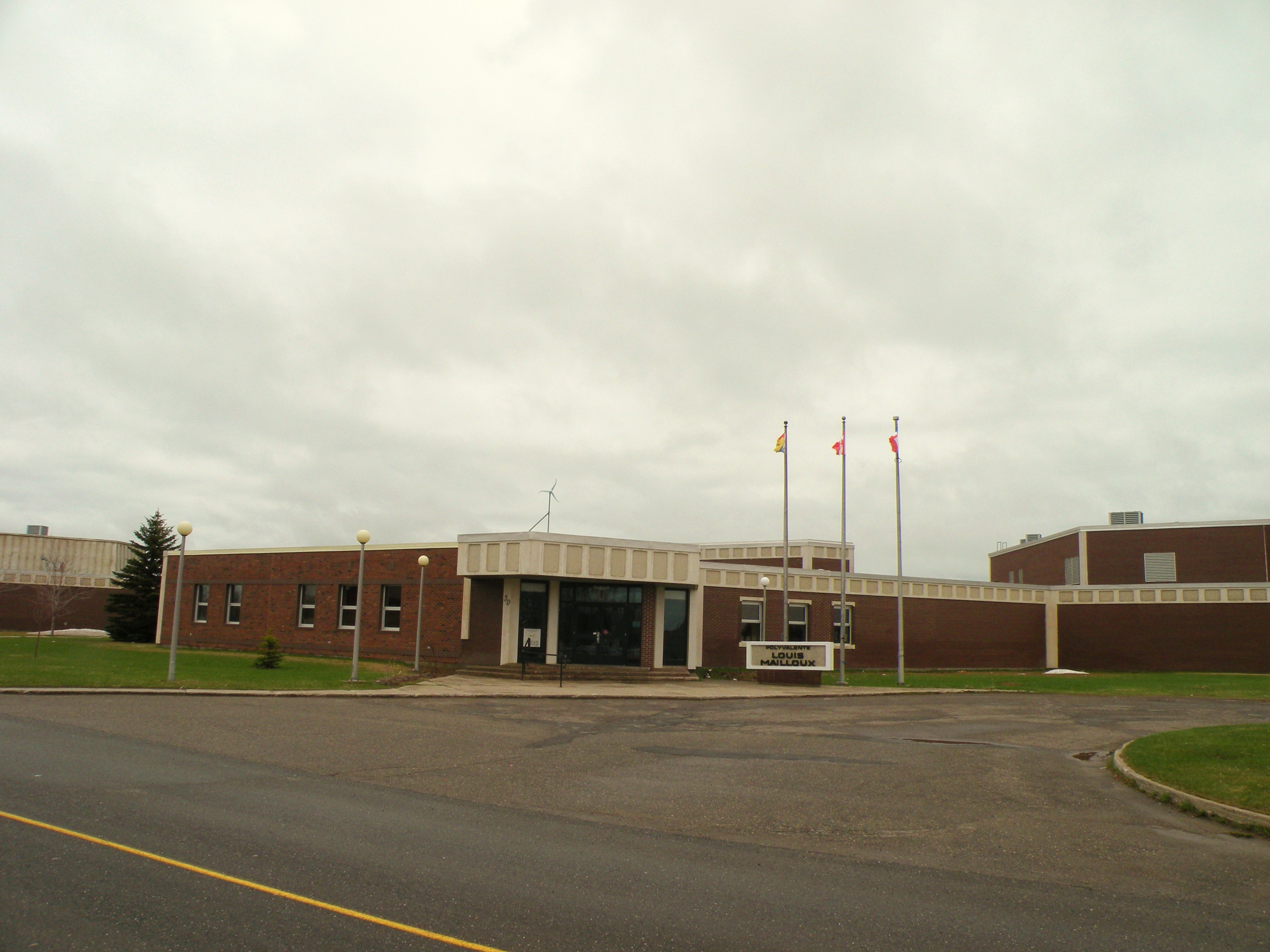
Polyvalente Louis-Mailloux.
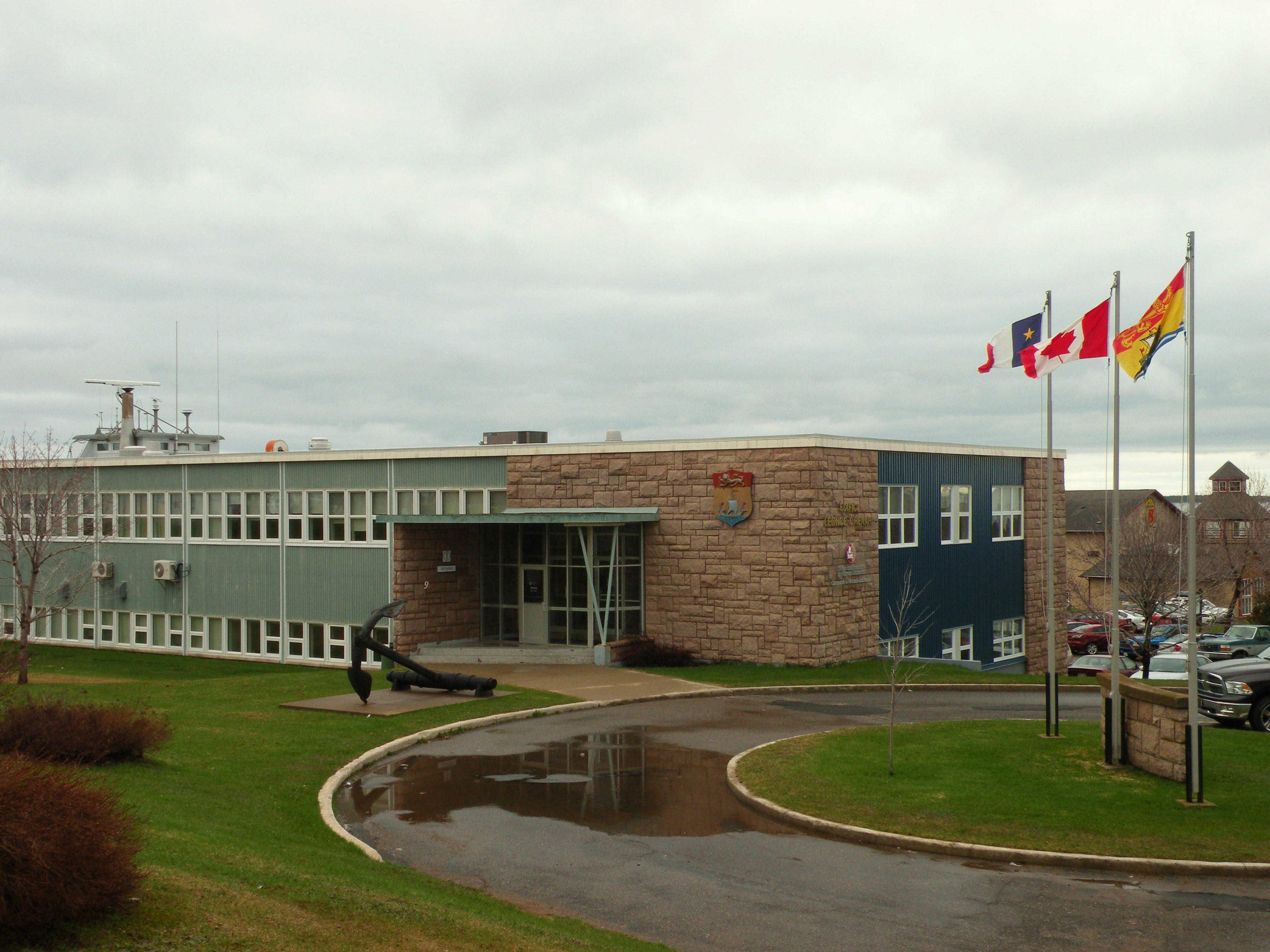
École des pêches du Nouveau-Brunswick.

### Santé
Caraquet dispose de l'hôpital de l’Enfant-Jésus RHSJ†. L'arrêt d'ambulance et la salle d'urgence ont été rétablis en 2012. Le service ambulancier à Caraquet était offert par Ambulances Frigault jusqu'en 2007, où Ambulance Nouveau-Brunswick reçu la responsabilité du service dans toute la province.
La ville compte aussi, en date de 2021, cinq cliniques médicales, en plus de bénéficier d'acupuncteurs, de dentistes, de denturologistes, de massothérapeutes, de naturothérapeutes, d'optométristes, de physiothérapeutes et de psychothérapeutes. Il y a également un foyer de soins agréés, la Villa Beauséjour, ainsi que la Résidence St-Pierre.

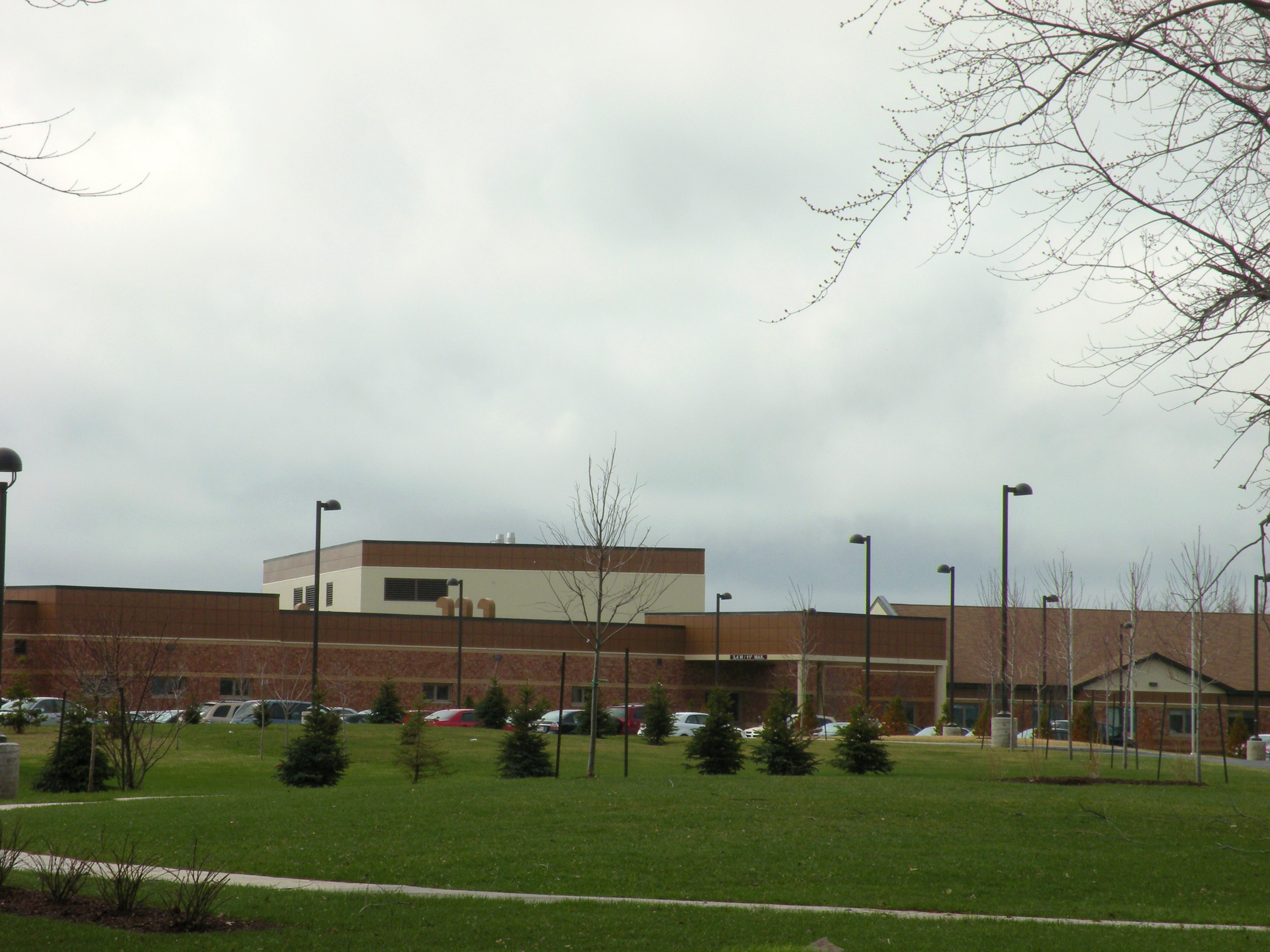
Villa Beauséjour.
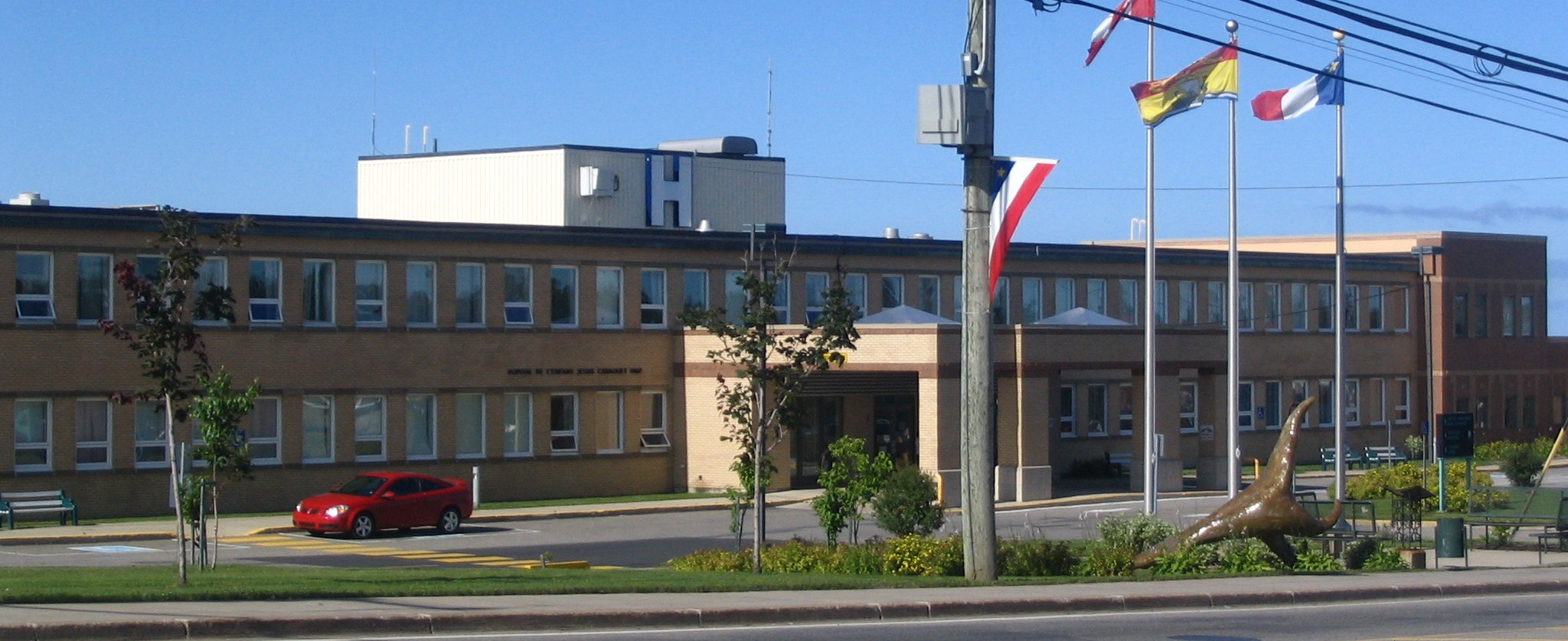
Hôpital de l'Enfant-Jésus.

### Autres services publics
La municipalité compte environ 35 employés. Le service des travaux publics de Caraquet s’occupe du déneigement et du balayage des rues, de la construction et de l’entretien des réseaux d’aqueduc et d’égout, de l’entretien des bornes-fontaines, de la vérification mécanique des équipements, ainsi que le nettoyage des espaces verts. Le département de génie de Caraquet a comme responsabilités les nouvelles constructions, le lignage et l’éclairage des rues, l’arpentage et la cartographie, la planification d’infrastructures, la collecte des déchets, les bâtiments, l’inspection, l’asphaltage, le chauffage et l’électricité, les trottoirs et le parc industriel. Caraquet partage certains services de voirie avec Bas-Caraquet.
La CSRPA a remplacé la Commission d’aménagement de la Péninsule acadienne (CAPA) et la Commission de gestion des déchets solides de la Péninsule acadienne (COGEDES), qui de toute manière avaient leurs sièges sociaux en ville. La CAPA fut mise sur pied en 1975 par le gouvernement provincial, Caraquet et d'autres municipalités de la région. La COGEDES fut fondée le 20 juillet 1995. Désormais, la CRSPA assure d'une part la gestion de l'urbanisme, du lotissement, des permis de construction et de l'inspection des bâtiments et d'autre part la collecte des déchets et des matières recyclables. Les déchets sont transférés au centre de transbordement de Tracadie-Sheila et les matières non recyclables sont ensuite enfouies à Allardville.
La brigade de pompiers volontaires de Caraquet a été fondée en 1948 et fusionnée avec celle de Bas-Caraquet en 2004. La caserne de Caraquet, située sur le Boulevard Saint-Pierre Ouest, a un effectif d’une vingtaine de personnes et possède des camions à incendie, une motoneige, un VTT et un traîneau de sauvetage. La brigade possèdait anciennement un bateau de sauvetage en mer servant de garde-côtière auxiliaire à celle de Shippagan. La brigade dessert également les localités environnantes qui font maintenant partie de la ville de Caraquet. La ville possède un poste de la Gendarmerie royale du Canada. Il dépend du district 8, dont le bureau principal est situé à Tracadie-Sheila. Ce poste fait office de police municipale et s'occupe aussi du service 911.
Il y a un tribunal de la Cour provinciale du Nouveau-Brunswick. L'hôtel de ville abrite la Bibliothèque publique Mgr-Paquet. Dans le centre-ville se trouve un bureau de poste, ainsi que des bureaux du ministère des Pêches du Nouveau-Brunswick. Caraquet est en fait le seul centre de services gouvernementaux pour plusieurs localités environnantes.

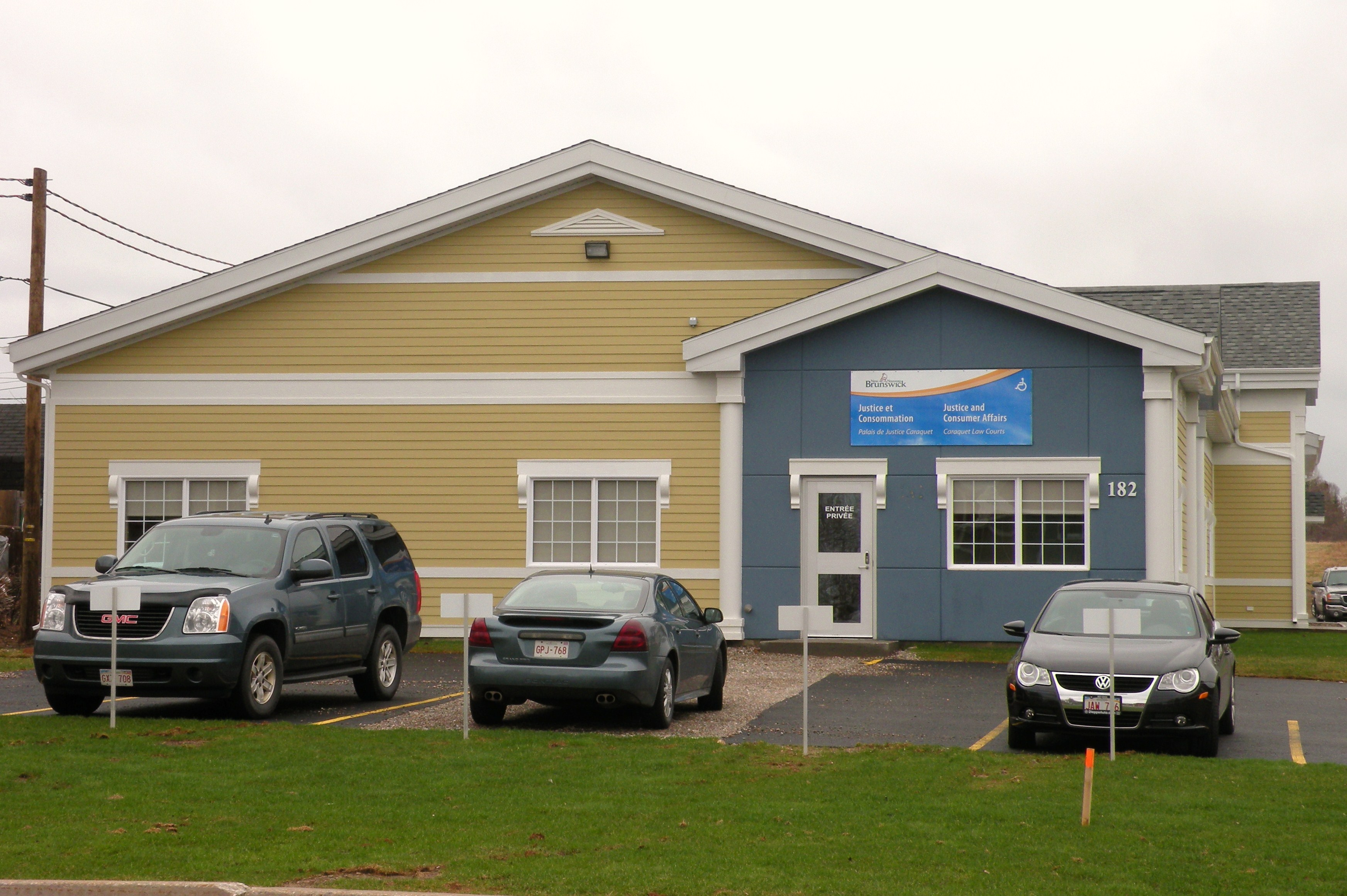
Palais de justice.
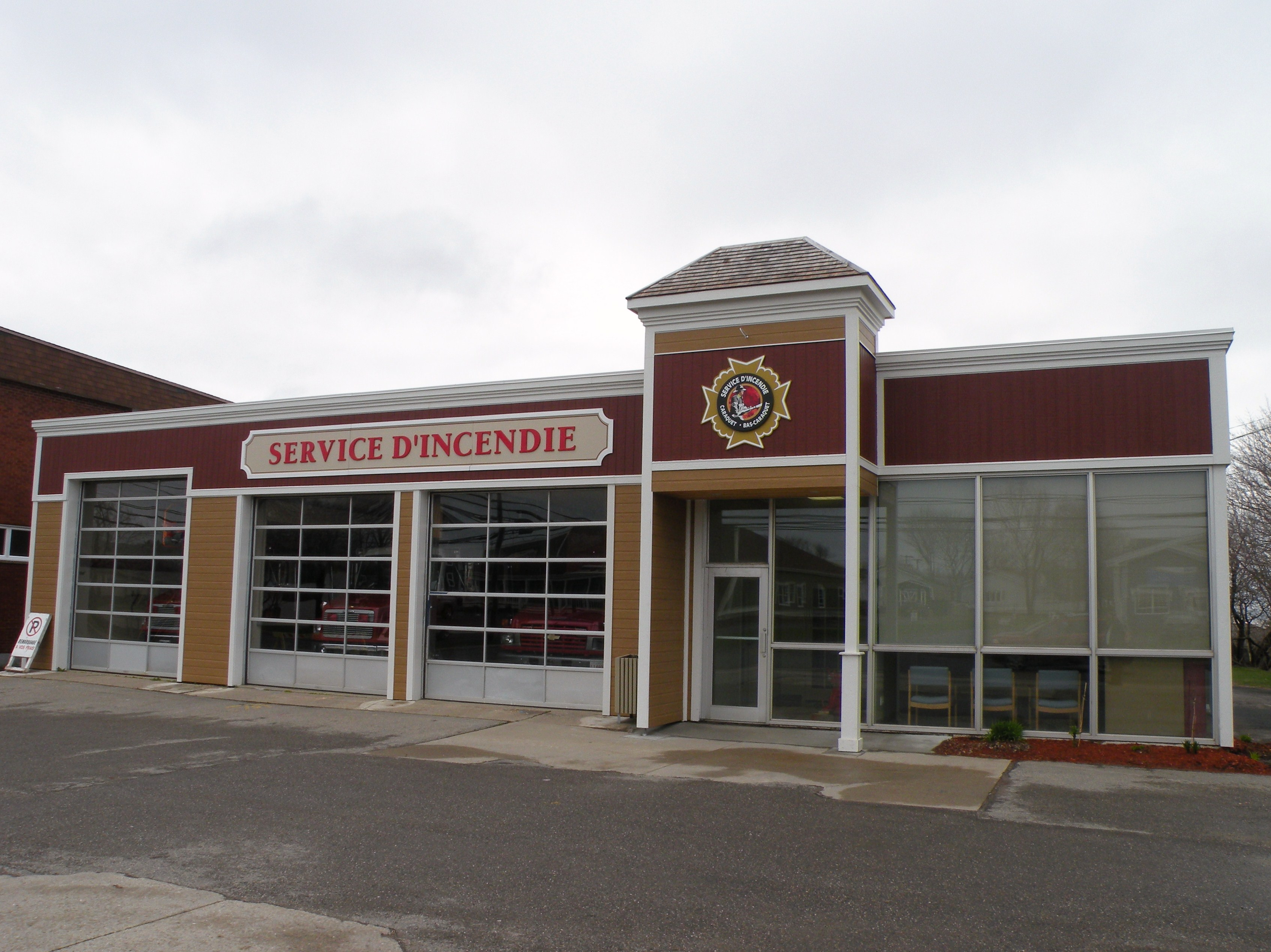
Caserne de pompiers.
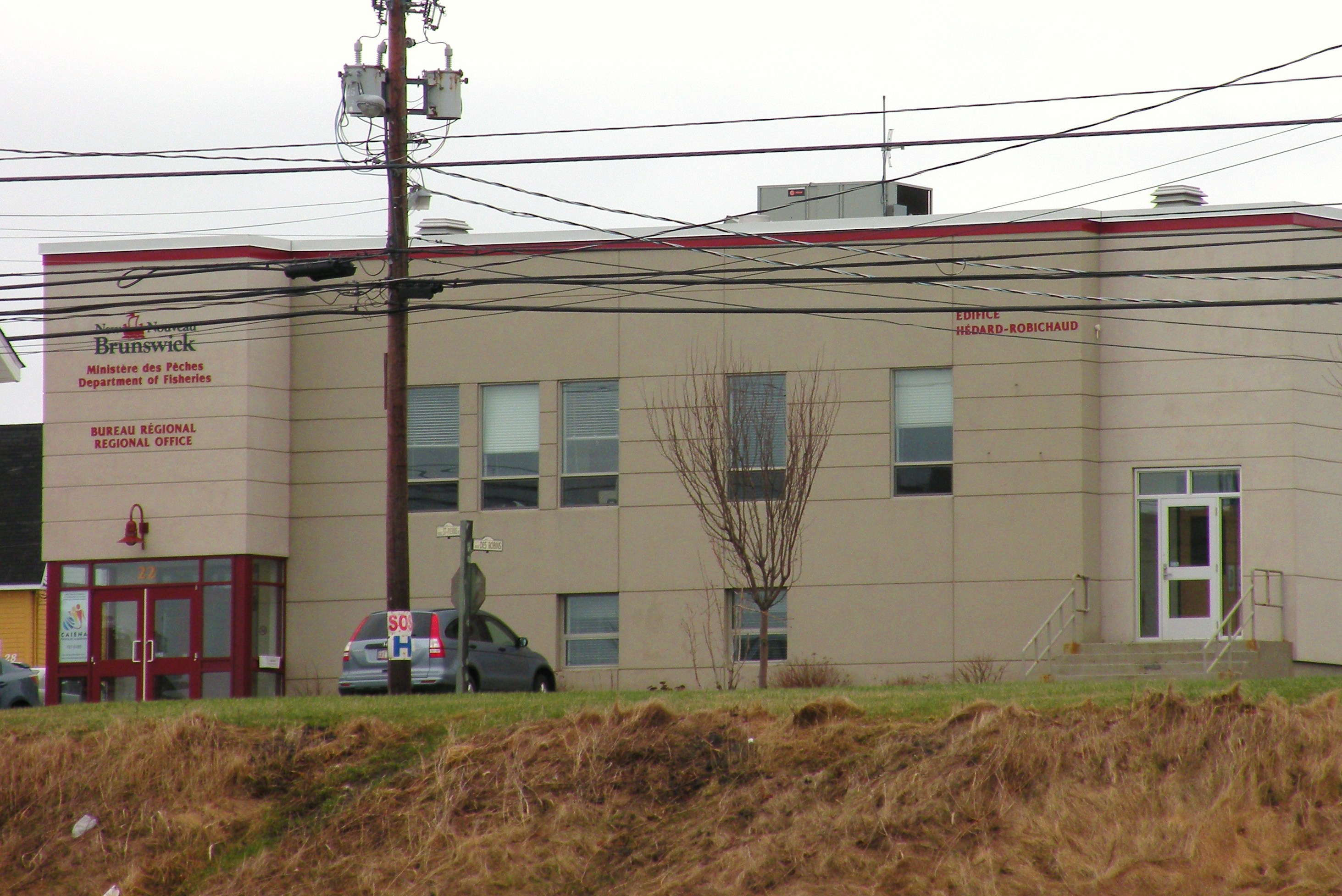
Ministère des Pêches.

### Eau, énergie et communications
Les services de téléphonie et d’Internet sont fournis par Bell Aliant. Un système d'aqueduc et d'égouts couvre 23 % du territoire et dessert la plupart des bâtiments. Une usine de traitement de l'eau et un bassin de sédimentation sont situés dans le parc industriel alors qu'un autre bassin est aménagé à la Butte-à-Japon. L'alimentation en eau est relativement facile, car des puits captent l'eau provenant des fissures du grès.

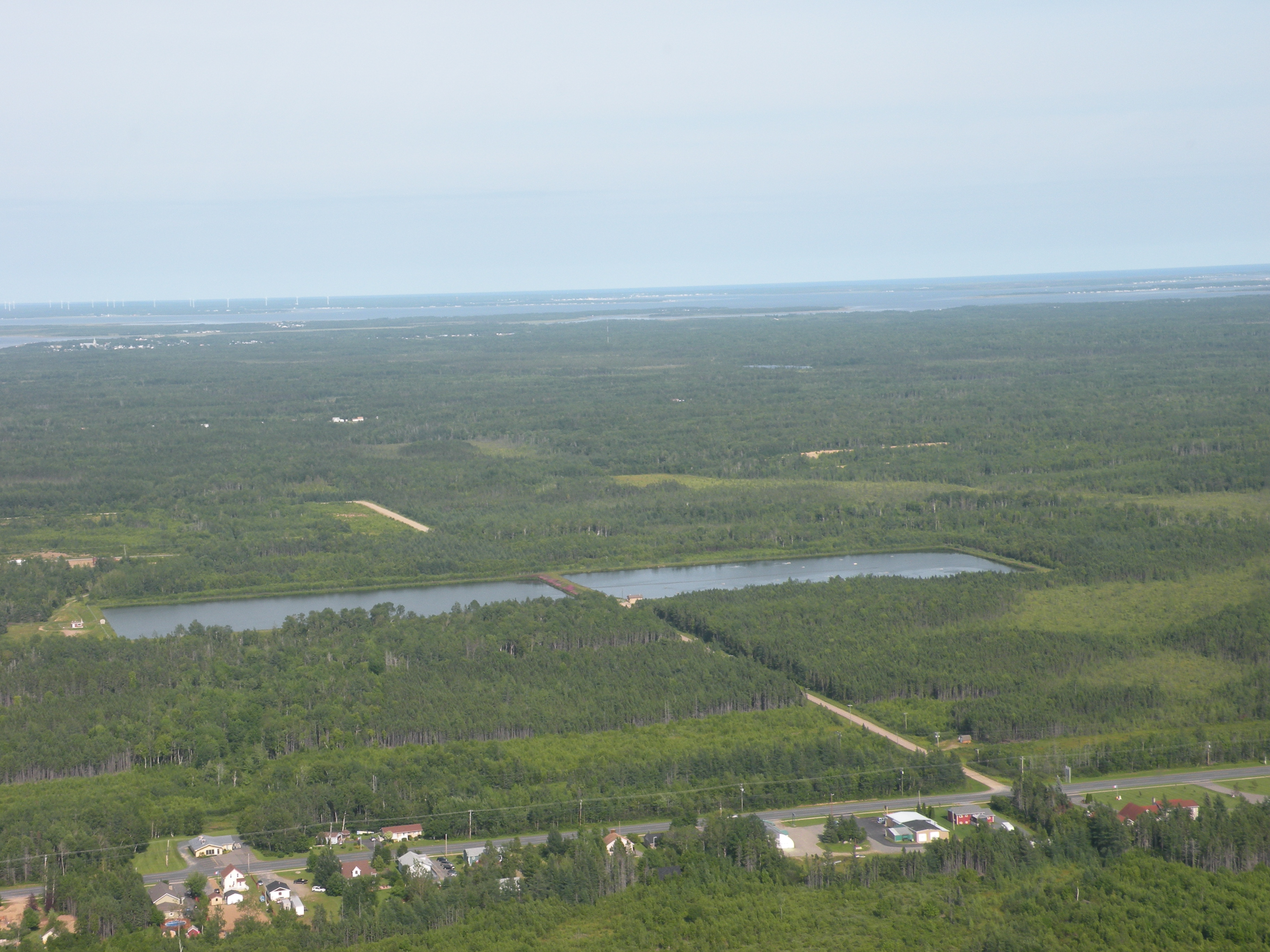
Les bassins du parc industriel. Le parc éolien de Lamèque est visible au loin.

### Médias
Le seul quotidien francophone des Maritimes, L’Acadie Nouvelle, est publié à Caraquet. Caraquet abrite aussi des bureaux régionaux de TV Rogers, de CHAU-TV (une station du réseau TVA) et de CBAFT-DT (une station de Radio-Canada). La ville compte la station de radio CJVA. Parmi les autres stations captées se trouvent CBAF-FM, de la Première Chaîne, à Moncton et CKRO-FM à Pokemouche. Les francophones bénéficient aussi de l'hebdomadaire L'Étoile, de Dieppe. Les anglophones bénéficient quant à eux du quotidien Telegraph-Journal, publié à Saint-Jean.
Jusque dans les années 1960, la plupart des médias provenaient du Québec, car l'information disponible dans les provinces Maritimes était surtout en anglais. Les journaux et la plupart des revues québécoises sont disponibles en ville, mais les médias francophone locaux sont maintenant les plus populaires. Le Voilier, fondé en 1965 par Corinne (François) Blanchard, était le premier journal de la ville. Il visait surtout à informer les Caraquetois de la diaspora des nouvelles de leur ville. Il devint hebdomadaire le 10 janvier 1973 et est fusionné avec Le Point de Bathurst en 1983 pour devenir Le Voilier-Le Point. Le Week-End, un journal du samedi, est publié par les mêmes propriétaires entre 1984 et 1988. La compétition force la fermeture du journal Le Voilier-Le Point en 1988. Le Voilier est publié à nouveau entre 1988 et 1990. Le Journal acadien a été fondé en 1970 pour concurrencer Le Voilier mais cessa d'être publié la même année. L'Hebdo le plus a été publié pendant quelques années à partir de 1987. Publié par Cédici dans le village voisin de Bas-Caraquet, L'Écho de Caraquet était un mensuel publié le 18 du mois entre janvier 2000 et janvier 2004. Il avait un tirage de 2 600 exemplaires mais fut remplacé par Ici Caraquet. Avec un tirage de 5 000 exemplaires gratuits, ce dernier fut publié jusqu'en juillet 2004. Depuis le début de l'an 2010, la ville est desservie par L'Étoile Péninsule, un hebdomadaire publié chaque jeudi.

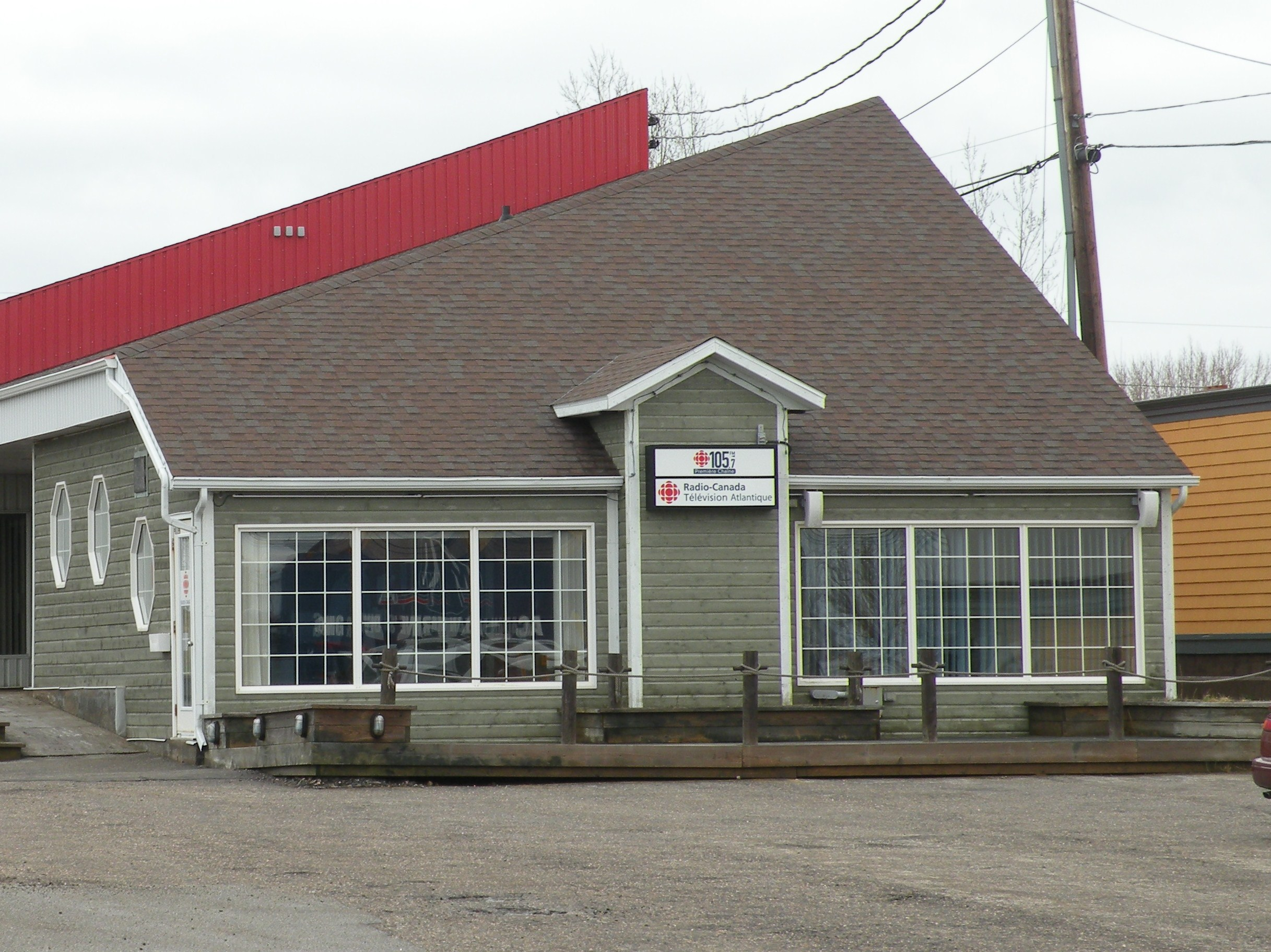
Locaux de Radio-Canada Acadie.
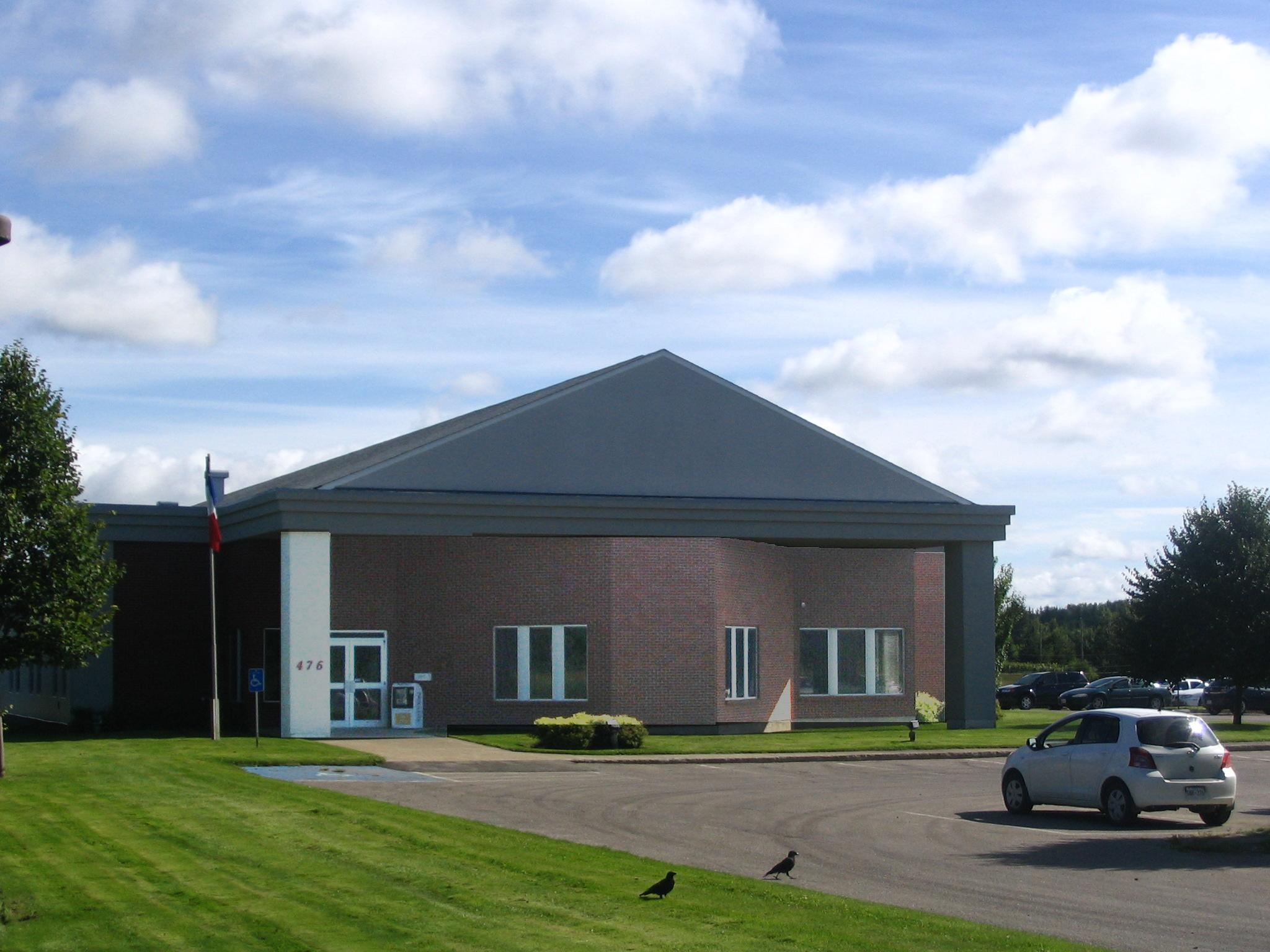
Siège social de L'Acadie nouvelle.

### Parcs et sport
Le sentier du Littoral acadien, le plus long de la province, parcourt toute la région et relie ensemble la plupart des quartiers. Des aires de repos sont installées tous les 10 km et des tables de pique-nique sont installées un peu partout le long des 130 kilomètres du sentier. Il est ouvert toute l’année et on peut y pratiquer aussi bien la course, la marche et la bicyclette. L’hiver, la motoneige est permise sur certains tronçons. Quelques autres sentiers existent dans la ville tandis qu'une bande cyclable est aménagée sur le boulevard Saint-Pierre. Le parc sert aussi de point de départ au sentier de l'Étoile qui, une fois complété, reliera Caraquet à Memramcook sur une distance de 400 km.
Le parc provincial, à Haut-Caraquet, a été transformé en terrain de camping privé, mais sa plage est toujours accessible. Le même quartier compte un terrain de baseball. Le parc le plus réputé est sans aucun doute le sanctuaire Sainte-Anne-du-Bocage. À la fois site historique, lieu de détente et de recueillement, il offre un chemin de croix dans un boisé, une chapelle et un escalier menant à une source d'eau au pied de la falaise, dont l'eau aurait des propriétés curatives. Dans un parc derrière l’hôtel de ville se trouve le Colisée Léopold-Foulem — un aréna de 1 500 places —, une patinoire extérieure, une piste de course, des terrains de soccer et de baseball, des courts de tennis et un sentier forestier pour la marche et le ski de fond. Il y a un terrain de tennis sur le chemin Saint-Simon, un terrain de pratique pour le golf et un minigolf au port. Il y a aussi de petits parcs le long du boulevard Saint-Pierre. Il y a des services de location de canot, de kayak, de motoneige et de vélo. Il y a un salon de billard, un salon de quilles, un centre de conditionnement physique et il est aussi possible d’utiliser la piscine intérieure de l’École des pêches du Nouveau-Brunswick. La ville bénéficie en plus d'une variété de clubs sportifs et de cours. Finalement, plusieurs équipes sportives amateurs de différents niveaux sont représentées au sein des ligues régionales. Caraquet a par ailleurs accueilli la 15e finale des Jeux de l'Acadie en 1994. De plus, il récidive et recevront la 37e Finale des Jeux de l'Acadie en 2016. La population des localités environnantes bénéficie beaucoup des installations de Caraquet.

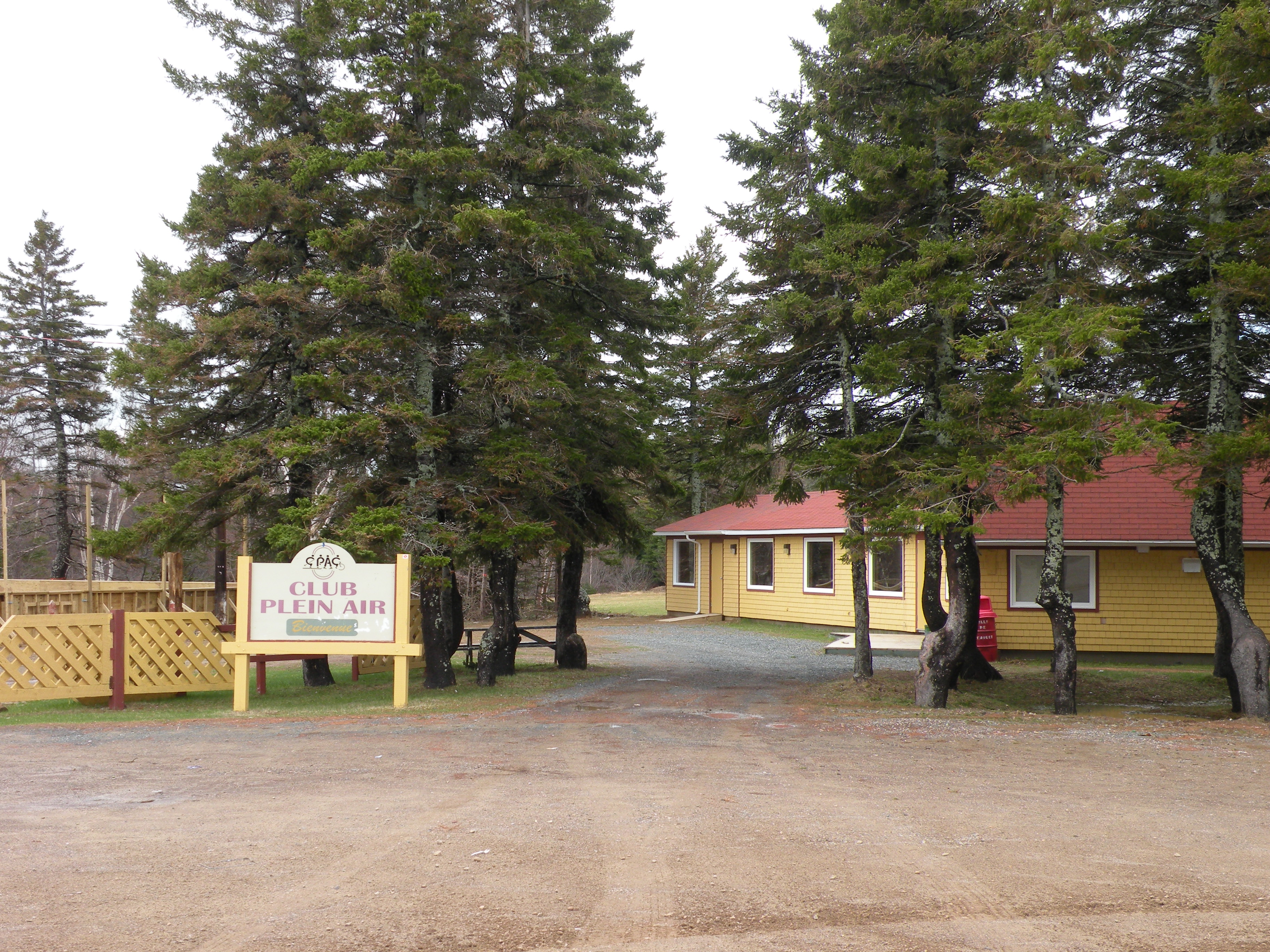
Club de plein air.
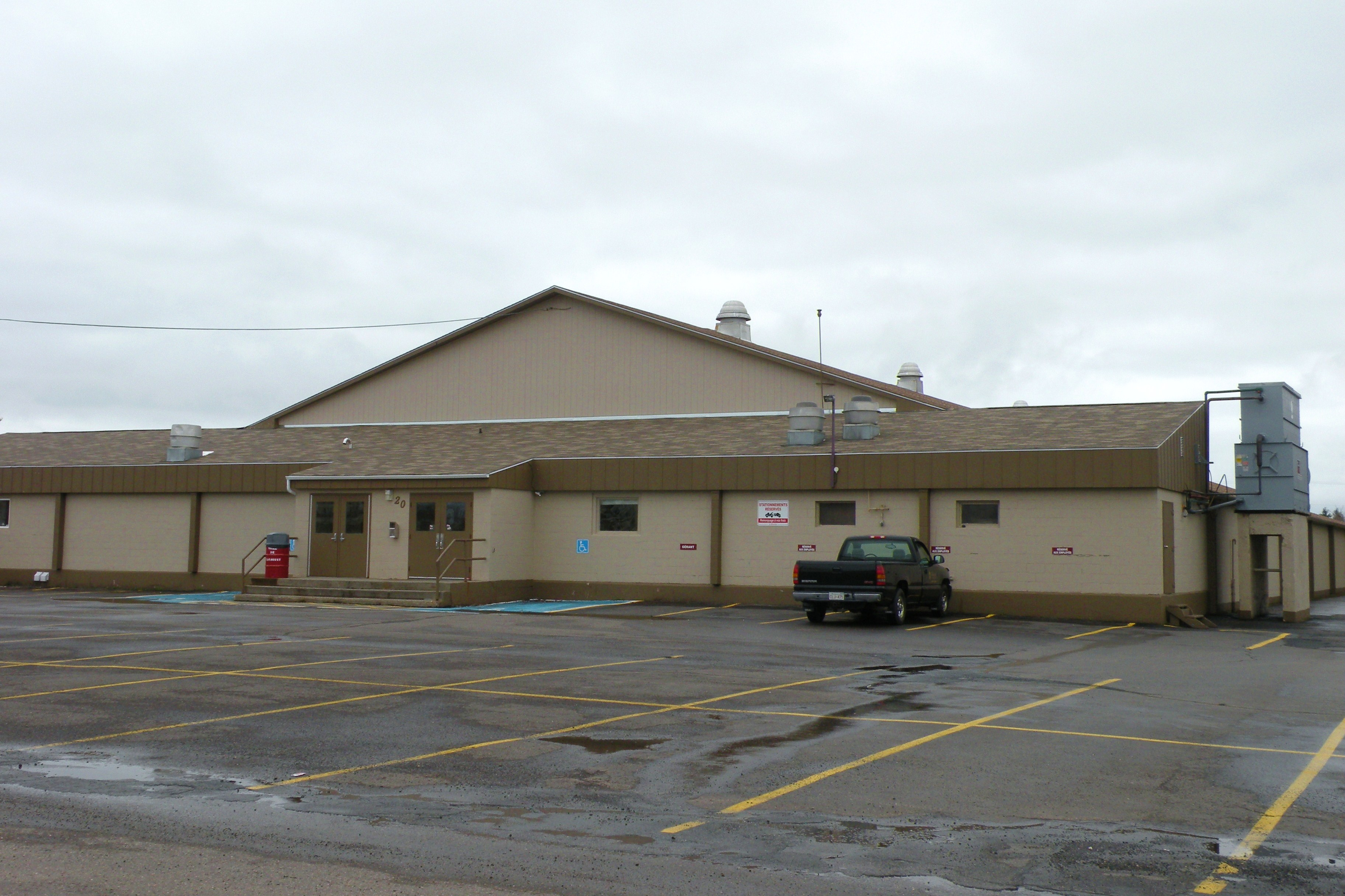
Colisée Léopold-Foulem.
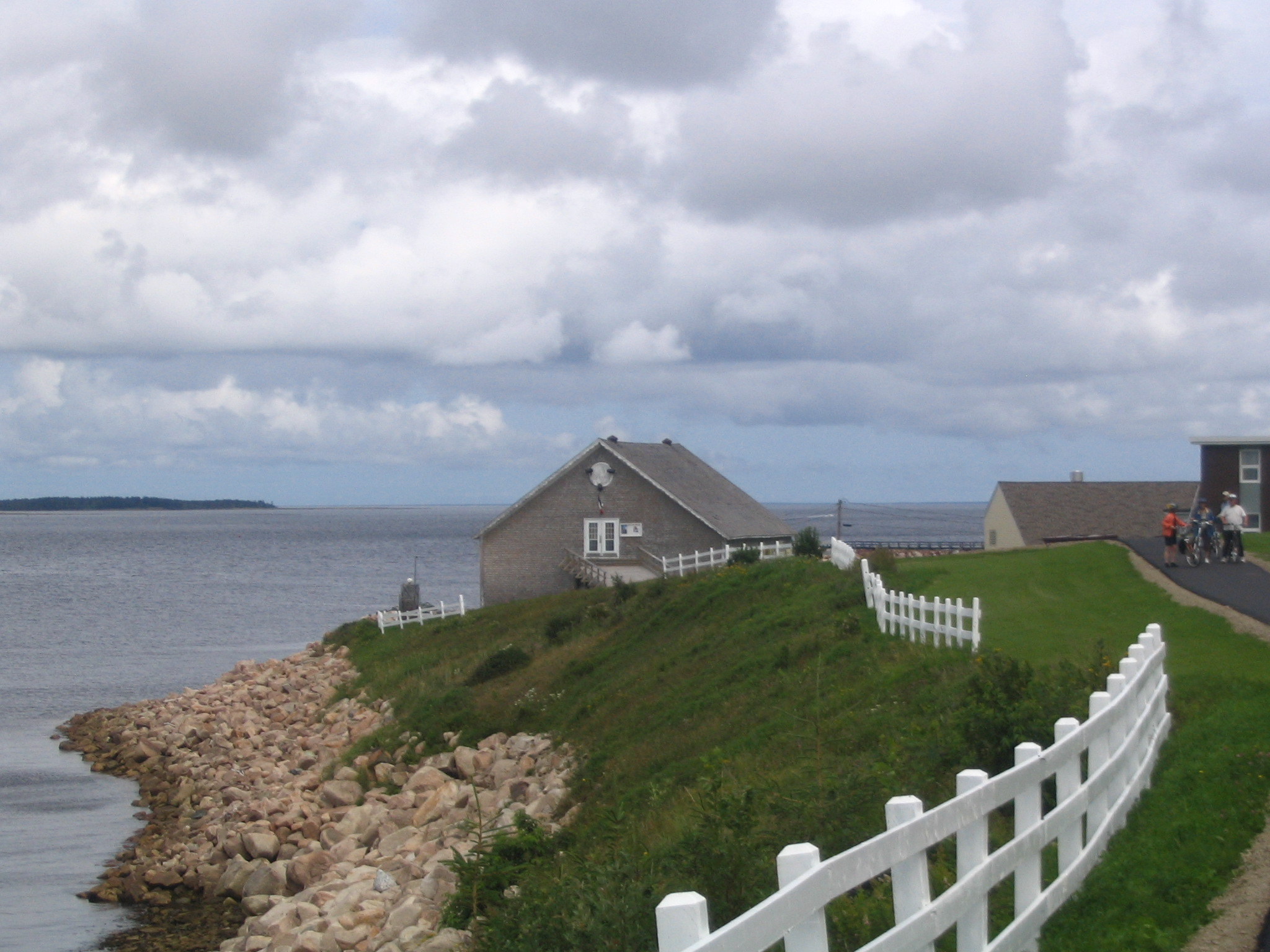
Sentier entre le parc Foley et le port.
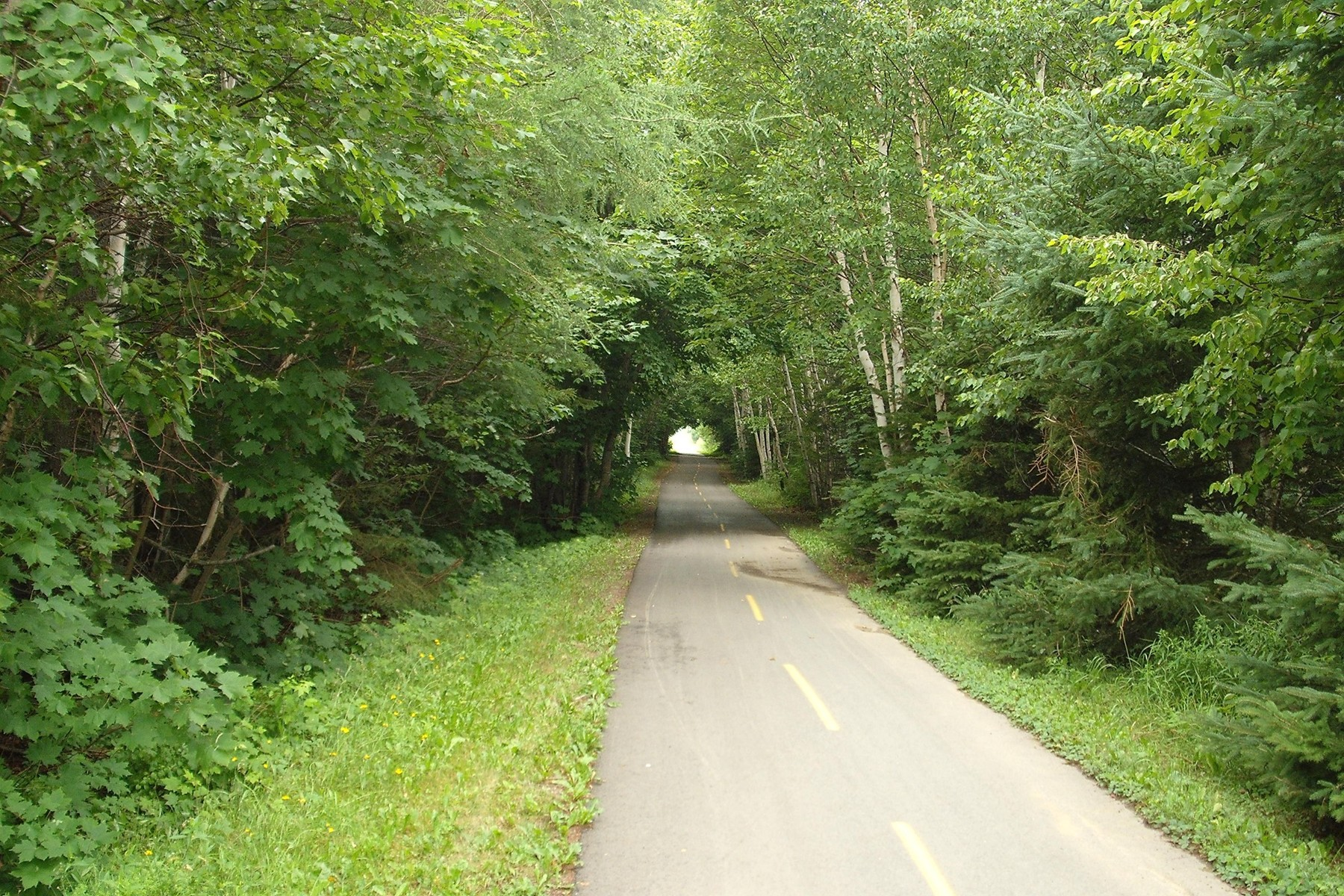
Section de la piste cyclable de Caraquet près du centre-ville.
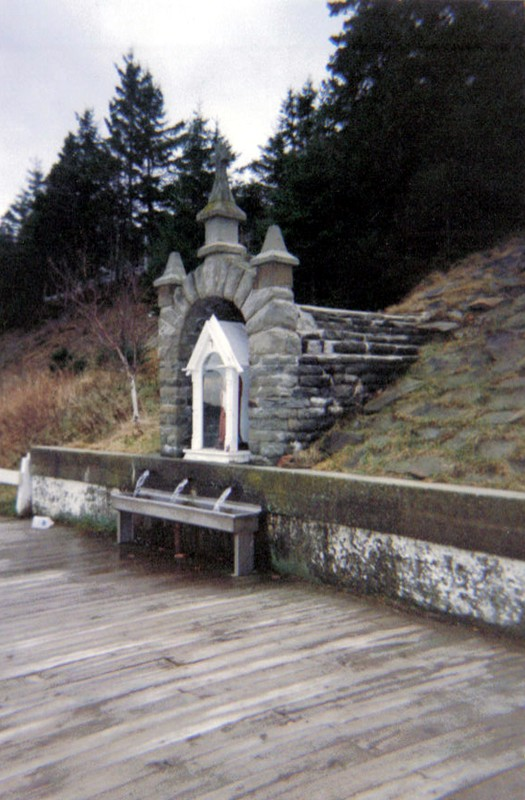
fontaine de Sainte-Anne-du-Bocage.
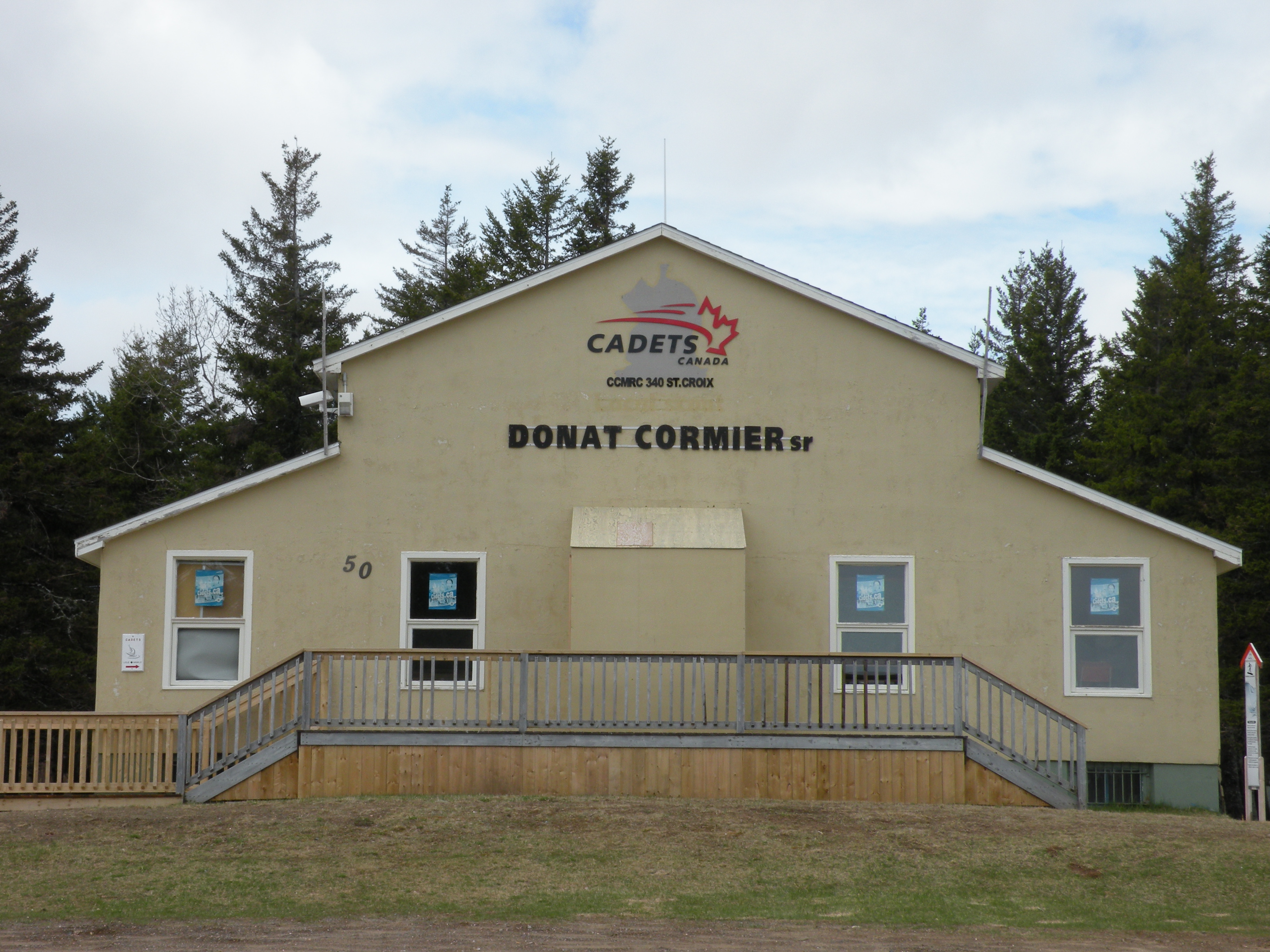
Édifice du CCMRC 340 Ste Croix.
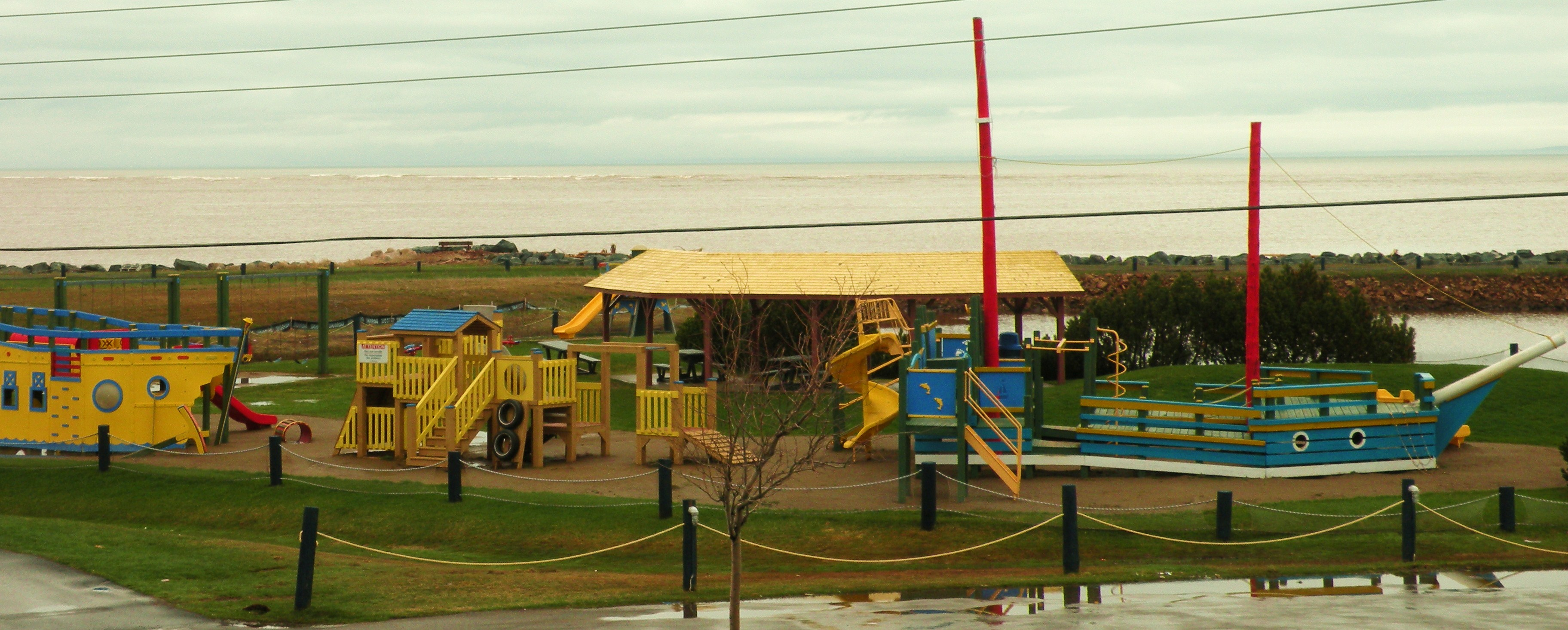
Parc Richelieu.

### Religion

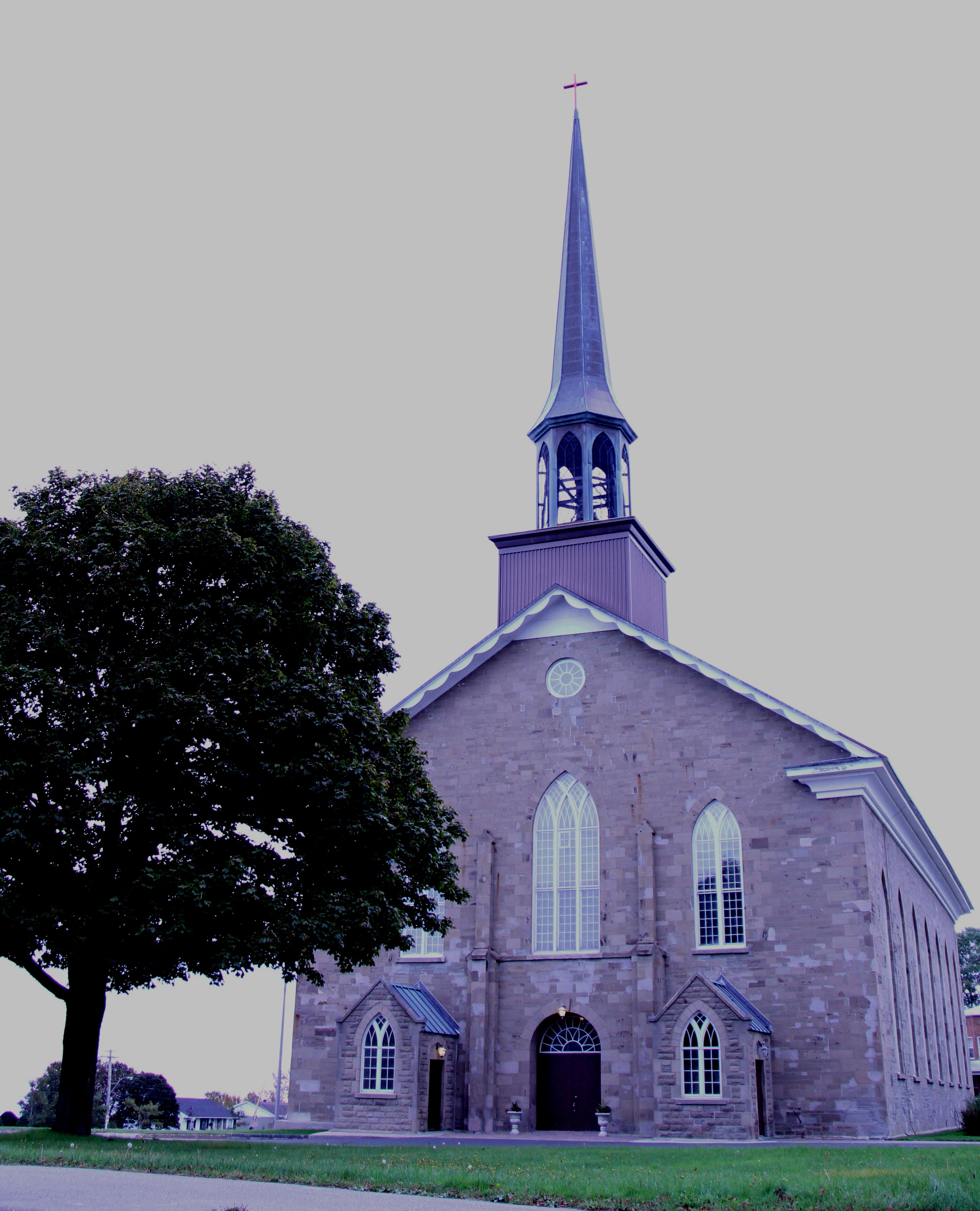
L'église Saint-Pierre-aux-Liens.
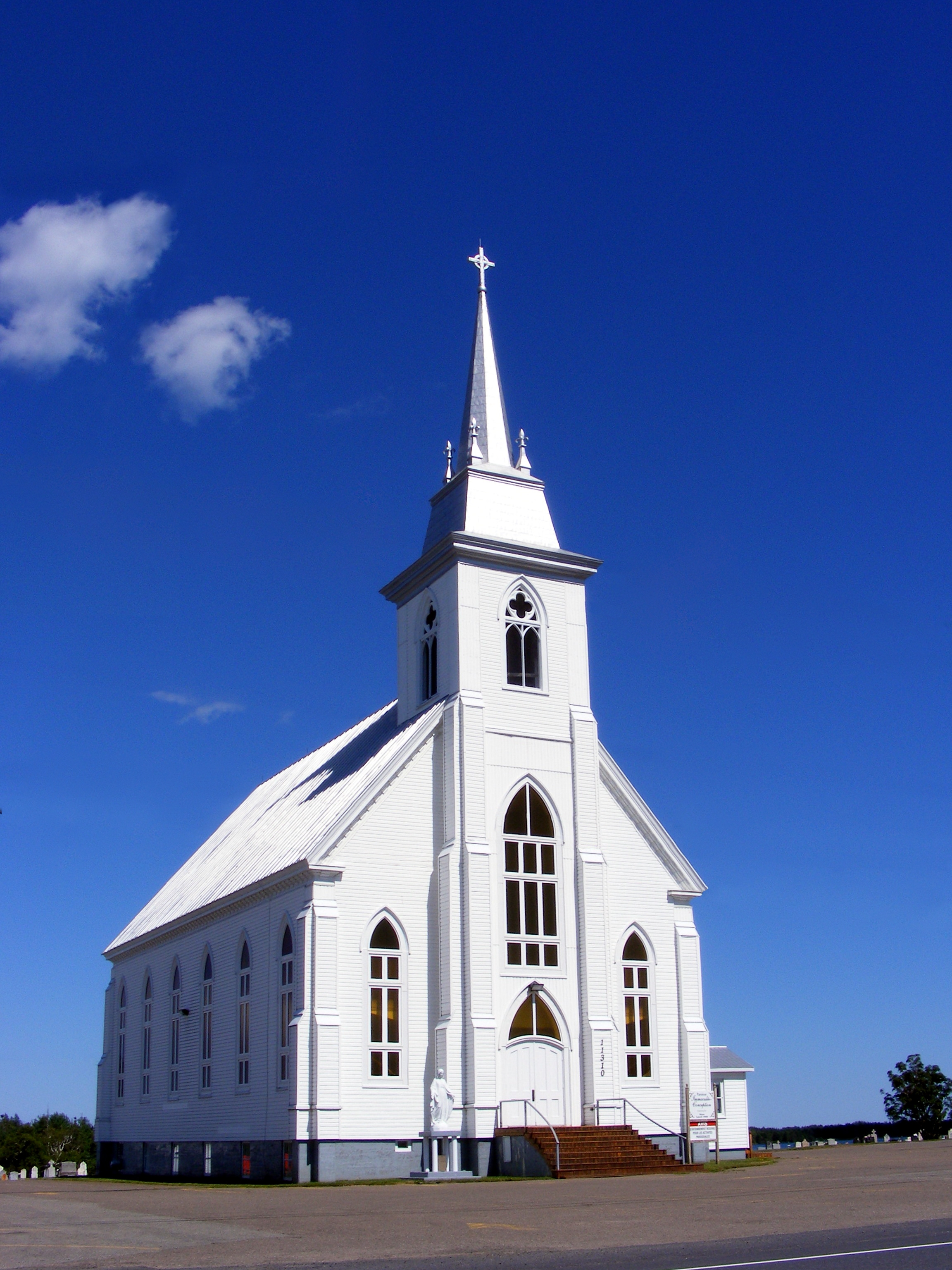
L'église Immaculée-Conception de Pokemouche.
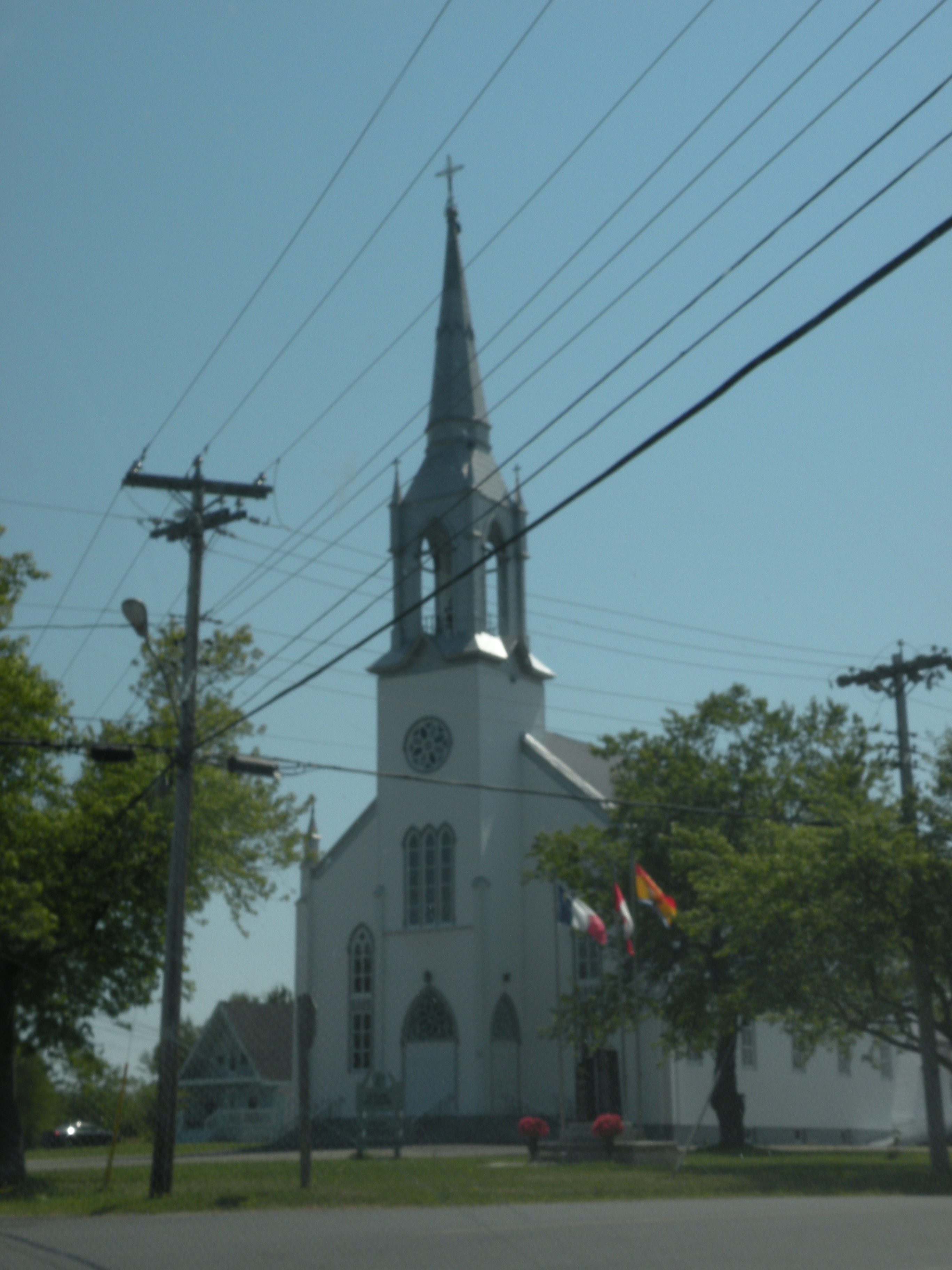
L'église Saint-Simon, de Saint-Simon.

Caraquet est desservie par deux paroisses catholiques : la paroisse Saint-Jean-Eudes, dont elle est le siège, et la paroisse Saint-André. L'église principale, siège de la paroisse Saint-Jean-Eudes, est l'église Saint-Pierre-aux-Liens, à Caraquet. La paroisse comprend aussi l'église Saint-Paul de Bas-Caraquet, et l'église Saint-Simon, de Saint-Simon, en plus de l'église Saint-Joachim de Bertrand, à l'extérieur de la municipalité. Le curé actuel est Régent Landry. L'église Immaculée-Conception de Pokemouche fait quant à elle partie de la paroisse Saint-André, basée à Shippagan. Ces deux paroisses font partie du diocèse de Bathurst. L'hôpital est catholique, mais les écoles sont laïques depuis les années 1990.
La localité compte aussi une église unie du Canada, aujourd'hui non desservie. Il y a également l'église évangélique de La Pentecôte à Village-Blanchard.
Un pèlerinage et une neuvaine est organisée pour la Sainte-Anne depuis le 1857 alors que, selon la tradition orale, des marins rescapés d'un naufrage ont marché du port jusqu'à la chapelle Sainte-Anne-du-Bocage pour remercier la sainte de sa protection.
Des missionnaires commencèrent à visiter la ville en 1768. Auparavant, les habitants de Caraquet célébraient des messes blanches, dirigées par Alexis Landry. La première chapelle fut construite à Sainte-Anne-du-Bocage en 1791 sur un terrain légué par ce dernier. Une deuxième chapelle, existant toujours, fut construite à quelques mètres de là en 1818. Étant la seule de la région à l’époque, cela contribua à la prospérité de la ville. L'église Saint-Pierre-aux-Liens fut construite en 1857. Après la mort de Joseph-Théophile Allard, survenue en janvier 1912, les pères Eudistes se sont vu confier la charge de la paroisse, comme le voulait ce dernier. Le Vieux couvent a été occupé par la Congrégation de Notre-Dame de Montréal de 1874 1982, où les religieuses se sont installées dans une résidence qu'elles ont occupé jusqu'en 2008. Il y a un couvent de la congrégation à Pokemouche.  La Communauté Catholique Palavra Viva (Parole Vivante) est implantée à Bas-Caraquet depuis 2019. 

## Culture

### Statut de capitale
Caraquet s’est auto-proclamée capitale de l'Acadie en 1993, a adopté une politique culturelle et formé une commission culturelle en 1994. Cette commission avait pour but de « doter les organismes et événements culturels de son territoire de structures et d’outils de regroupement et de concertation aptes à appuyer leur développement ». Pour son engagement dans le développement des arts et de la culture, la ville a reçu de Patrimoine canadien le titre de « Capitale culturelle du Canada-2003 ». Fait inédit au pays, la ville a obtenu le titre à nouveau pour l’année 2008. La ville a l’un des plus importants budgets culturels per capita au pays.

### Personnalités

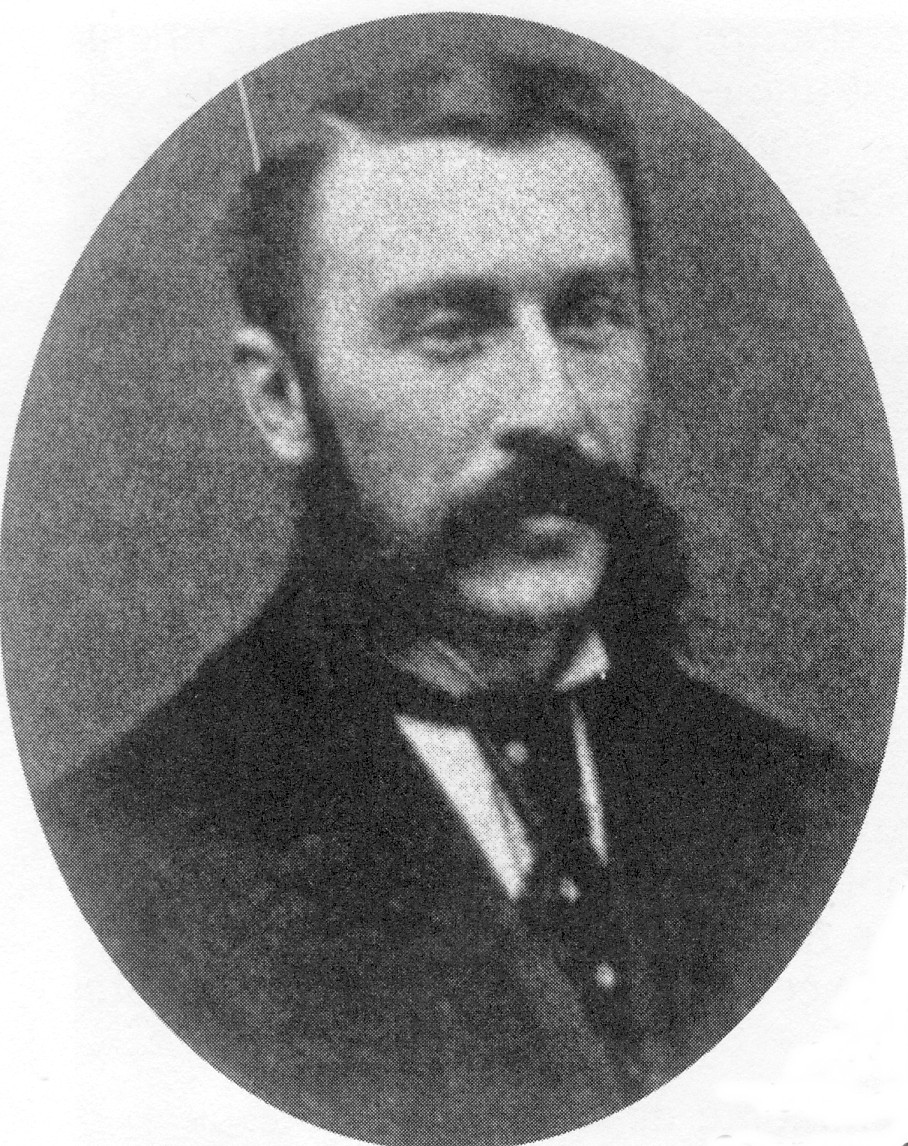
Théotime Blanchard.

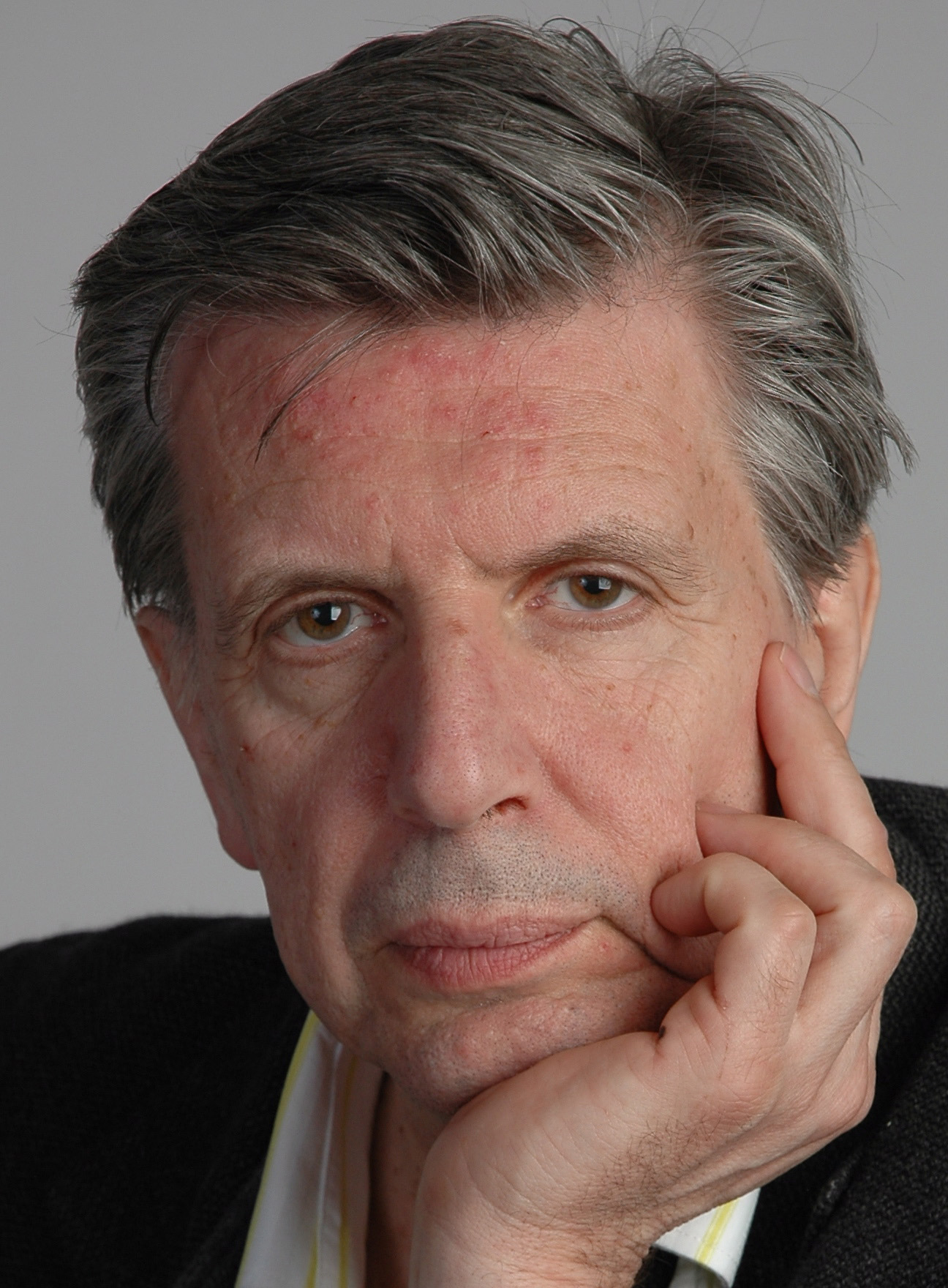
Herménéglide Chiasson.

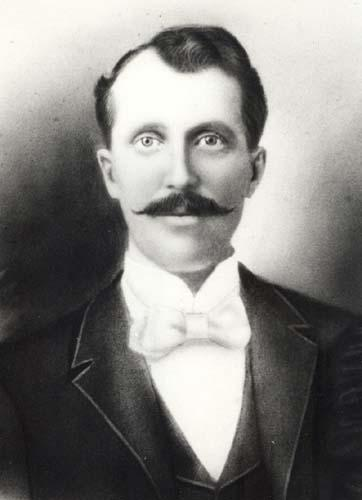
Nazaire Dugas.

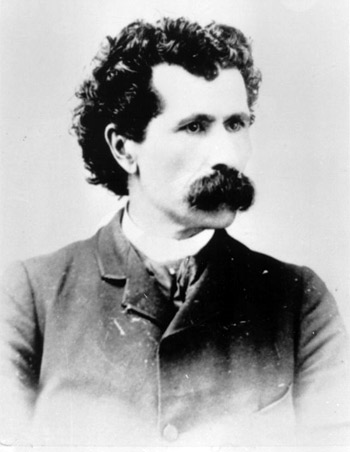
Valentin Landry.

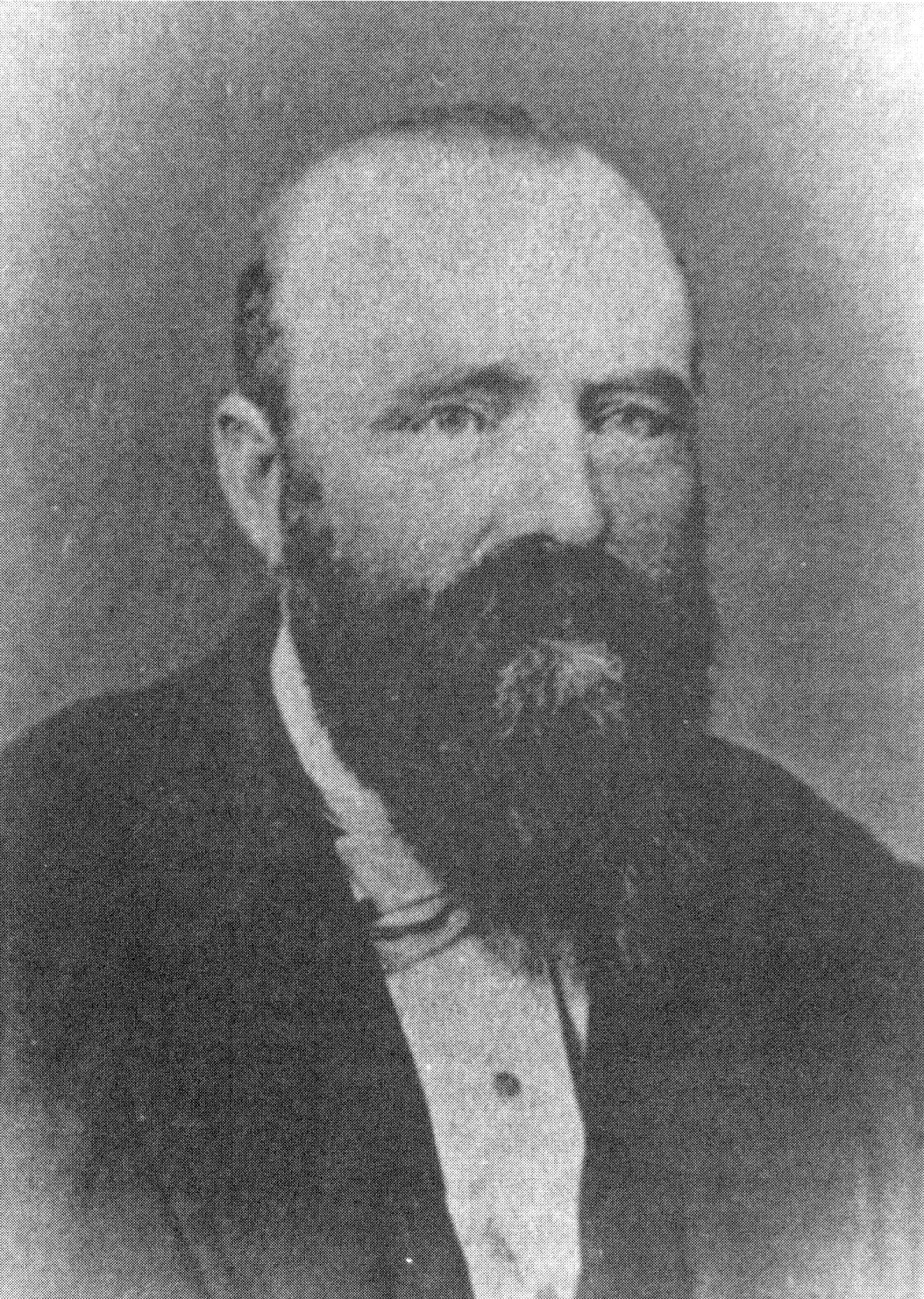
Robert Young.

- Marc Albert (Caraquet, 1961-) : joueur de volleyball, membre de l'équipe olympique canadienne aux Jeux olympiques d'été de 1992 ;
- Joseph-Théophile Allard (Carleton-sur-Mer, 1842 - Caraquet, 1912) : prêtre, fondateur du Collège Sacré-Cœur ;
- Renée Blanchar, (Caraquet, 1964-) : cinéaste, réalisatrice de la série Belle-Baie ;
- Mathilda Blanchard (Caraquet, 1920 - Caraquet, 2007) : syndicaliste ;
- Théotime Blanchard (Caraquet, 1844 - Bathurst, 1911) : député à l'Assemblée législative du Nouveau-Brunswick ;
- Herménégilde Chiasson (Saint-Simon, 1946 -), artiste multidisciplinaire, lieutenants-gouverneurs du Nouveau-Brunswick de 2003 à 2009 ;
- Onil Doiron : instigateur et promoteur de la station de radio CJVA, député à l'Assemblée législative du Nouveau-Brunswick ;
- Nazaire Dugas (Caraquet, 1864 - Caraquet, 1942) et Henri Dugas : les premiers diplômés acadiens en architetcure. Nazaire a conçu de nombreux commerces et résidences de la ville, alors que Henri fabriquait surtout des matériaux de construction et construisait les édifices ;
- Léopold Foulem (Caraquet, 1945 - Montréal, 2023) : céramiste ayant fait l'objet de 36 expositions solo et de plus de 225 expositions de groupes à travers le monde ;
- Gabriel Giraud (né en date inconnue, possiblement en Bretagne) : fondateur de Caraquet vers 1731, pêcheur, agriculteur et marchand ;
- Laval Goupil (Tracadie, 1945 - Caraquet, 2000), dramaturge, metteur en scène et comédien ;
- Bernard Jean (Lamèque, 1925 - Caraquet, 2012) : avocat, syndicaliste, député et juge ;
- Donat Lacroix (Caraquet, 1937-) : pêcheur et auteur-compositeur-interprète ;
- Alexis Landry (Grand-Pré, 1721 - Caraquet, 1798) : commerçant, fondateur de Sainte-Anne-du-Bocage ;
- Antoine Landry (Caraquet, 1939-) : ancien maire de Caraquet, premier chef de police et directeur général. Il est l'un des pionniers du Village historique acadien ;
- Edmond Landry (Grande-Anse, 1931 - Moncton, 2012) : homme d'affaires, ancien conseiller municipal de Caraquet et maire de Grande-Anse de 1968 à 1988, membre de l'Ordre du Canada depuis 1983 ;
- Valentin Landry (Pokemouche, 1844 - Moncton, 1919), journaliste, fondateur du journal L'Évangéline, et nationaliste acadien ;
- Claude Le Bouthillier (Bas-Caraquet, 1946 - 2016), poète et romancier ;
- Clarence LeBreton (Caraquet, 1951-) : auteur de plusieurs livres sur l'histoire de Caraquet et de la Péninsule acadienne. Il a tour à tour été conservateur en chef du Village historique acadien, professeur d'histoire, directeur de l'Aquarium de Shippagan et sous-ministre adjoint provincial ;
- Irois Léger (Caraquet, 1968-) : journaliste sportif à la Télévision de Radio-Canada ;
- Martin J. Légère (Caraquet, 1916 - Caraquet, 2013) : l'un des fondateurs du mouvement coopératif acadien. À Caraquet, il a participé à la fondation du comité du port de Caraquet, de la Villa Beauséjour et de l'hôpital de l'Enfant-Jésus ;
- Séraphin Léger (Caraquet, 1870 - 1935) : marchand et député à l'Assemblée législative du Nouveau-Brunswick ;
- Louis Mailloux (Caraquet, 1855 - Caraquet, 1875) : héros du nationalisme acadien ;
- Lorenzo Morais (Caraquet, 1934 - Memramcook, 2013) : homme d'affaires, troisième maire de la ville et député à l'Assemblée législative du Nouveau-Brunswick ;
- Prosper Paulin (Caraquet, 1844 - ?) : enseignant, commissaire-priseur et homme politique, qui fut préfet du comté de 1892 à 1893 et député à l'Assemblée législative du Nouveau-Brunswick ;
- Hédard Robichaud (Shippagan, 1911 - Bathurst, 1999) : homme politique, tour à tour député fédéral, ministre, sénateur puis lieutenant-gouverneur du Nouveau-Brunswick ;
- Gérard Saint-Cyr (Sherbrooke, 1919 - Caraquet, 2014): directeur de l'École des pêches du Nouveau-Brunswick et bénévole, récipiendaire de l'Ordre du Canada en 2002 ;
- Joseph Yvon Thériault (Caraquet, 1949-) : sociologue ;
- Robert Young (Tracadie, 1834 - Caraquet, 1904) : homme d'affaires, homme politique ;
- Annie France Noël (1987-), artiste visuelle.

### Architecture et monuments

#### Architecture caraquetoise

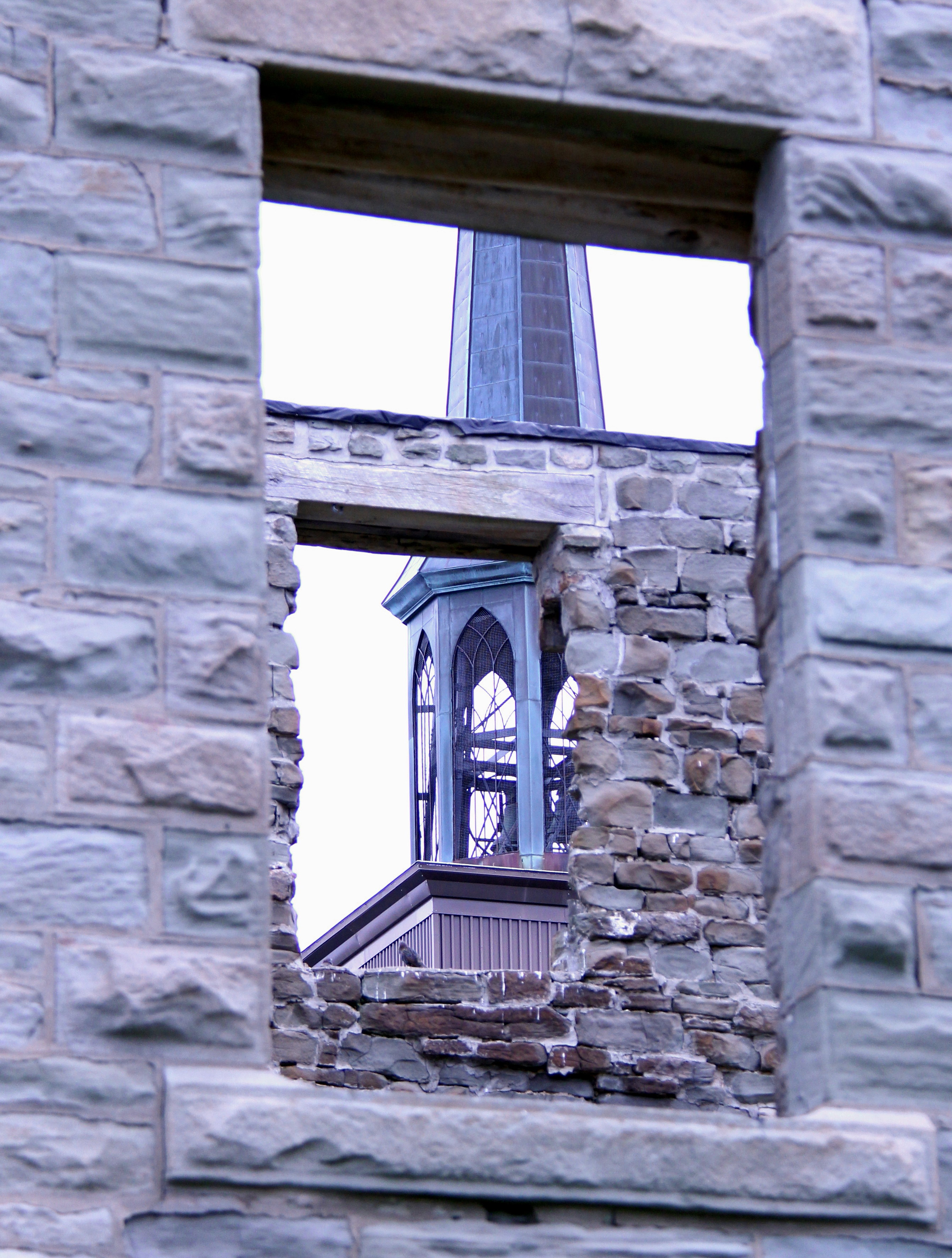
L'église Saint-Pierre-aux-Liens, vue à travers les ruines du Vieux couvent.

Caraquet possède un important patrimoine architectural. En fait, 375 bâtiments ont été construits avant 1946, et certains datent du début du XIXe siècle.
Nazaire Dugas (1864-1942), le premier architecte acadien, est né à Caraquet. Après avoir étudié à Montréal, il revient travailler dans sa ville natale en 1904, où il réalise des maisons, des commerces, des églises, des collèges, des couvents et des presbytères. L'une de ses principales réalisations est l'église Saint-Paul de Bas-Caraquet. En ville, il a réalisé, entre autres, les plans d'agrandissement du collège Sacré-Cœur en 1907 et le Château Albert la même année.
Il y a trois principaux types de maisons à Caraquet. La maison traditionnelle à un étage et demi, est lambrissée ou recouverte de bardeaux et compte une lucarne, parfois en chien-assis. Les maisons au toit à quatre versants, ou Foursquare, sont popularisées dans les années 1920 par le catalogue Sears. Le troisième type de maison a un toit brisé et parfois une tourelle et des lucarnes raffinées ; le presbytère en est un bon exemple. Les maisons datant d'après les années 1940 sont souvent de styles variés, mais plusieurs rappellent les chalets de montagne en Europe. Les dépendances, massives et de styles variés, sont l'une des caractéristiques de l'architecture locale. La maison Léopold-Foulem est un exemple unique de maison en suite – où le logis et les dépendances forment un seul bâtiment long –, un style plus populaire dans les environs de Bathurst. Une galerie est souvent ajoutée en avant ou sur le côté de la maison et peut être transformée en véranda. Les maisons ont souvent des couleurs vives et peuvent être agrémentées de planches cornières. Le bois est le principal matériau et il y a de nombreuses formes de bardeaux. Les lucarnes sont aussi de formes variées. La pierre est rare, mais certaines maisons reprennent les matériaux du collège Sacré-Cœur, détruit dans un incendie en 1915.
Le style le plus ancien de commerce, dont l'exemple typique est la Boîte-Théâtre, est un édifice massif aux formes simples, comportant de petites fenêtres, des planches cornières et un revêtement de bardeaux. D'autres commerces reprennent le style des maisons acadiennes, auquel s'ajoutent des corniches, des pilastres et de larges vitrines. Les commerces de style boomtown ont souvent des logements au deuxième étage. Une véranda a souvent été ajoutée au premier ; l'un des meilleurs exemples est le 171, boul. Saint-Pierre O. Les édifices commerciaux ou institutionnels récents sont pour la plupart en brique rouge, parfois beige, au plan bas et plat; deux exceptions notoires sont l'hôtel de ville et la Place de l'Acadie.
La municipalité a mis sur pied un comité de sauvegarde du patrimoine et depuis, de plus en plus d’édifices historiques sont restaurés. De plus, de nombreux nouveaux édifices s'adaptent aux styles traditionnels, notamment le Carrefour de la mer. Il est maintenant interdit de couper un arbre sur la rue du Portage ou sur le boulevard Saint-Pierre sans la permission d’un botaniste et 142 édifices sont protégés.

#### La maison Blackhall
En 1857, le fils de James Blackhall hérite du bien paternel. En 1875, lors de l'émeute de Caraquet, sa maison est la cible des manifestants. À son décès, en 1910, sa résidence devient la propriété de son épouse Eliza Doran. Cette dernière décède en 1930 et la maison est achetée par la famille Lacroix qui louait les terres de la ferme des Blackhall depuis de nombreuses années. C’est dans cette maison que naîtra Donat Lacroix, chansonnier bien connu en Acadie. La maison passe aux mains de Julien Thériault pour finalement être achetée par une compagnie, le groupe Rocca, qui désirait faire du développement commercial. Afin de conserver ce bâtiment patrimonial, le Village Historique Acadien de Bertrand s’en porte acquéreur en 1975 pour la somme symbolique d’un dollar auprès du Rocca Group Ltd.

#### Visite de la ville
Le boulevard Saint-Pierre est bordé d’arbres centenaires, offre de nombreux points de vue sur la baie et comprend la plupart des monuments et bâtiments historiques.
À l'ouest de la ville, Sainte-Anne-du-Bocage est un sanctuaire catholique comprenant une chapelle, une fontaine, un cimetière, un chemin de croix et plusieurs monuments. Le terrain a été légué par Alexis Landry en 1793 mais le site aurait été utilisé depuis 1771.
En face de l'édifice Martin-J.-Légère se trouvent plusieurs sculptures dont celle de la plus grande conque du monde.
À l’est de la place s’élève l’église Saint-Pierre-aux-Liens, un édifice de style néo-gothique et néo-classique construit de 1857 à 1860 selon les plans de Matthew Stead; elle est la seule de la région inspirée des églises anglicanes par son volume massif. L'intérieur comprend des colonnes peintes, un autel de Thomas Baillairgé, un chemin de croix de Médard Bourgault, un tableau de Joseph Légaré et un orgue Casavant. Derrière l’église se trouve le presbytère. Devant l'hôtel de ville se trouve une sculpture de Michel Robichaud. L'hôtel Paulin fut construit entre 1890 et 1892 par Hugues Landry selon les plans de Nazaire Dugas. L’édifice de style Second Empire comptait à l’origine deux étages et s’appelait Hôtel Vendôme. Un troisième étage avec toit mansardé fut rajouté en 1904 par le troisième propriétaire, Octave Paulin.
Plusieurs édifices historiques de Caraquet ont été déplacés ou reconstruits au Village historique acadien, tels que le Château Albert.
La ville compte également de nombreux vestiges archéologiques. Le Vieux couvent fut détruit dans un incendie en 1992. Les ruines ont été consolidées et des tableaux d’artistes locaux sont exposés sur la façade. La municipalité pense y ouvrir un musée ou une nouvelle bibliothèque. Plusieurs anciens quais sont toujours visibles à marée basse ou des hauteurs, dont deux sont accessibles dans des parcs municipaux. Il y a le quai Fruing, au bout de la rue de l'Église, datant d'environ 1859, et le quai Foley, à la plage Foley, datant des années 1890.
Les vestiges de la première église de Caraquet font l'objet d'une valorisation au sanctuaire Sainte-Anne-du-Bocage. Le premier cimetière de Caraquet fut celui du village de Gabriel Giraud, au bord du ruisseau Isabelle, aujourd'hui à Bas-Caraquet. Le second cimetière de la ville fut celui du sanctuaire Sainte-Anne-du-Bocage. La plupart des pionniers de la ville y sont enterrés, mais seules quelques tombes sont toujours visibles. Le cimetière Monseigneur-Thomas-Cooke ouvrit en 1820. Les sépultures du cimetière du ruisseau Isabelle furent déplacées au nouveau cimetière de Bas-Caraquet la même année, alors qu'un personnage dont l'identité est inconnue fut enterré au cimetière Thomas-Cooke de Caraquet et certains pensent qu'il était un membre de l'expédition de Jacques Cartier,. 3 000 personnes furent enterrées dans ce cimetière, mais seulement 56 pierres tombales existent toujours. Le Cimetière de Caraquet, à Pointe-Rocheuse, remplaça le cimetière Thomas-Cooke en 1914 et il est encore utilisé de nos jours.

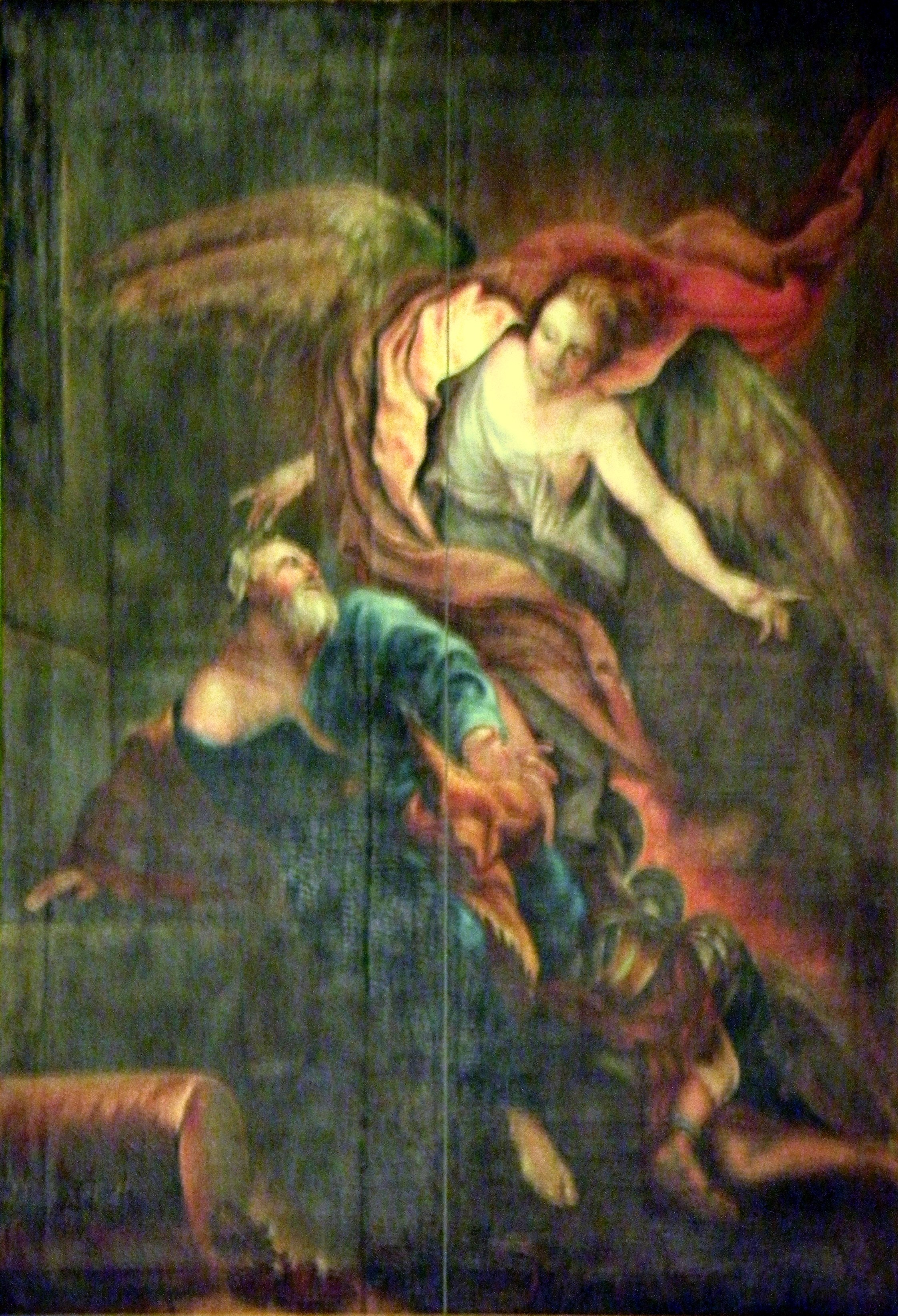
Saint-Pierre délivré de sa prison, par Joseph Légaré (1820).
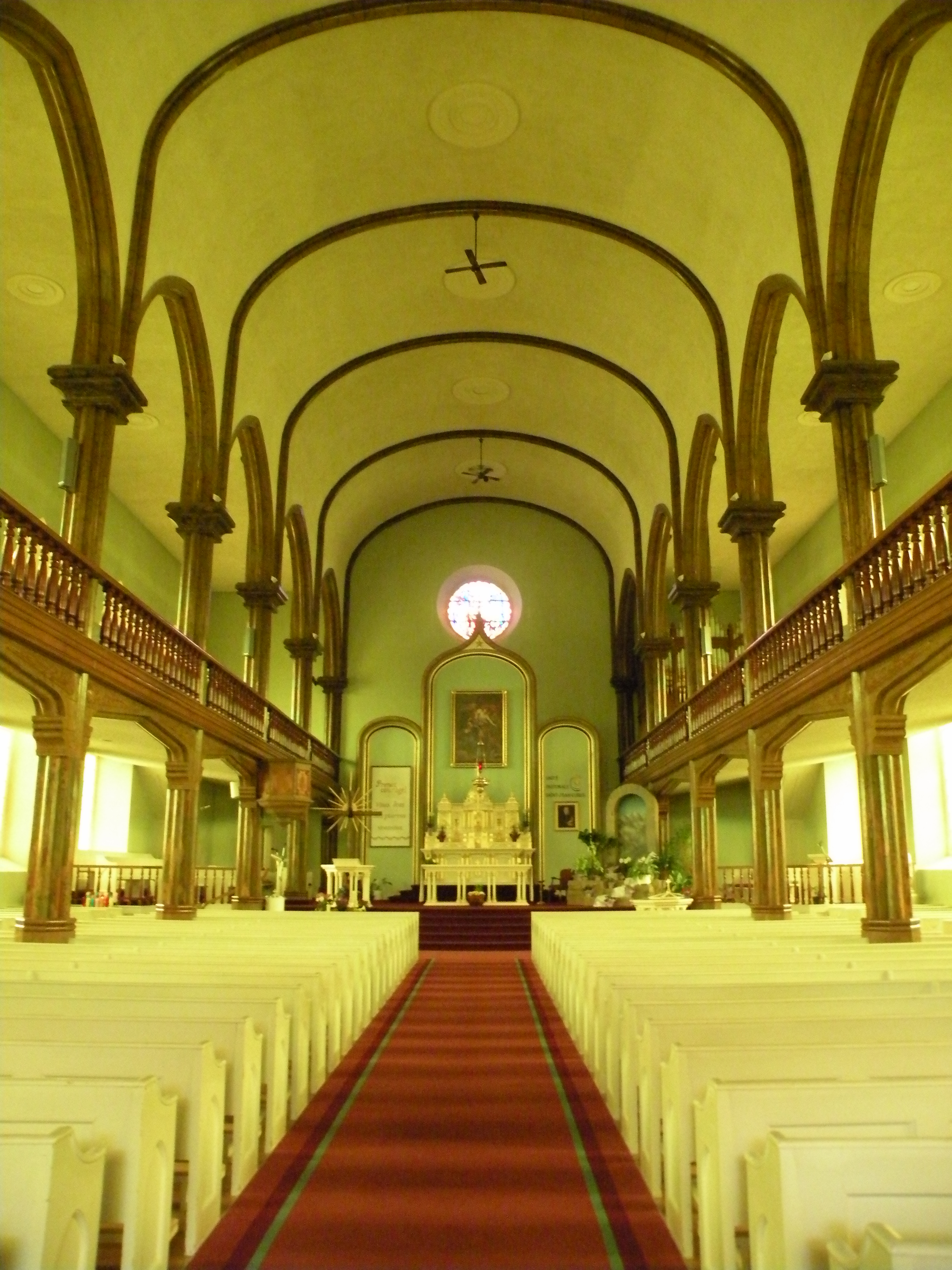
Nef de l'église Saint-Pierre-aux-Liens (1857).
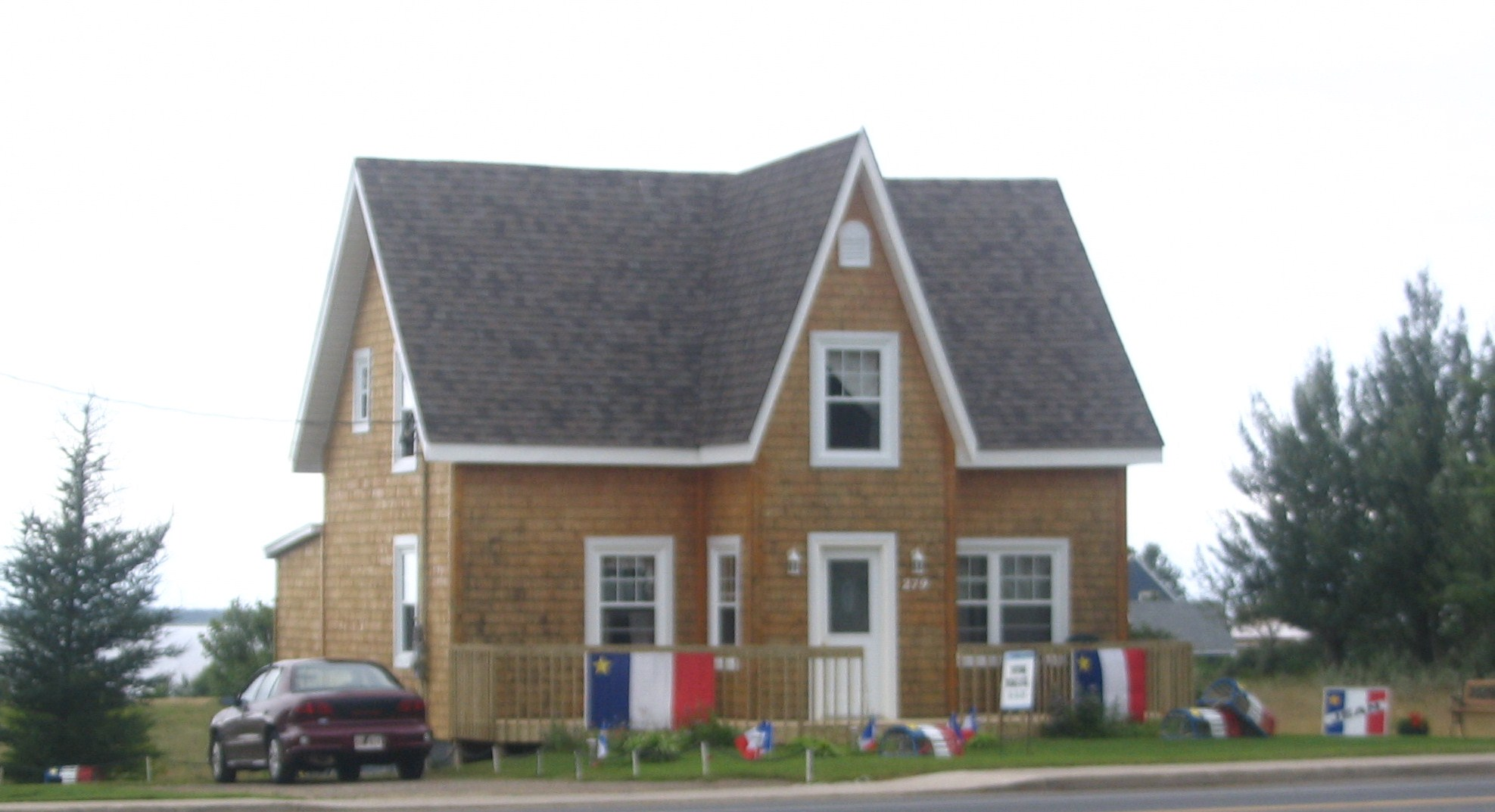
Maison Théotime-Blanchard (1870).
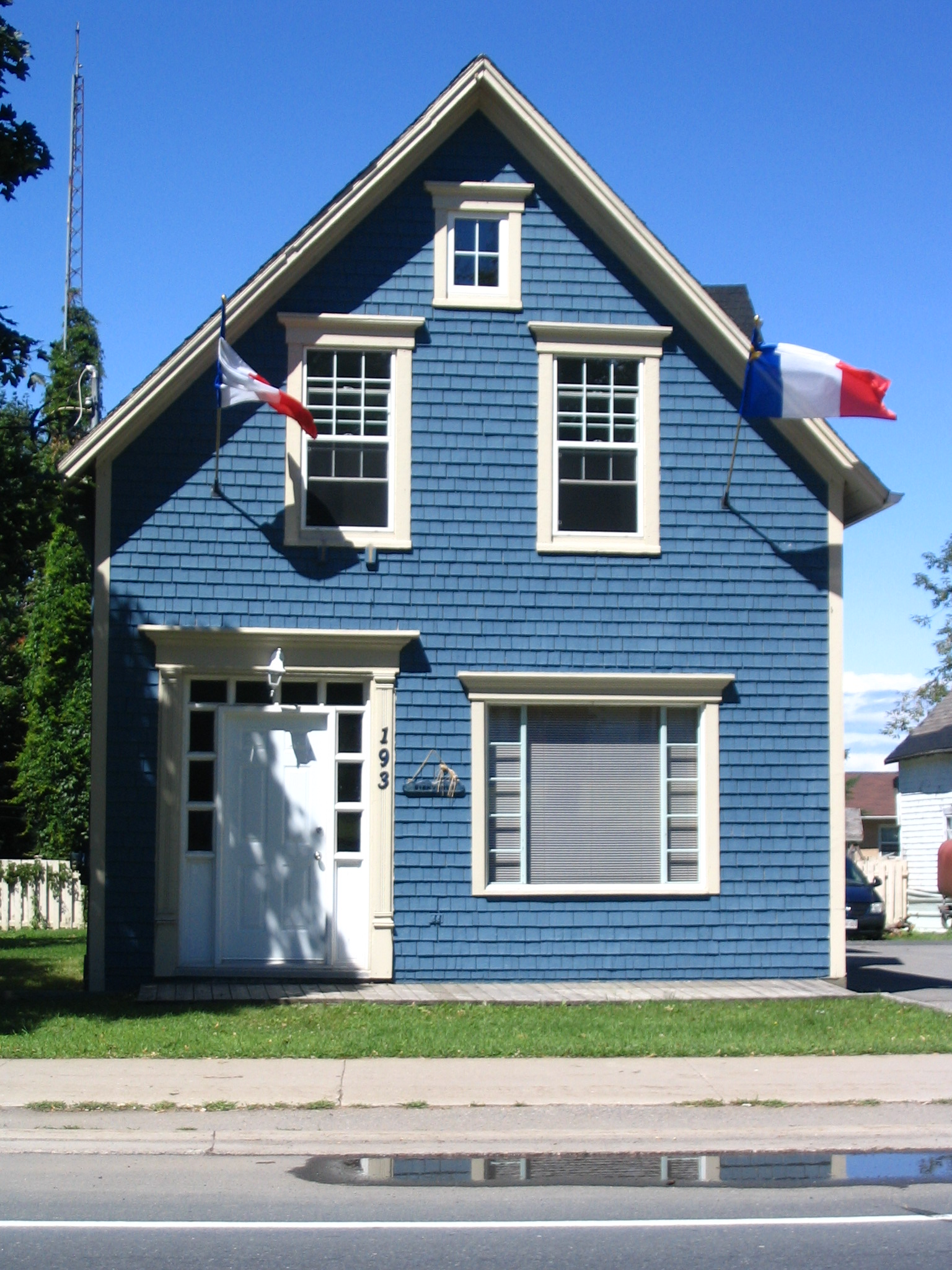
193, boulevard Saint-Pierre Ouest (1896).
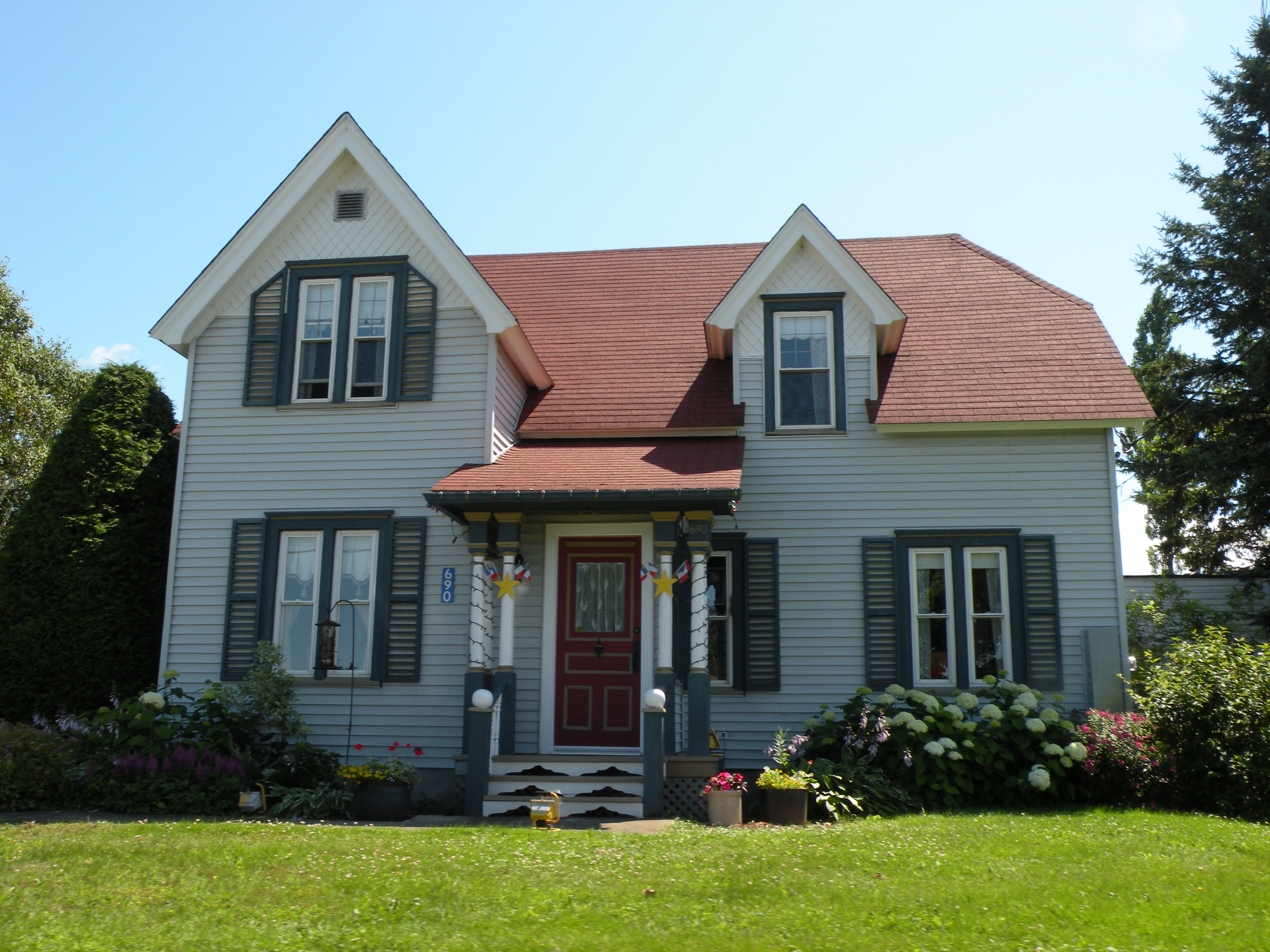
Maison Nazaire-Dugas (1898).
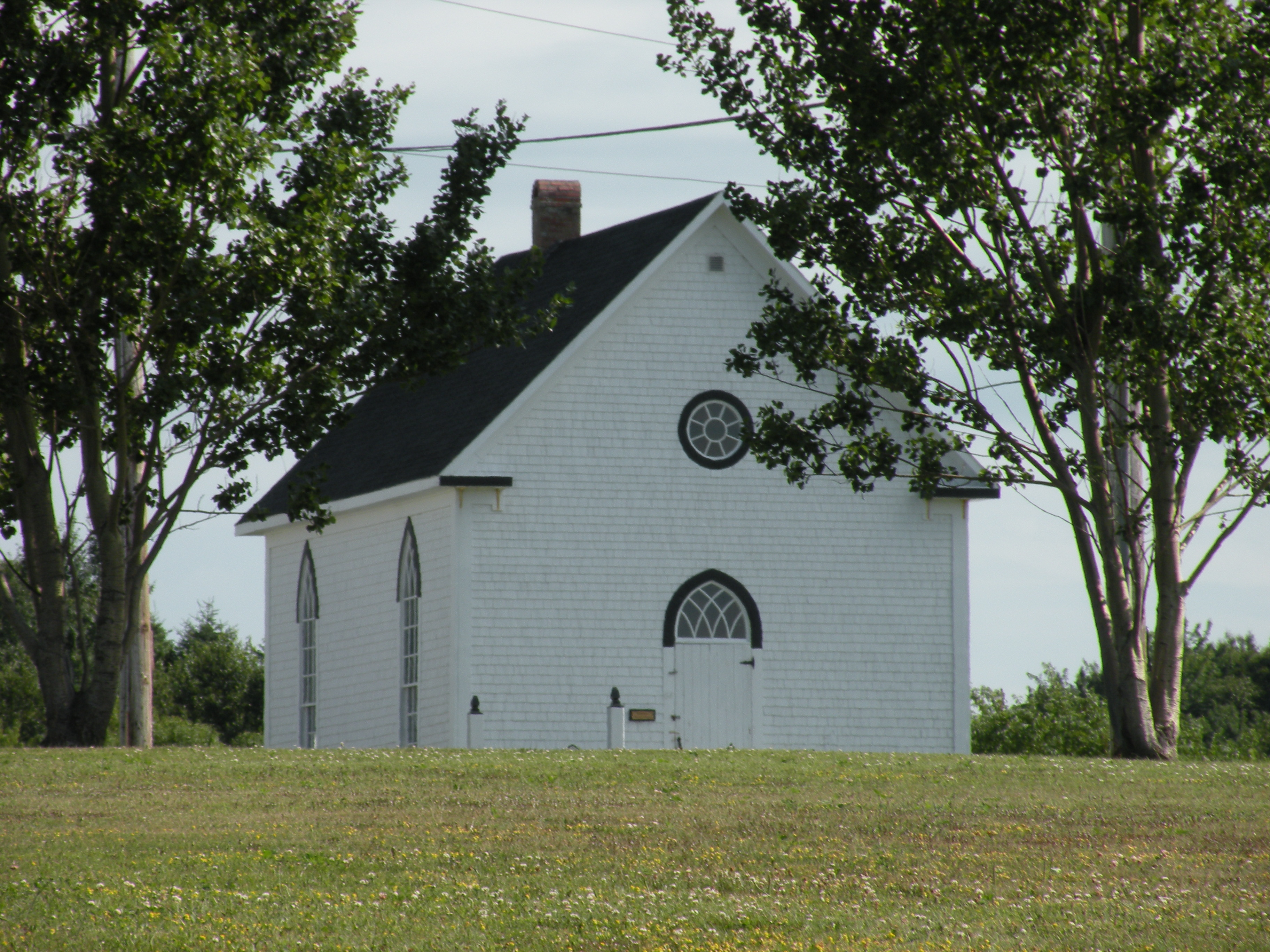
La chapelle protestante.
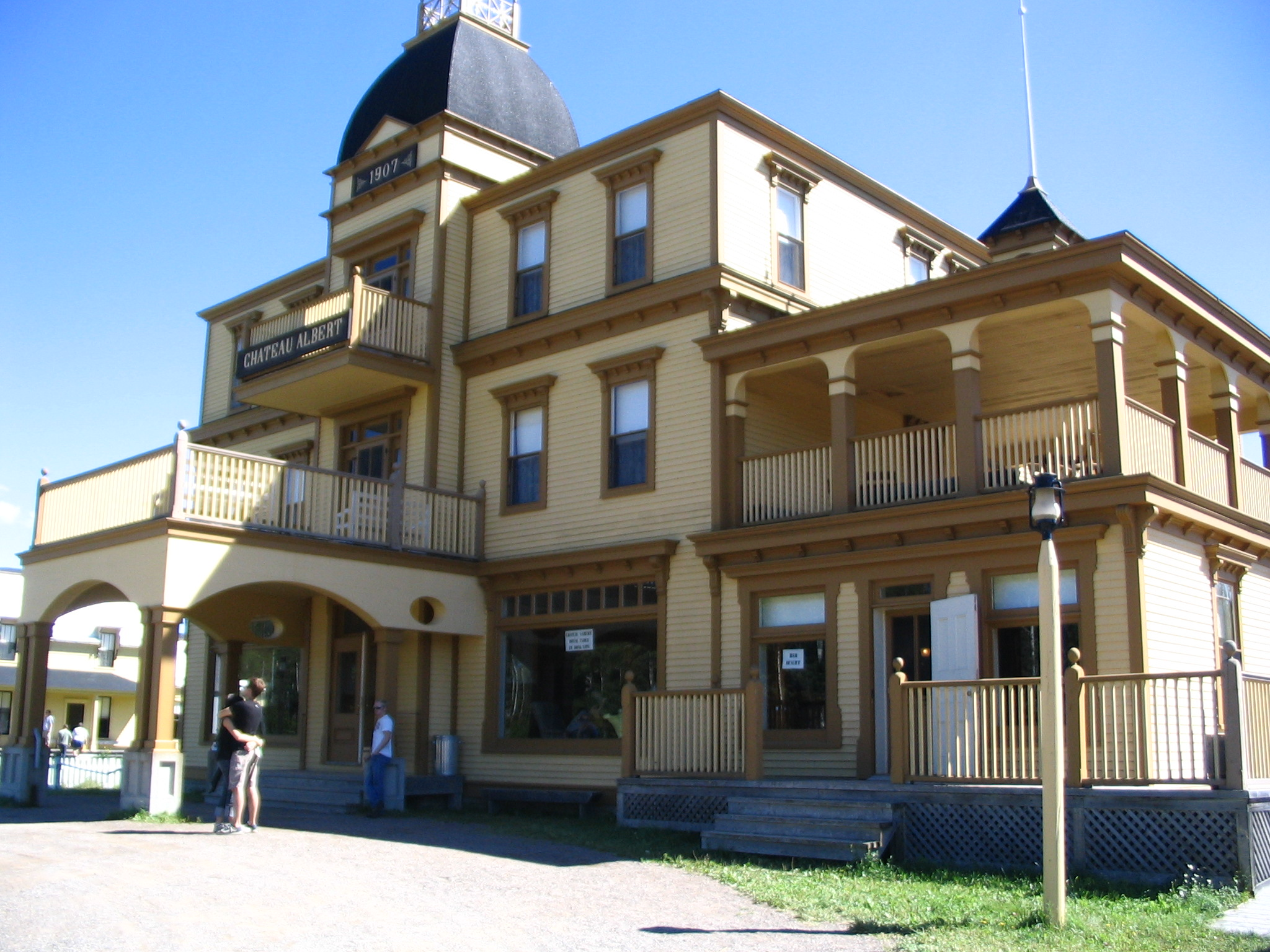
Château Albert (1907).
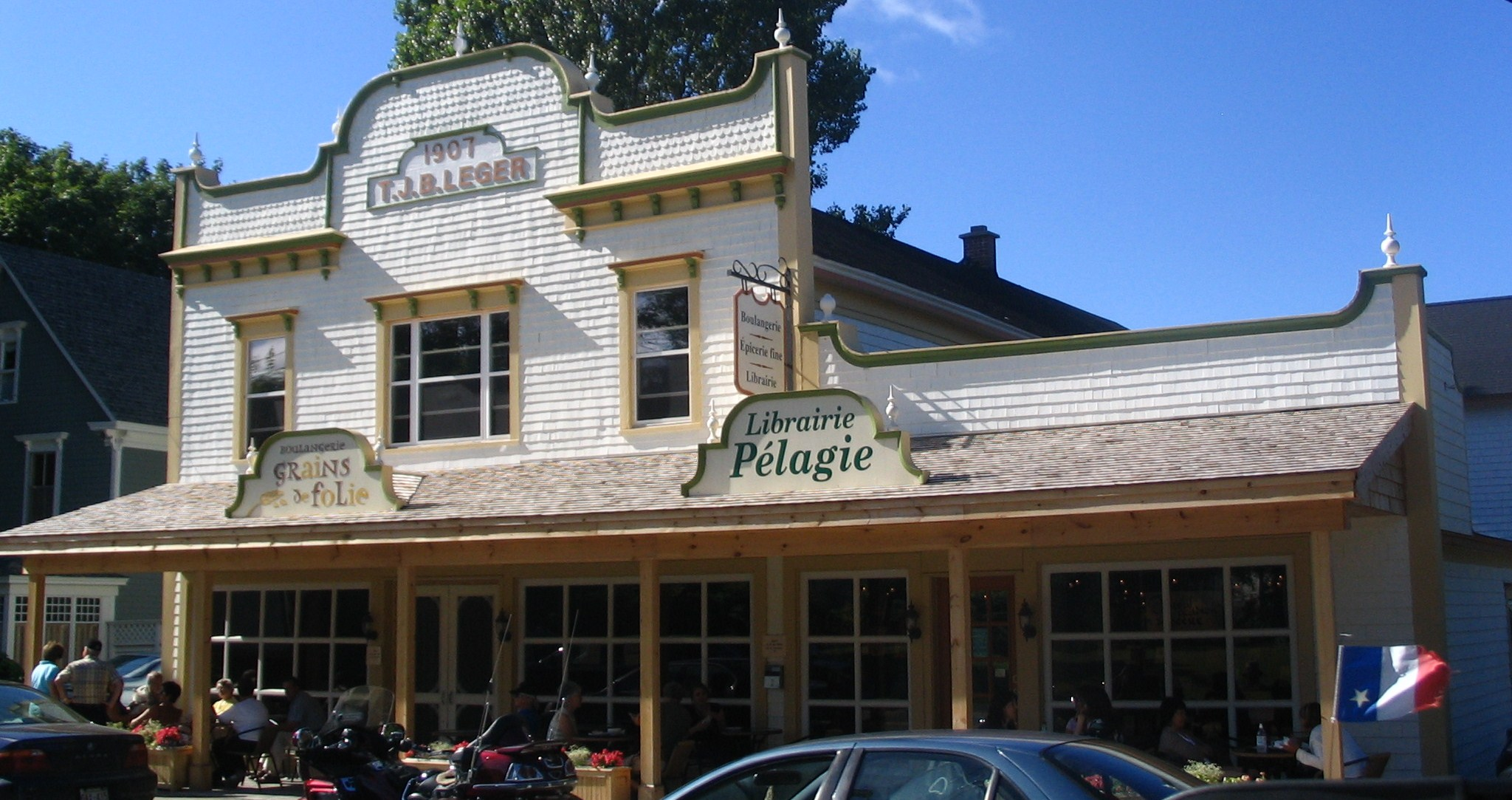
171, boulevard Saint-Pierre Ouest (1907).
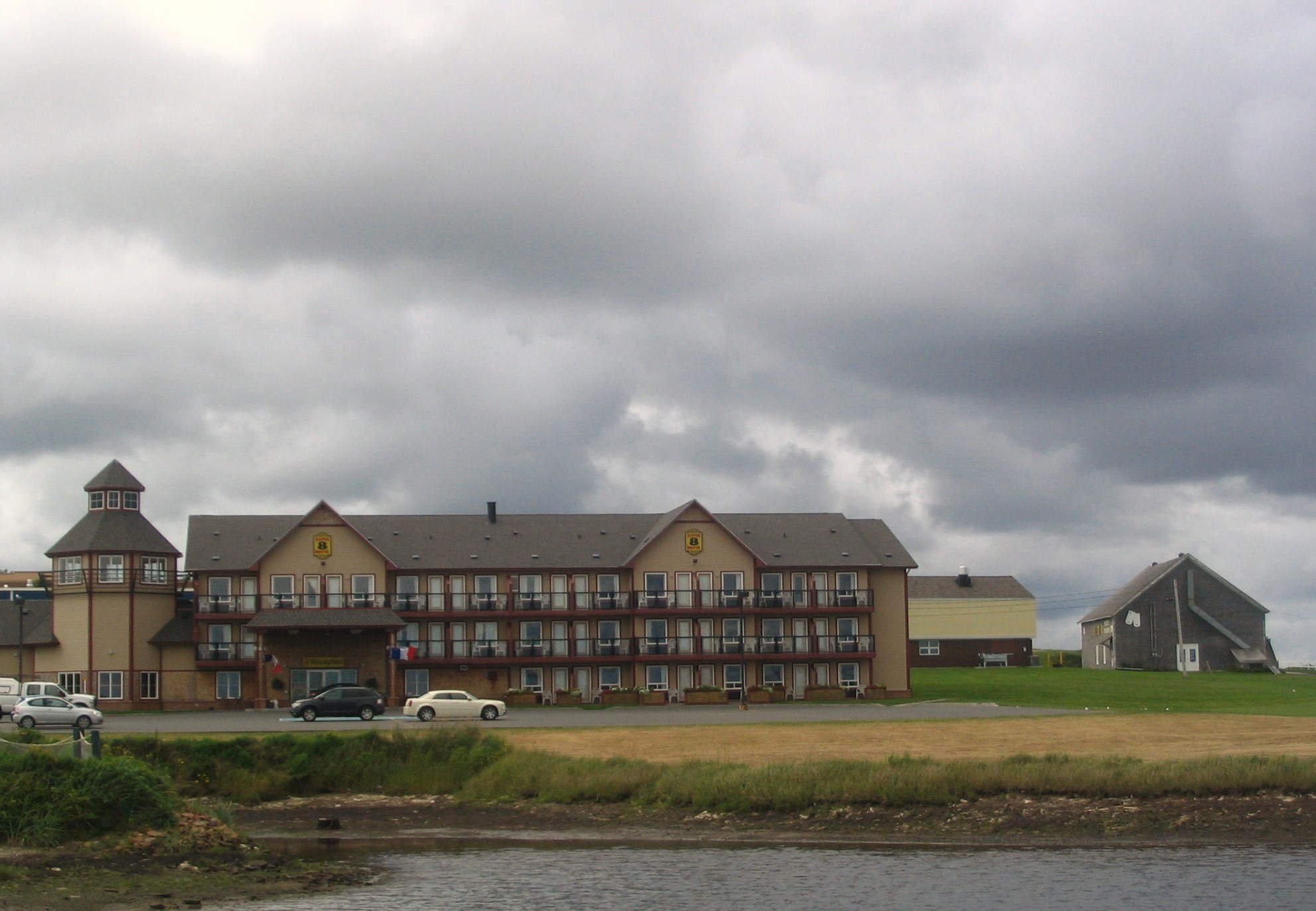
Un hôtel (2003).

### Archéologie
Caraquet compte de nombreux sites archéologiques, principalement de sites préhistoriques le long de la rivière Pokemouche. Il y a en fait des sites archéologiques et de vestiges de toutes les périodes. 

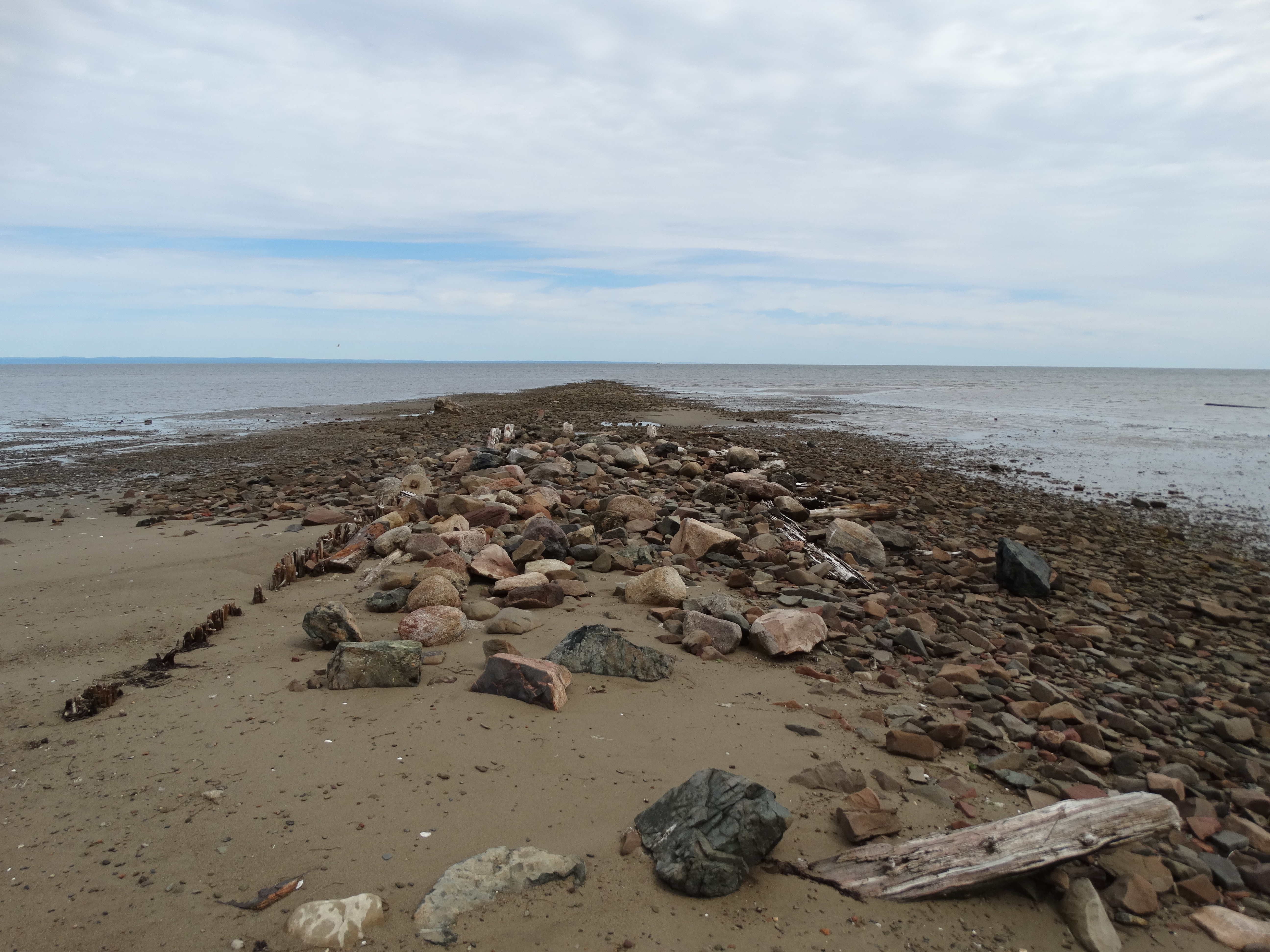
Le quai Saint-Paul ou des Loggie, à Bas-Caraquet.
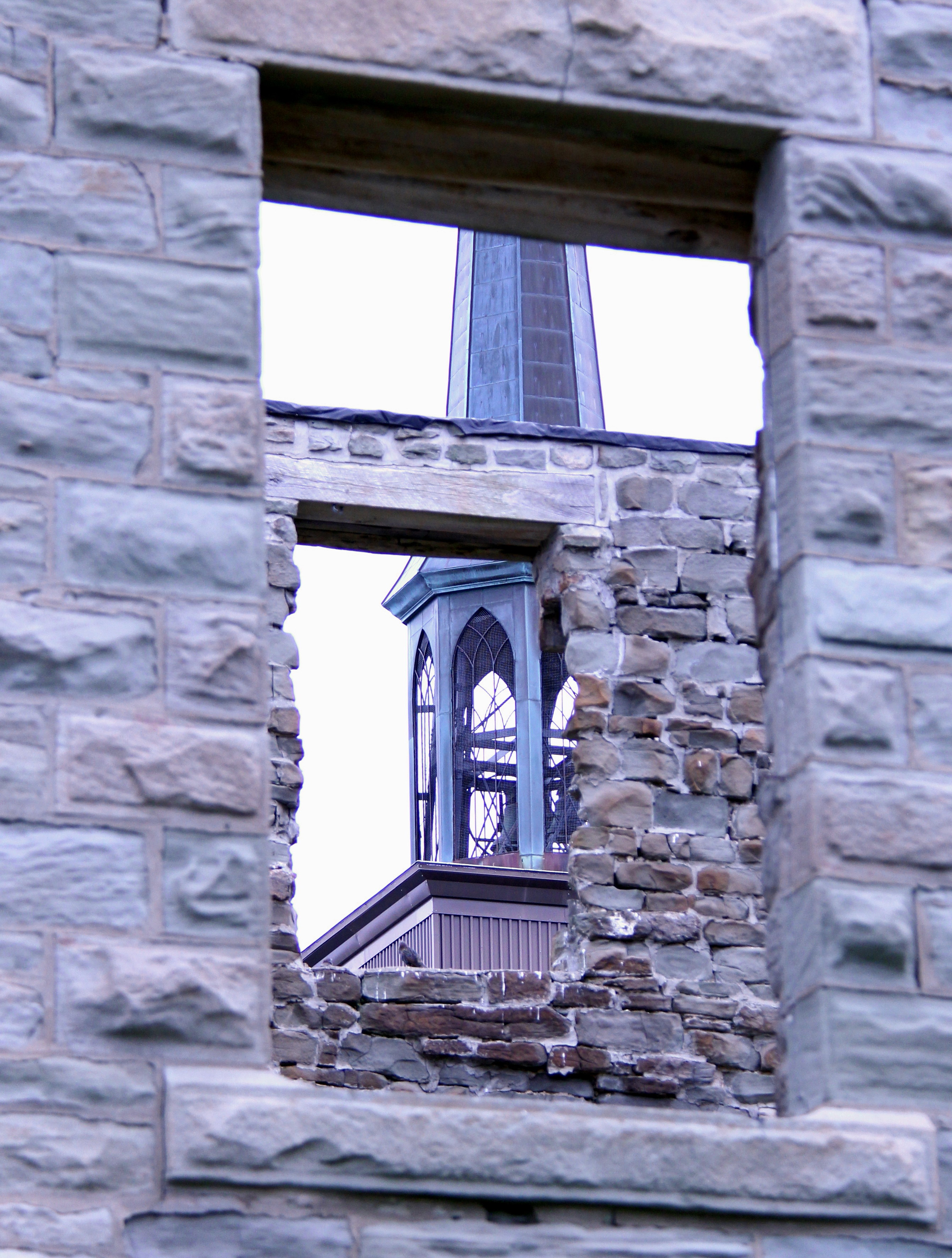
Le Vieux couvent, à Caraquet.
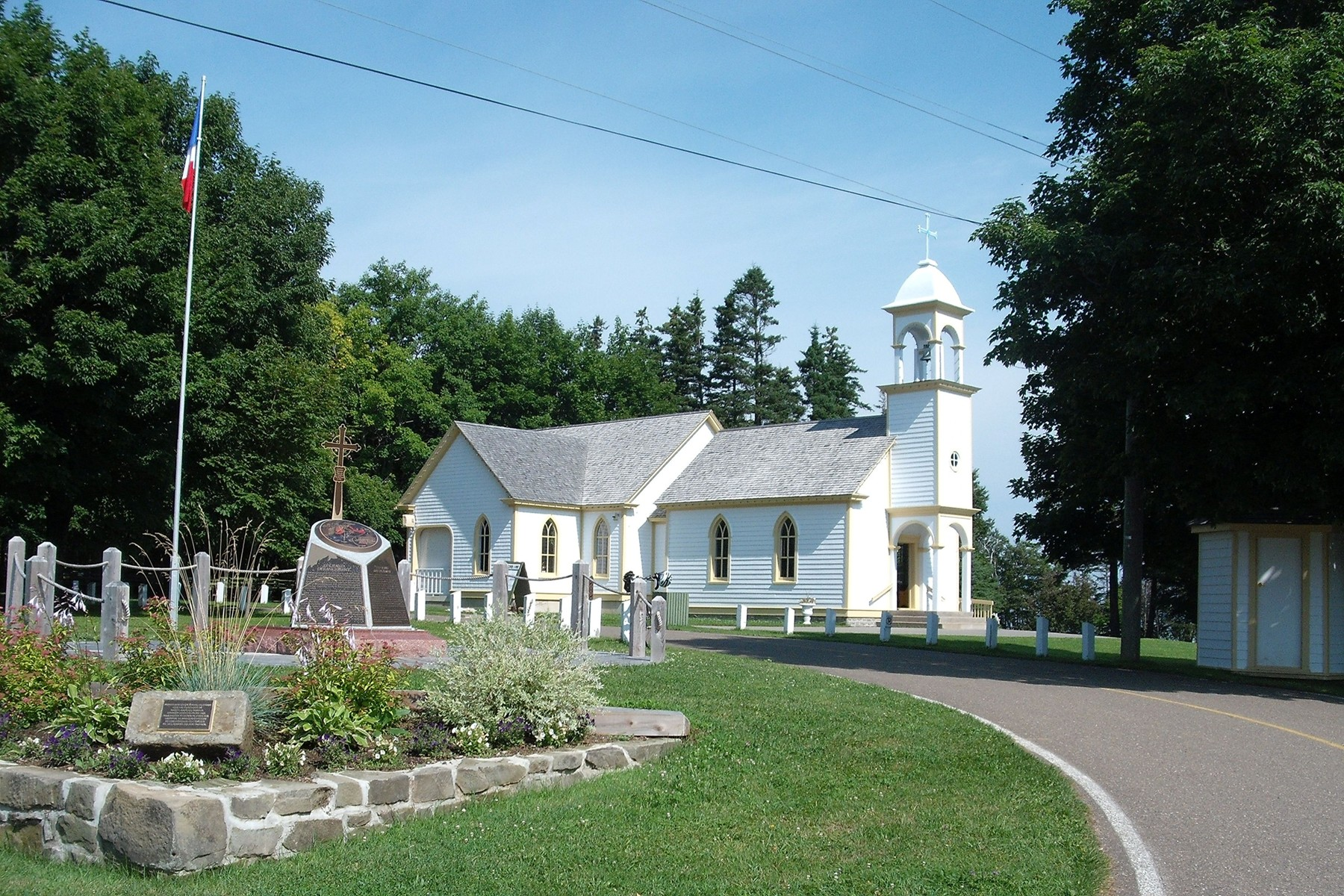
Vestiges d'une église du XIXe siècle au sanctuaire Sainte-Anne-du-Bocage.
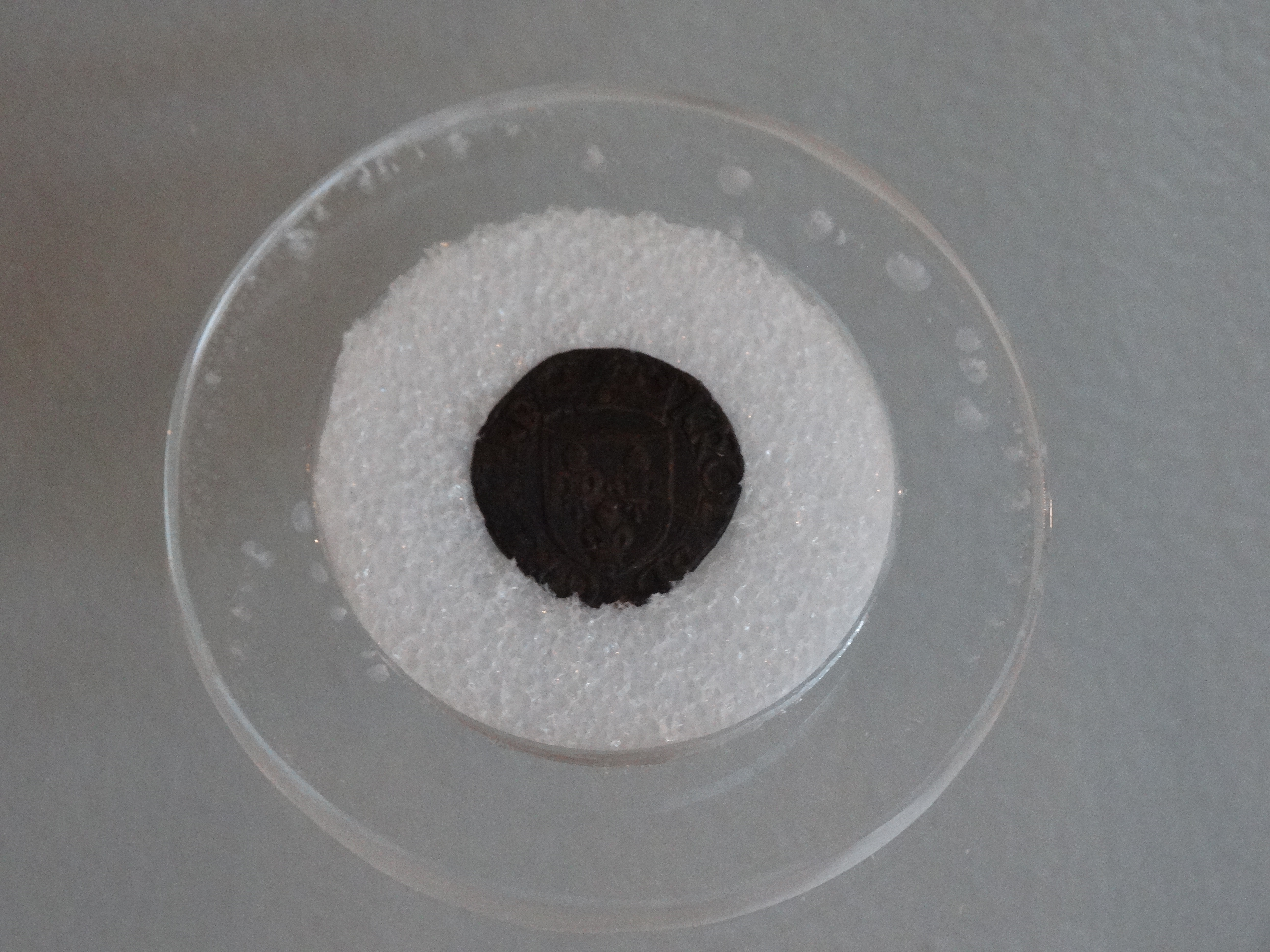
Une pièce de monnaie datant d'environ 1495, la plus vieille retrouvée au Canada. Elle est exposée au Musée acadien.

### Fêtes et traditions
En plus des principales fêtes catholiques romaines, la neuvaine de la Sainte-Anne est célébrée au mois de juillet au sanctuaire Sainte-Anne-du-Bocage.
Neuf festivals ont lieu à Caraquet.
Le principal festival de Caraquet est le festival acadien, incluant le festival acadien de poésie, qui se déroule du premier au 15 août, jour de la fête nationale des Acadiens et de l’Assomption. Il attire 180 000 visiteurs et rapporte des millions en retombées économiques durant ses 15 jours.
En plus des spectacles, les deux principaux évènements sont :
- La Bénédiction des bateaux, où le curé bénit la flotte de pêche. Les pêcheurs invitent ensuite la population et les touristes à embarquer dans leurs bateaux, décorés pour l’occasion, pour faire un tour dans la baie.
- Le Tintamarre. Une partie du boulevard Saint-Pierre est fermé à la circulation et les gens marchent déguisés dans la rue en faisant le plus de bruit possible, avec des casseroles, des instruments de musique ou d’autres objets pour montrer au monde que les Acadiens ne sont pas disparus. Le premier tintamarre eut lieu à Moncton, en 1955, à la demande de l’archevêque Mgr Norbert Robichaud à l’occasion du bicentenaire de la déportation des Acadiens[90].

Le Gala de la chanson de Caraquet est organisé chaque été depuis 1969.
Les autres festivals sont le festival acadien de Poésie, le festival d'humour RIEN, le festival d'la peur, le festival de théâtre jeunesse en Acadie, le festival des arts visuels en Atlantique, le FestiVin, le congé de mars et le rendez-vous de la fierté Acadie Love.

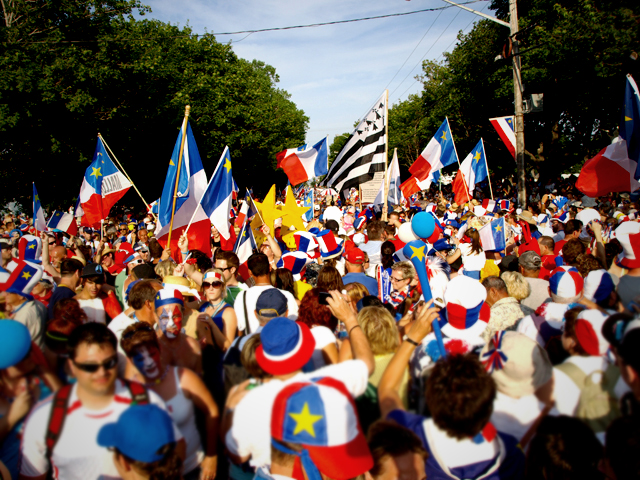
Tintamarre de Caraquet.
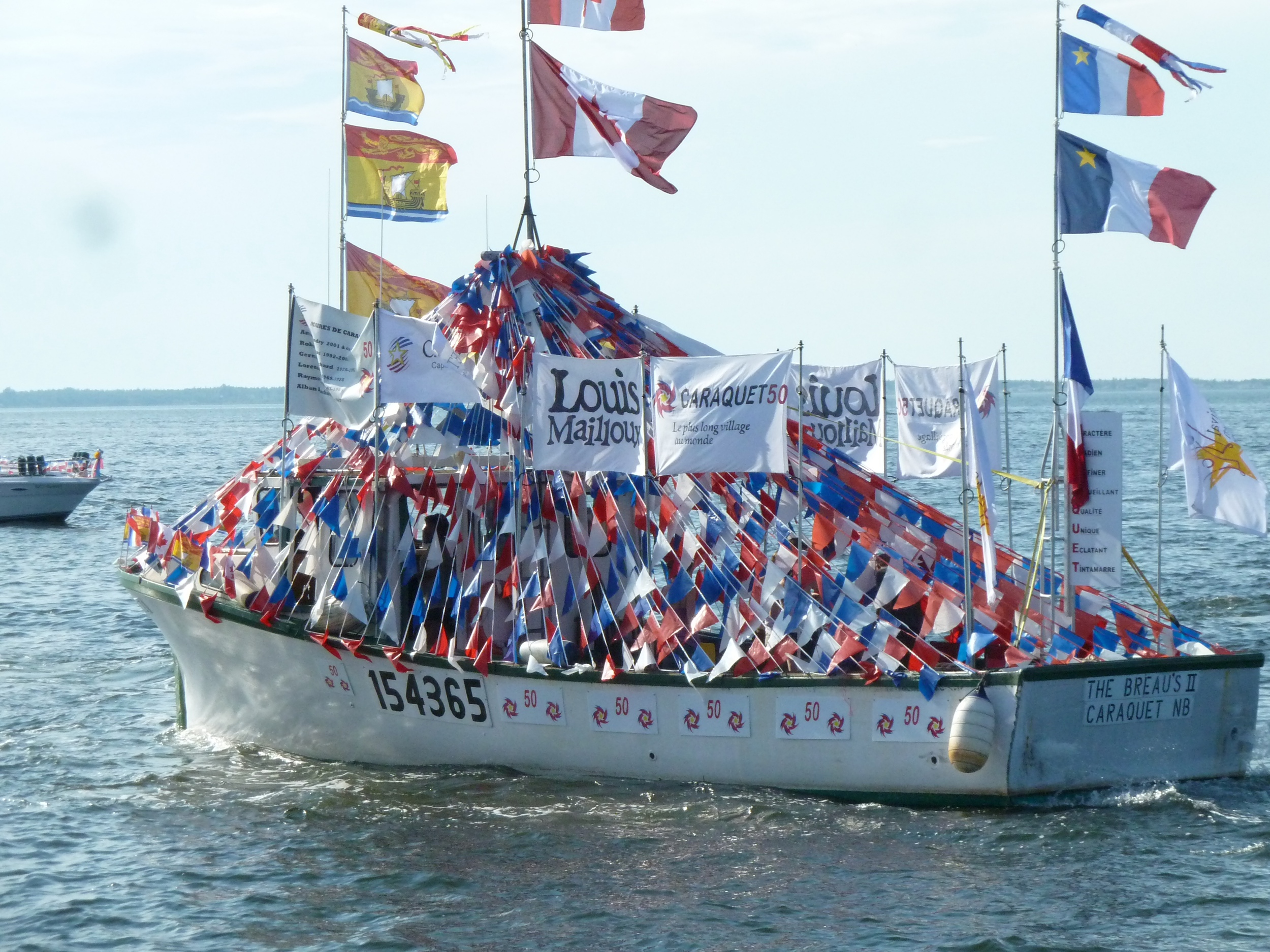
Bénédiction des bateaux.

### Folklore
Le bateau fantôme apparaît parfois dans la baie des Chaleurs, surtout avant une tempête et en général au nord de l’île de Caraquet. Il est aussi appelé vaisseau fantôme, feu-de-roussi et feu du mauvais temps. Il aurait déjà été vu à quelques centaines de mètres seulement de la ville. La légende, ou l’une de ses versions, raconte que c’est la goélette enflammée des pirates et condamnée à sillonner les mers ; vaisseau fantôme aux voiles rouges et noires, à la coque enflammée, portant le plus sinistre équipage de forbans qui ait jamais existé et commandé par ce hollandais nommé Poil-Rouge à cause de sa moustache rousse ; le vaisseau-fantôme annoncerait toujours pluie violente et tempête. Dans certaines versions, des bruits infernaux de chaînes accompagnent le bateau. Plusieurs théories circulent quant à son origine. Ce serait un éclair en boule ou encore une poche de gaz sous-marine s’embrasant.

### Langue
Les habitants de Caraquet parlent généralement le français acadien. En fait, selon la Loi sur les langues officielles, Caraquet est officiellement francophone puisque moins de 20 % de la population parle l'anglais.
Autrefois, les familles avaient chacune leur sobriquet. Certains, comme « le lièvre », étaient appliqués à plusieurs familles. Les habitants des villages avaient aussi leurs surnoms. Les gens de Caraquet étaient surnommés « mangeux de mélasse » ou « mangeux de maquereau ».

### Gastronomie et hospitalité

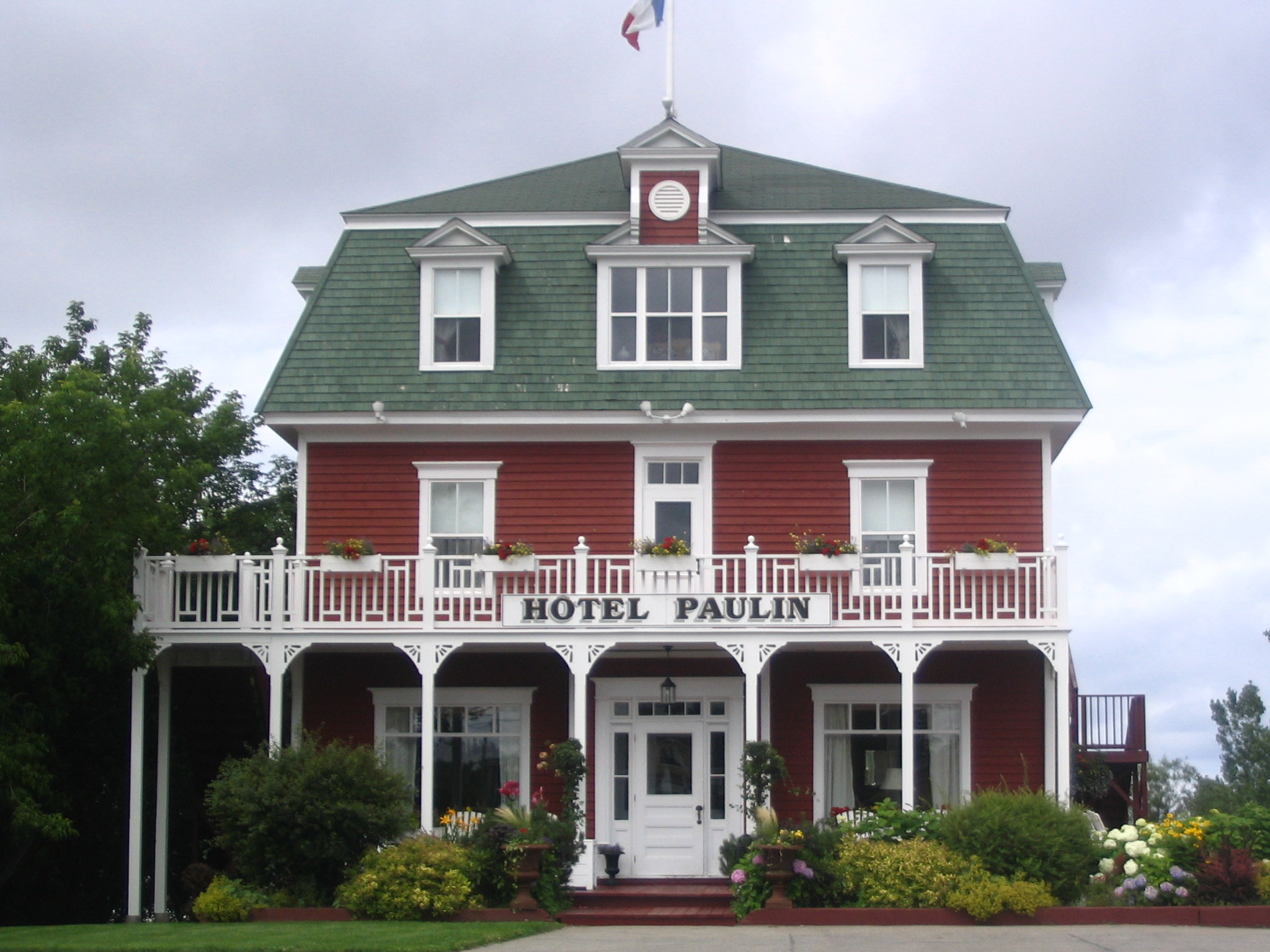
Hôtel Paulin.

La cuisine acadienne traditionnelle utilise couramment des ingrédients comme le poisson, le porc et quelques légumes, dont les fèves séchées, les patates, le chou et le navet. Les plats à base de céréales comme le gruau, les crêpes et le pain sont très fréquents. Aux produits locaux s'ajoutent ceux provenant d'un commerce ancien avec les Antilles et le Brésil, tels que la mélasse, la cassonade, les raisins secs et le riz. Le poisson est si populaire à Caraquet, les gens mangeaient autrefois toutes les parties de la morue, que cela valut le sobriquet de « mangeurs de morue » à la population. Dans la région, les assaisonnements se résument aux herbes salées, aux oignons et à la sarriette. Parmi les plats communs aux différentes régions comme le pâté de viande et le boudin, le plus populaire reste le fricot, une soupe dont il existe une vingtaine de variétés dont au poulet, au poisson, au fruits de mer et au gibier. Un autre plat populaire est la soupe aux légumes et à l'orge, aussi appelée « soupe du dimanche », « soupe à toutes sortes de choses », « soupe à la ferraille » ou « grosse soupe ». Par contre, les mets faits de patates râpées, tels que le chiard et la poutine râpée, sont inconnus de Caraquet. C'est l'une des seules régions où l'on consommait autrefois le castor, la marmotte, l'ours et le goéland.
Une variété particulière de légumes est cultivée en ville, la patate bleue ; selon la tradition, elle aurait été emportée de Bathurst par les prisonniers de l'affaire Louis Mailloux, d'où son surnom de « patate de prison ».
Caraquet est la ville comptant le plus grand nombre de restaurants par personne dans la Péninsule acadienne avec 16 établissements ; certains sont par contre fermés en hiver. La ville possède aussi le plus ancien restaurant japonais de la province. Ouvert en 1967, le Dixie Lee est le premier restaurant de la Péninsule acadienne servant de la pizza et des mets pour emporter. Un établissement sert de la cuisine traditionnelle acadienne tandis que certains autres servent desserts acadiens et plats de fruits de mer. Les autres restaurants permettent de déguster des plats chinois, vietnamiens, thaïlandais, italiens, grecs, québécois et américains. Caraquet compte aussi une fromagerie, Les Blancs d'Arcadie, produisant du fromage de lait de vache ou de chèvre. Il y a aussi une boulangerie et une chocolaterie, toutes artisanales.
Caraquet possède une longue tradition hôtelière. La ville compte une vingtaine d'hôtels et de gîtes, en plus d'un terrain de camping. Le plus ancien et le plus prestigieux est l’hôtel Paulin, un établissement quatre étoile comptant également un restaurant.

### Arts
La ville dispose de plusieurs salles de spectacle. Dans le port de Caraquet, on retrouve le Carrefour de la mer avec la salle UNI Coopération financière et une scène extérieure, ainsi que la Boîte-Théâtre, accueillant les productions du Théâtre populaire d'Acadie. Au centre-ville, le centre culturel comprend une salle de spectacle et la galerie Bernard-Jean. Adossé au bâtiment se trouve le Cinéma du Centre, comptant trois salles. En plus des présentations commerciales, la programmation Ciné+ présente des films de la francophonie et de diverses cultures.
La région compte plusieurs musées, comme le Village Historique Acadien. En ville se trouvent le Musée Acadien et l'Écomusée de l’Huître.

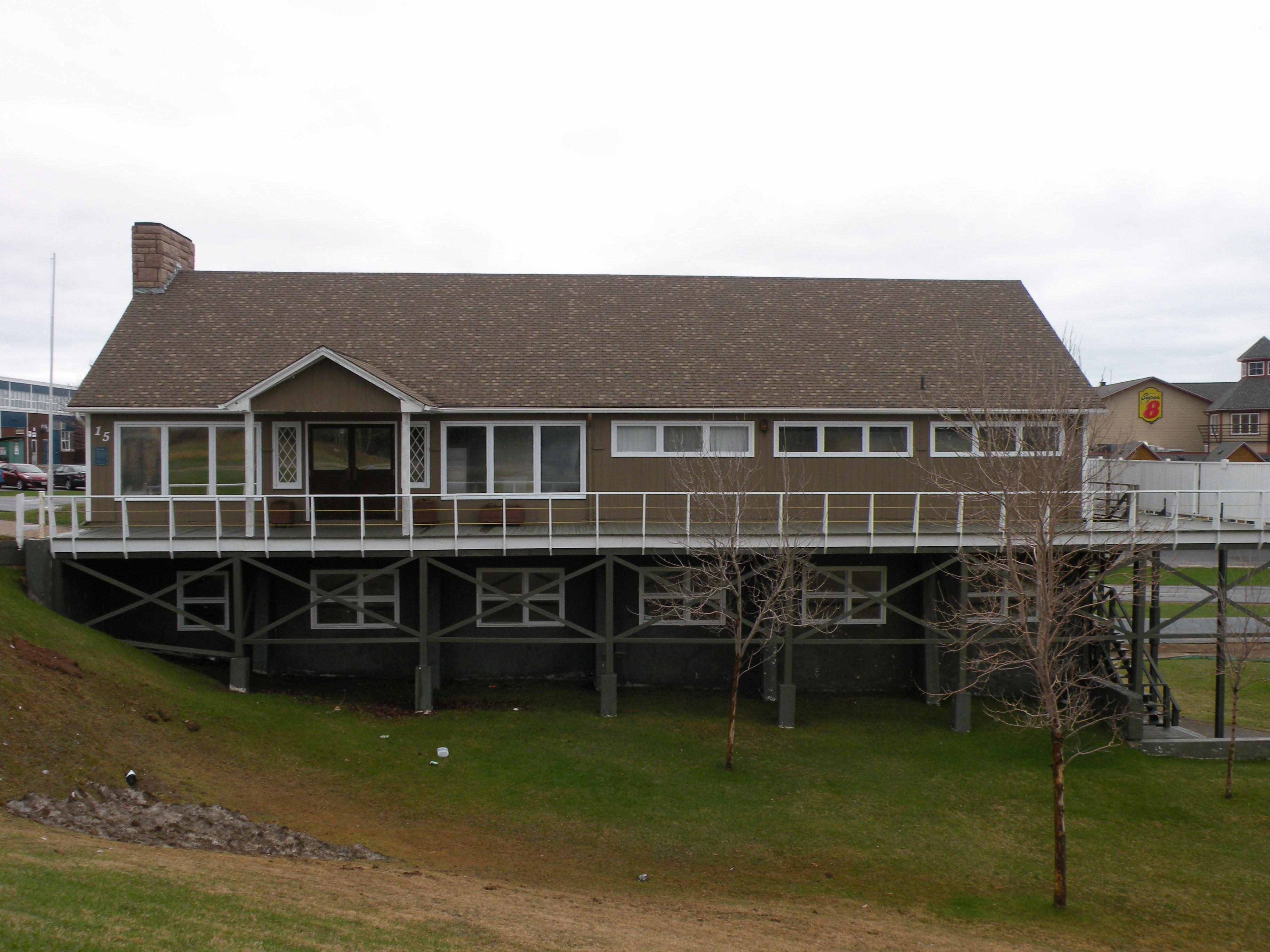
Musée acadien.
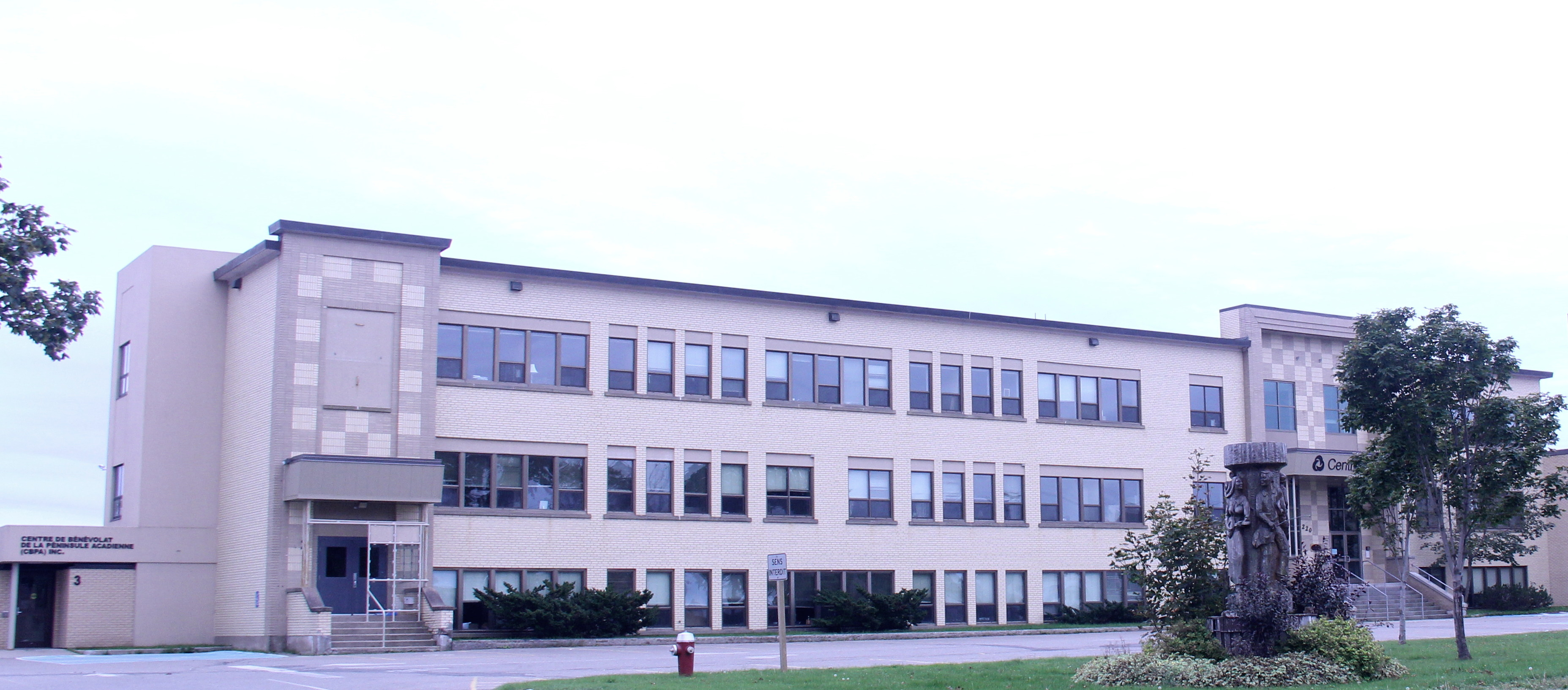
Centre culturel de Caraquet.
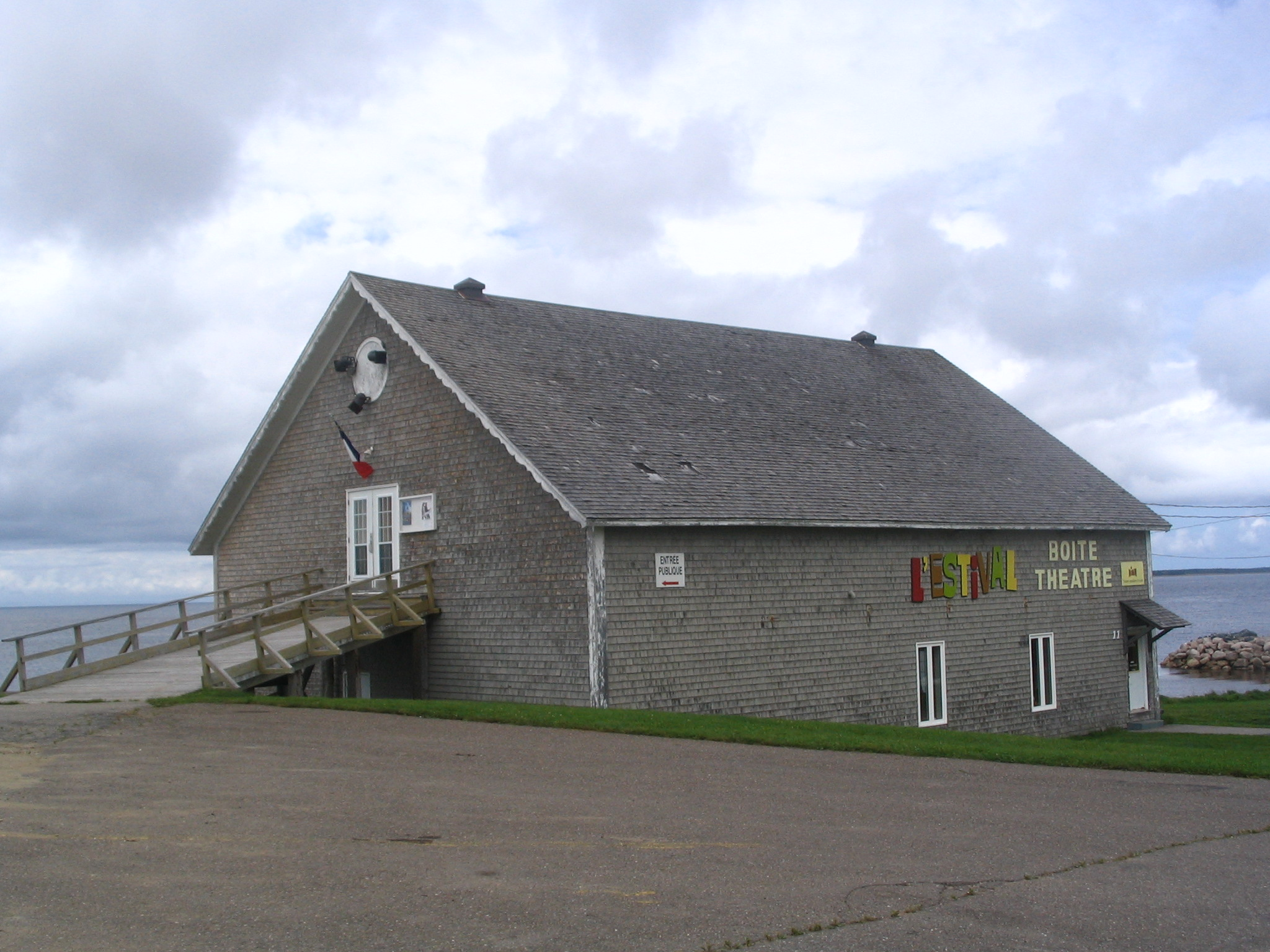
Boîte-Théâtre.
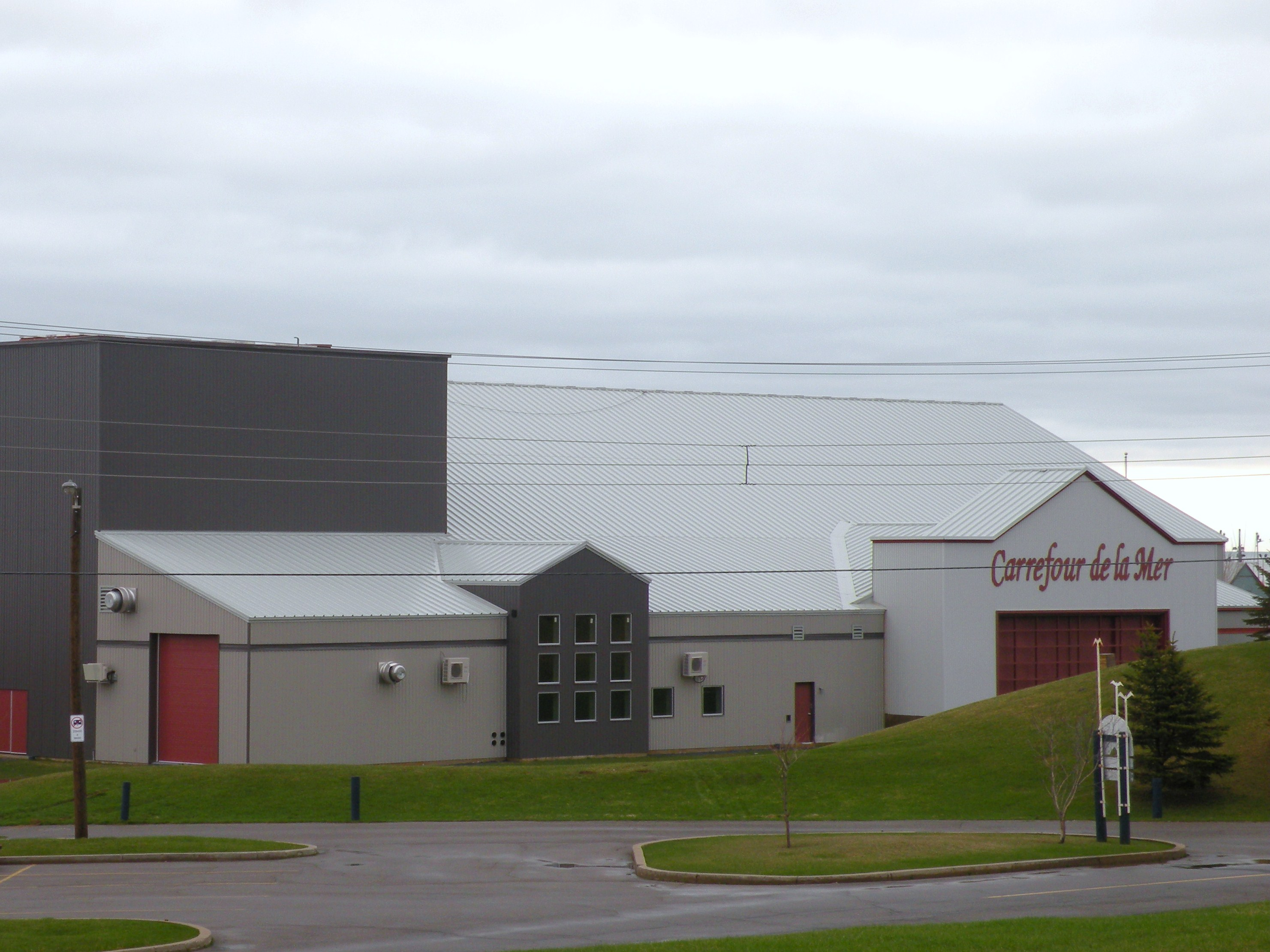
Carrefour de la mer.
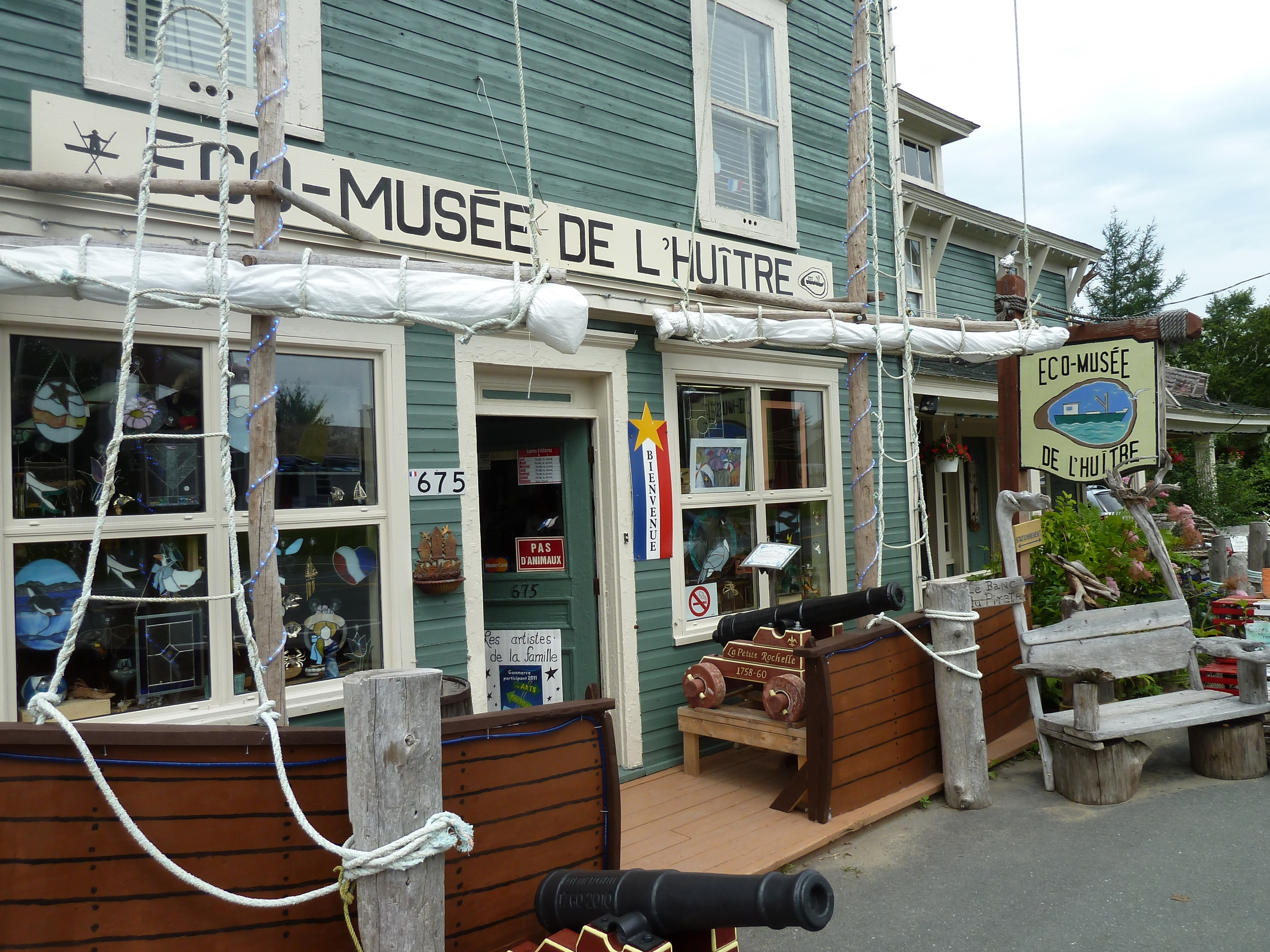
L'écomusée de l'Huître.

### Caraquet dans la culture
Caraquet est le cadre de l'action ou est mentionné dans les romans et recueils de poésie de Claude Le Bouthillier. La ville fait ainsi l'objet d'un poème dans le recueil La terre tressée. Les superstitions du début du XXe siècle à Caraquet sont mentionnées dans le roman La Mariecomo, de Régis Brun. Il semblerait que le poète John Newell mentionne les fossiles de Caraquet lorsqu'il écrit qu'on peut y voir la tête et les arêtes d'un poisson mangé par Glouscap, un dieu micmac.
Le film Le Secret de Jérôme a été tourné à proximité de la ville et la première eut lieu dans l’ancien cinéma. Une partie du film Acadieman vs le CMA 2009 se déroule dans la ville. Le tournage de la télésérie Belle-Baie se déroula principalement à Caraquet et Bouctouche.
Caraquet est un personnage de la série télévisée Théodore le remorqueur. Le nom Caraquet est utilisé dans plusieurs épisodes de la version québécoise des Simpsons: c'est ainsi un juron dans Homer, qu'on voit danser  (Les Aqua-tics en France) et le nom d'un type de nage dans Quand Andy et Bart se rencontrent (Farces et agapes).
Plusieurs chansons sont dédiées à Caraquet ou mentionnent la ville, comme 15 août de Cayouche, Chanter ma vie de Wilfred Le Bouthillier, Gigue à Caraquet de Soldat Louis, Je reviendrai à Caraquet d'Edith Butler et Louis Mailloux de Calixte Duguay.
Il y a une rue de Caraquet à Québec.

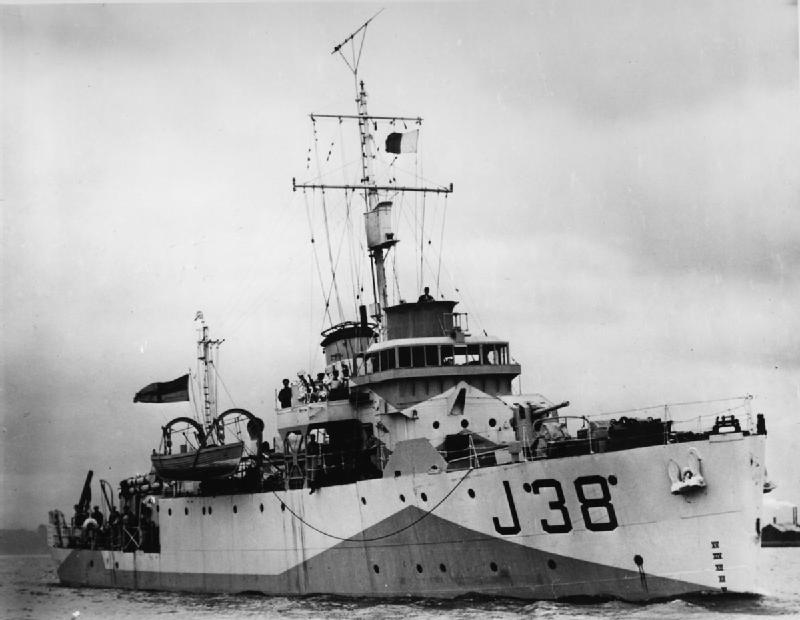
Le dragueur de mines NCSM Caraquet (J38), de la Classe Bangor lancé pour la Royal Navy (RN), mais transféré à la Marine royale canadienne avant sa mise en service et qui a servi pendant la Seconde Guerre mondiale.
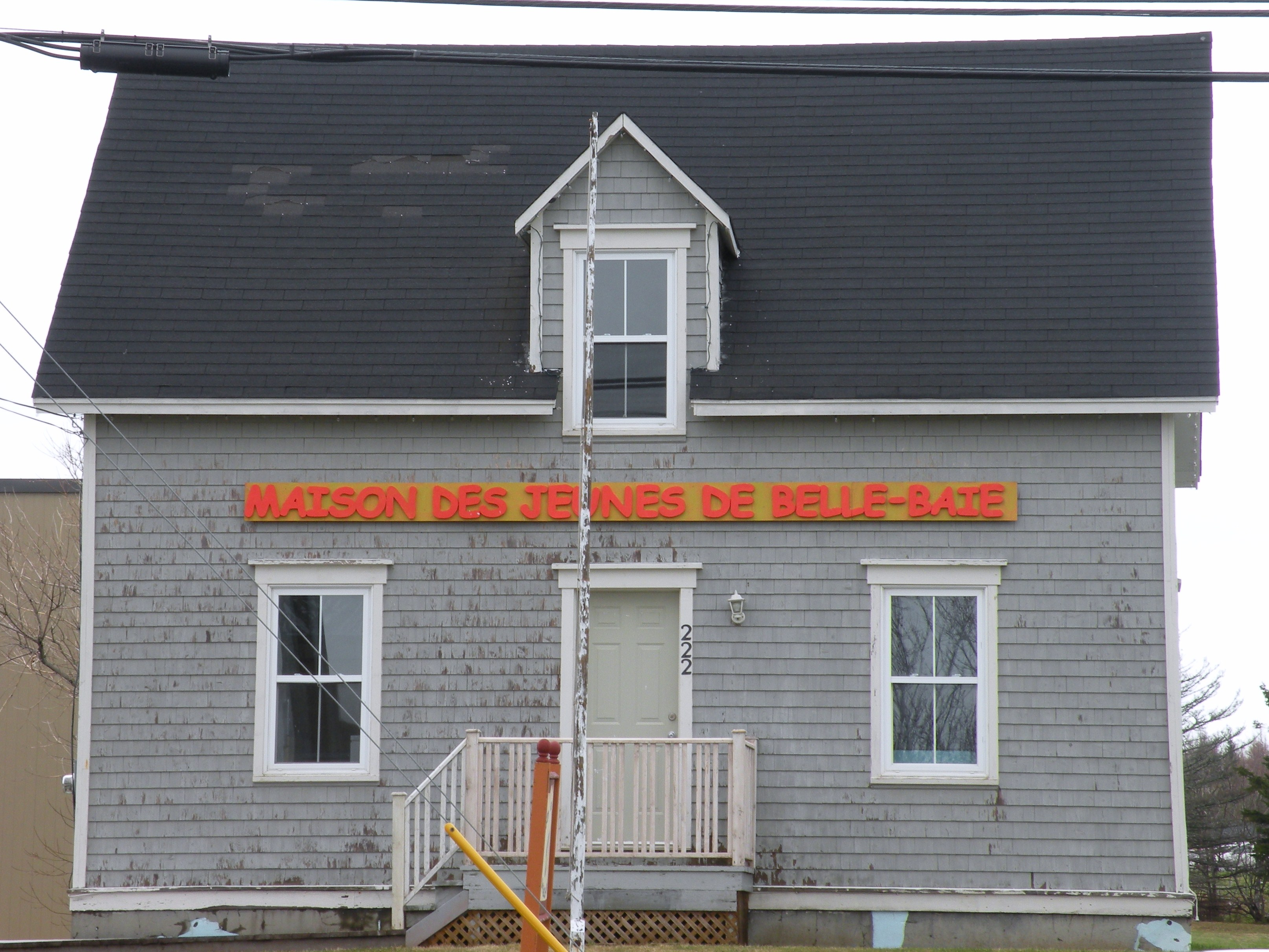
La maison des jeunes de « Belle-Baie », en réalité à Caraquet.

### Jumelages
- Marennes (France), depuis les années 1970
- Rouyn-Noranda (Québec), depuis le 3 juin 2015[100]

Anciens jumelages :
- Saint-Éphrem-de-Tring (fusionné avec Saint-Éphrem-de-Beauce) (Canada)
- Lafayette (États-Unis) (en 1985)[102]
- Eunice (États-Unis) (en 1999)[103]

| Caraquet Marennes Rouyn-Noranda |